# 豊橋市
豊橋市（とよはしし）は、愛知県の東三河地方にある中核市。東三河地方における経済・交通の中心都市である。1906年（明治39年）市制施行である。

## 概要

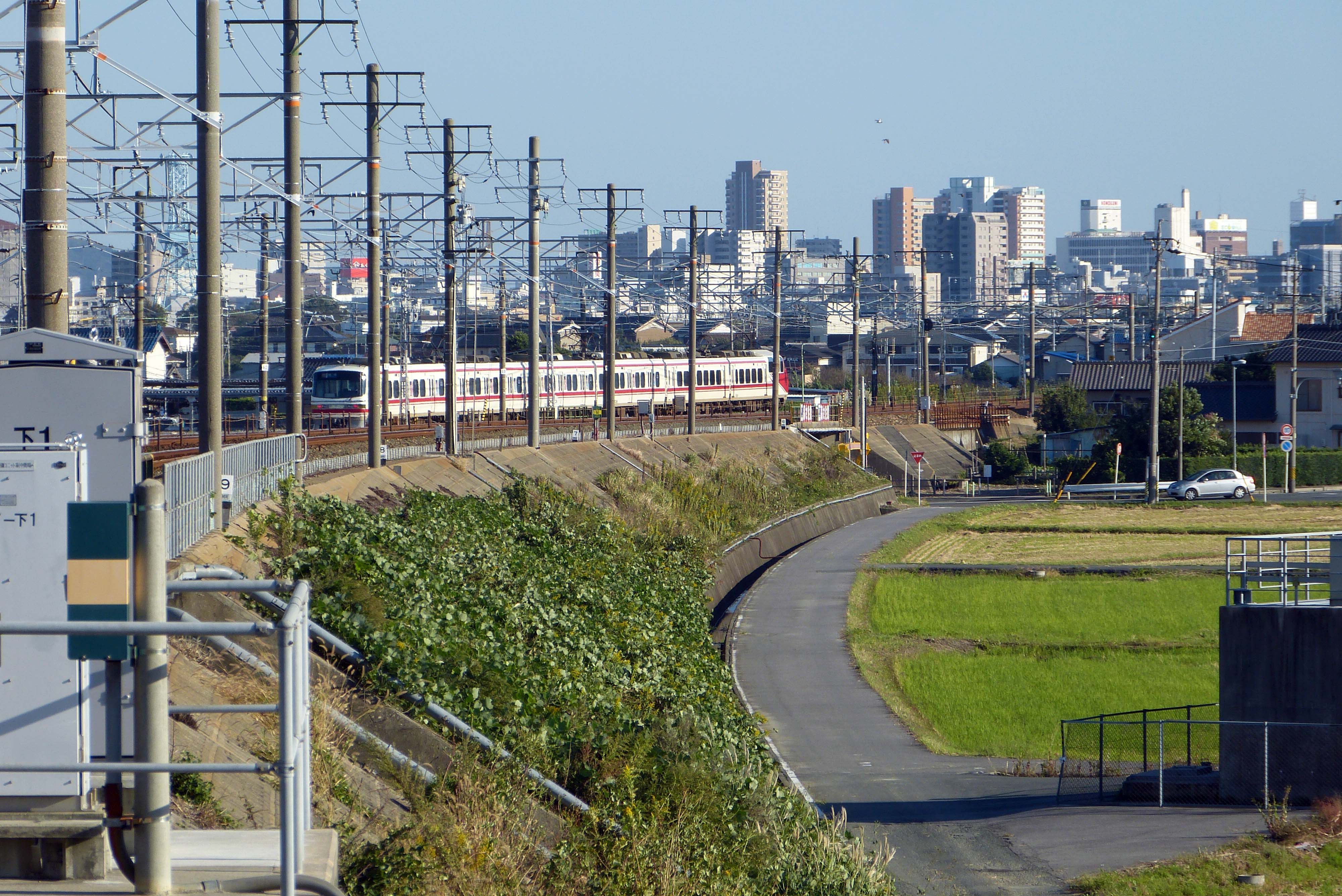
名鉄名古屋本線と豊橋市街地遠景

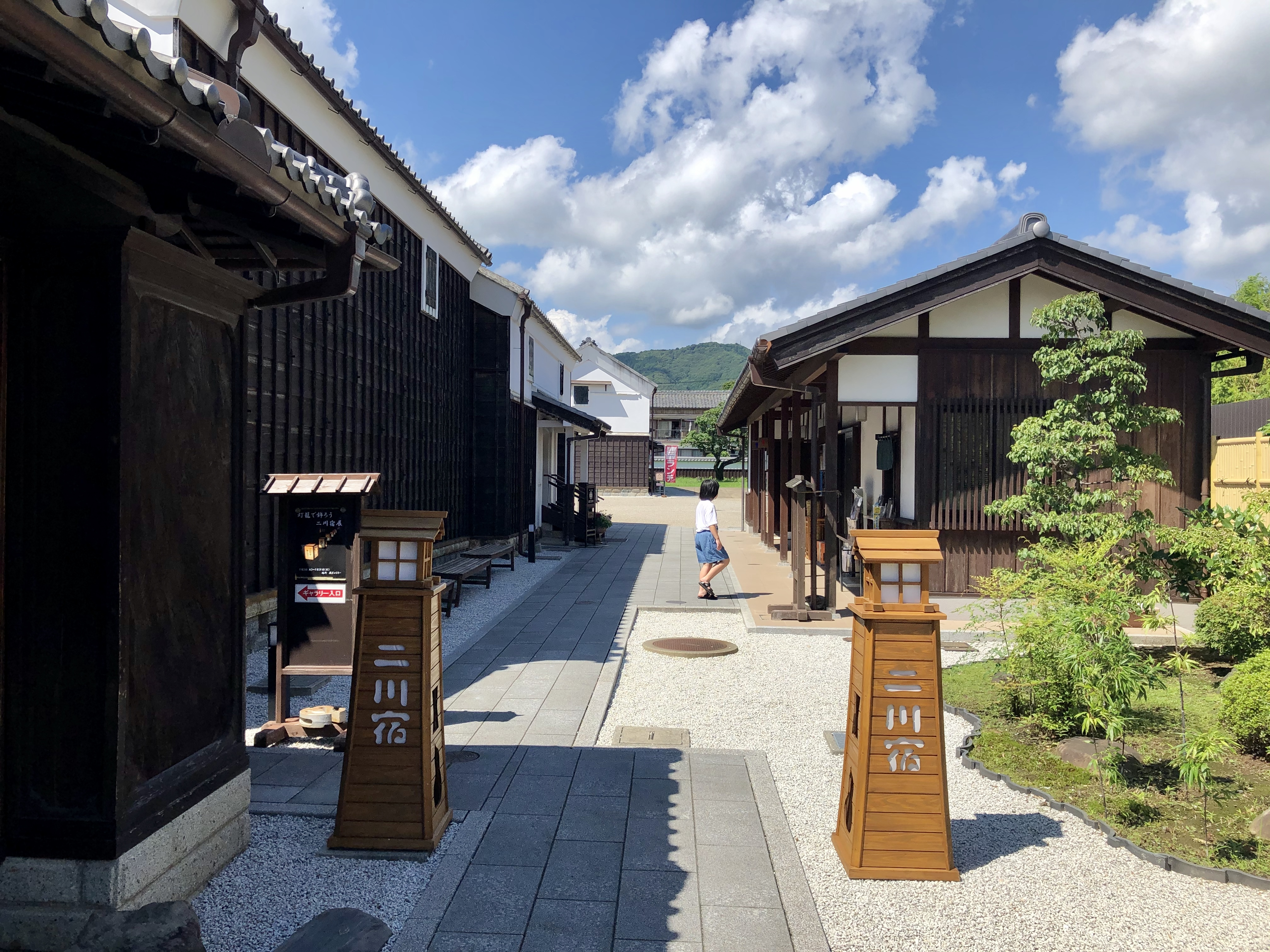
東海道宿場町の二川宿

人口は約37万人、2015年（平成27年）の昼夜間人口比率は97.1％である。豊橋都市雇用圏の人口は約66万人、豊橋市が定義している豊橋都市圏の人口は79.8万人である。
中世から江戸時代まで市の中心部は吉田（よしだ）と呼ばれていた。吉田という地名は全国各地にあったため、三州吉田と呼ばれることが多かった。
吉田は豊川と朝倉川の合流地点であり、渥美郡、宝飯郡、そして八名郡の境目に当たる。江戸時代には 吉田藩の城下町、吉田宿の宿場町、豊川水運で栄えた湊町であった。明治2年6月（1869年）の版籍奉還で、吉田から豊橋に改称した。
市徽章は、江戸時代末、吉田城に8代君臨した長沢・松平・大河内（ながさわ・まつだいら・おおこうち）家が用いていた馬印を横から見た形の千切（ちぎり）である。
三河港や豊川用水を有する。16世紀の今橋城（のち吉田城と改称）建築以来、東三河の中心に台頭し、江戸時代は特に、三州吉田藩の城下町、東海道五十三次の吉田宿・二川宿があった。幕末の石高は7万石であり、岡崎藩や西尾藩を上回って三河国内では最大だった。

### 名称

#### 市名の由来
吉田と今橋
伊勢神宮の神領の一覧表である神鳳鈔に、吉田御園と記載があり、神宮雑書にも、建久3神領注文、外宮領、承平年間宣下、長寛1免租。神宮雑書・建久3神領注文 = 吉田御園、外 = 給主故少納言重綱（藤原ヵ）所由 = 件御園、雑（新ヵ）神戸内往古神領也、承平以後官符宣旨重畳之上、長寛元年重被下奉免宣旨也 = 供祭物、上分米3石、雑用料17石、件上分米近年不究済之・神鳳鈔 = 吉田御園 = 外宮上分3石菓子、雑用20石・諸国御厨御園帳 = 吉田御園 = 3石、菓子、栗6篭。このことから、平安時代には、吉田の地名が確認できる。
今橋の初見は、応永5年11月22日の足利義満御判御教書の今橋御厨である。
貞応3年（1224年）頃の豊川は飽海川と呼ばれており、そこに架けられた橋の名前が今橋とされた。その後、大永2年（1522年）頃に今橋から吉田と改名されたという。
牧野氏による吉田城築城のくだり（牛窪記）や、天文年中の牧野氏・今川氏の書状に見え、今橋跡職、名字之知にて御座候間、という今川氏への訴状。藩翰譜の牧野氏の項目に、今橋城が吉田城と改名されたという解説。天文年中の今川氏の書状で三州吉田という用語が見え、今橋が使用されなくなっている事実などから、牧野氏が治めていた時代には今橋が使用されていたが、今川氏が直轄支配の時代になると、吉田がもっぱら使われ、今橋は使用されなくなる。
徳川家の史料である三河物語や家忠日記では一貫して吉田となっており、伊勢神宮の史料でも吉田御園であり、今川氏による三河国領土化・吉田城の取得以後、一貫して吉田と呼称され、今橋が廃号となっていることなどからも、今橋が吉田に改称されたとは言い切れないだろう。
遊嚢賸記には、今橋ハ渡津ノ今道ヘカケタル故ノ名ナルベシ、という記述があり、東関紀行の文中にある、渡津の今道、という文言に今橋は由来するという。

明治維新により豊橋と改名
前述の通り明治新政府は当時の三河国吉田藩の藩名が伊予国吉田藩（宇和島藩の支藩）（旧愛媛県北宇和郡吉田町、現愛媛県宇和島市）に似て紛らわしいとのことで藩名変更の命を下した。その命を受け藩主は「豊橋、関屋、今橋」の3つの名を選んだ。新政府はその一番目の「豊橋」を採用して、正式に「豊橋藩」という藩名とすることを命じた。その後廃藩置県の後も豊橋の名が使われる。
豊橋（とよはし：吉田大橋）
『三州吉田記』の記述にあるように、酒井忠次の吉田川（豊川）への架橋以前に、橋は存在しておらず、鎌倉時代の史書（『東関紀行』・『海道記』・阿仏尼の『うたたねの記』および『十六夜日記』）にも、川の浅瀬を渡っていることが記述されている。
徳川氏の武将の酒井忠次が、1570年（元亀元年）、関屋口から下地にかけて吉田川（豊川）に吉田大橋（土橋）を架ける土木工事を実施した。その後、池田輝政が、船町を整備し前城主・酒井忠次が吉田川に架けた土橋の吉田大橋を木橋に架け替え、その位置も整備した下流の船町に移動させた。『三州吉田記』に「元亀元年、関屋之渡口始メテ土橋ヲ架ス」とあり、1591年（天正19年）にこの土橋を船町へ移すと記す。江戸時代には、江戸幕府が整備、管理する長さ120間の大橋であった。
この船町の吉田大橋（吉田橋）は、明治時代に架け替えた時、とよはしと名称を変更した。さらに、昭和に入ってから国道1号を整備した際、その上流（関屋口から下地）に新たに掛けられた橋を、以前の船町で呼称していた吉田大橋（よしだおおはし）と、再び名付けた。この国道整備により、かつての東海道は愛知県道496号白鳥豊橋線として県道になり、正式にはもともと架かっていた県道の大橋（西側の橋）の名を豊橋（とよはし）とするようになった。ただ、市名と橋名を区別するため、橋名を（とよばし）と呼ぶようになった。国土交通省は、豊橋（橋）の名前を（とよはし）として、登録している。

## 地理

豊橋市中心部周辺の空中写真。市街地の北部を豊川が曲流する。2020年6月16日撮影の33枚を合成作成。
。

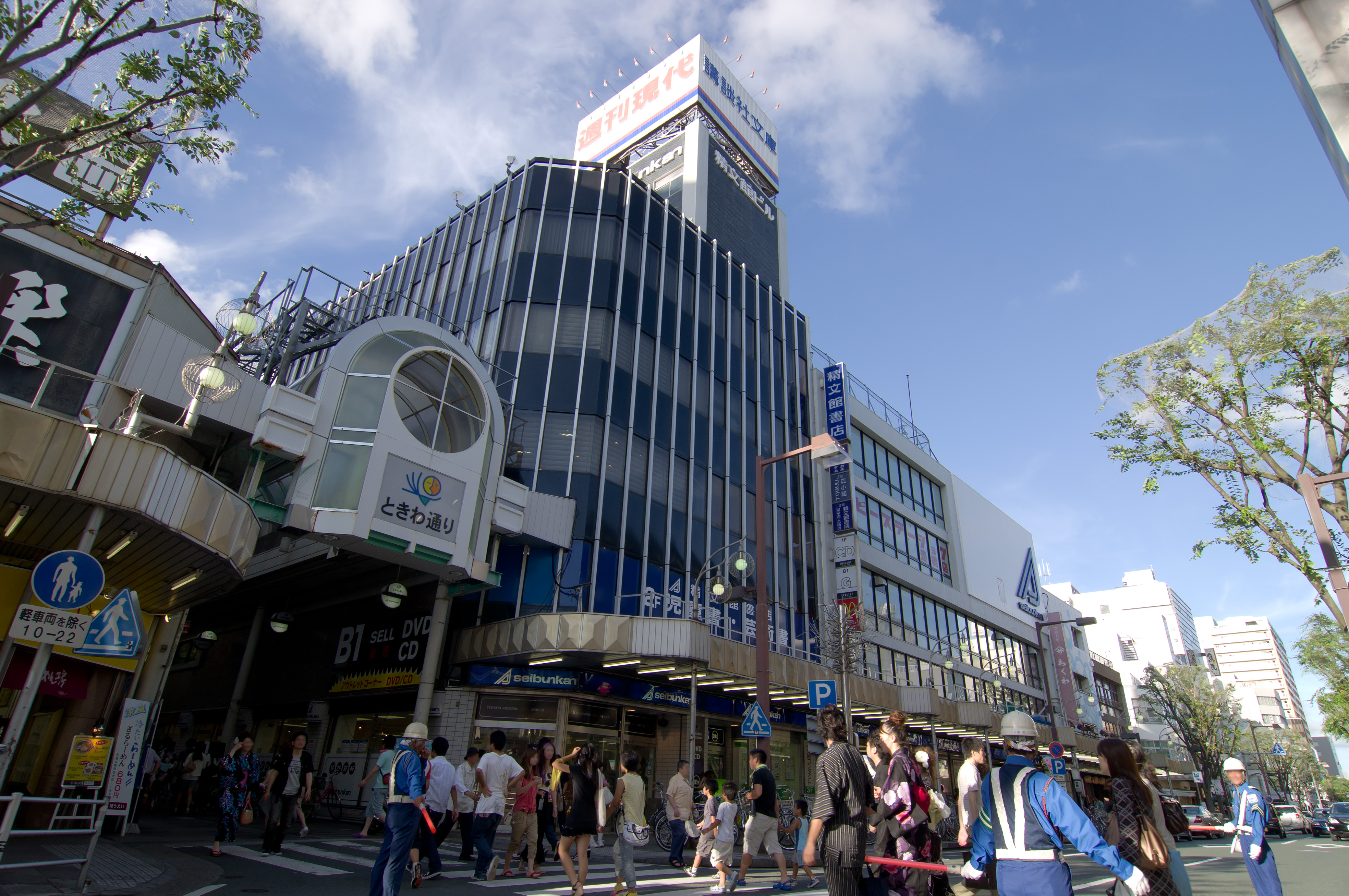
豊橋市中心部広小路通り

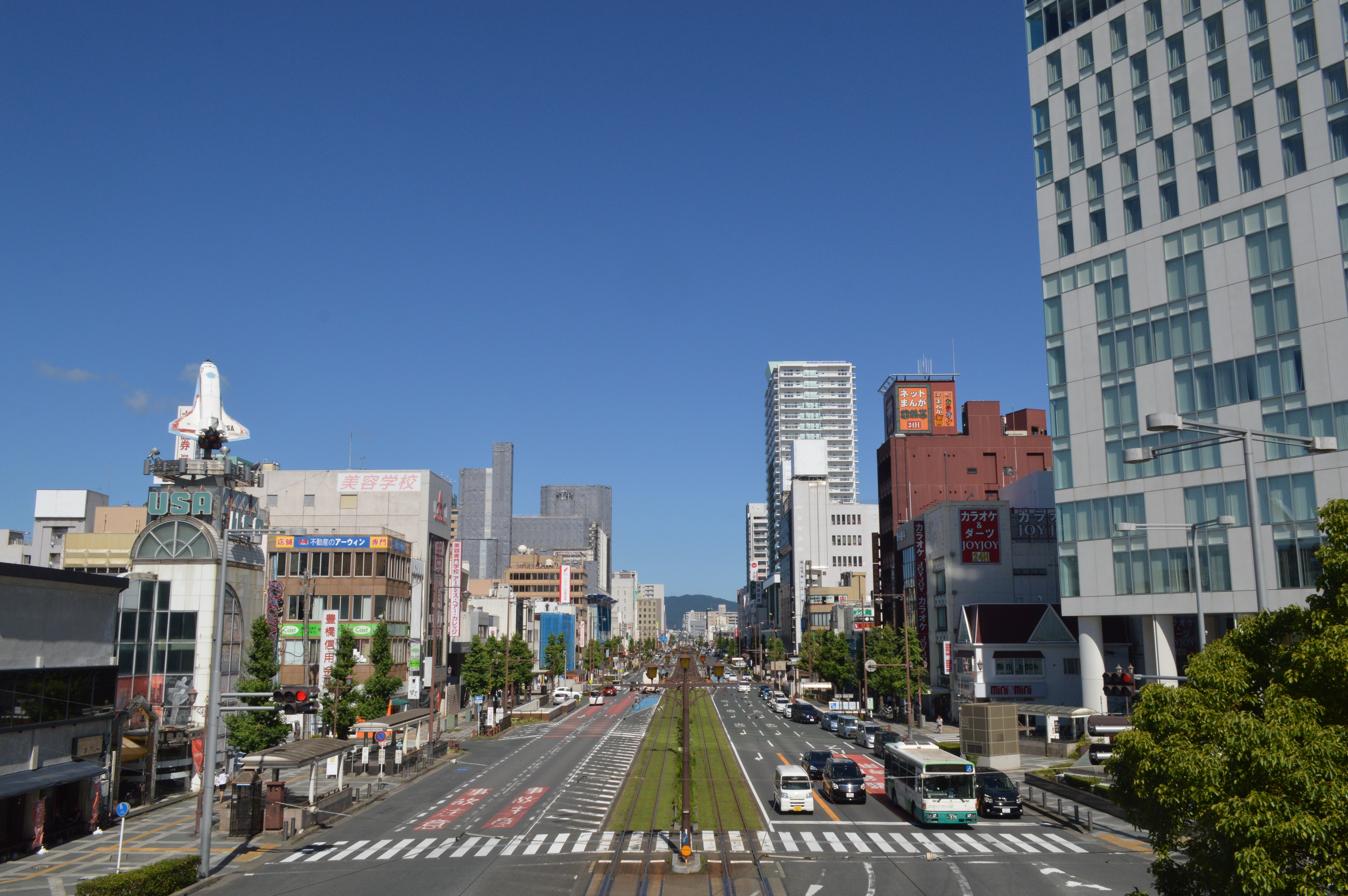
豊橋市中心部駅前大通り

### 位置
愛知県の南東部に位置し、渥美半島の付け根部分にある。豊橋平野の上に市域が広がっており、豊川や梅田川などが流れる。南部は高師原、天伯原と呼ばれる台地となっている。
主な山として北東部の石巻山（358メートル）などがあり、弓張山地が静岡県との県境を形成している。南部は太平洋と接しており、片浜十三里（表浜海岸）と呼ばれる海岸はウミガメの産卵で知られる。三河湾沿岸には大規模な埋立地があり、工業用地や神野新田などの農業用地となっている。

### 地形

#### 山岳
- 弓張山地
- 石巻山

#### 河川
- 豊川
- 朝倉川
- 柳生川
- 梅田川

#### 海岸
南海トラフ巨大地震が発生した際には、最大7mの津波が到達することが予想されている。これは愛知県下の市町村で田原市と並び最も高い値である。
- 三河湾
- 遠州灘
- 片浜十三里（表浜海岸）

### 気候
気候は年間を通じて比較的温暖であり、冬季の降雪や積雪はほとんどない。
| 豊橋（2006年 - 2020年）の気候      | 豊橋（2006年 - 2020年）の気候 | 豊橋（2006年 - 2020年）の気候 | 豊橋（2006年 - 2020年）の気候 | 豊橋（2006年 - 2020年）の気候 | 豊橋（2006年 - 2020年）の気候 | 豊橋（2006年 - 2020年）の気候 | 豊橋（2006年 - 2020年）の気候 | 豊橋（2006年 - 2020年）の気候 | 豊橋（2006年 - 2020年）の気候 | 豊橋（2006年 - 2020年）の気候 | 豊橋（2006年 - 2020年）の気候 | 豊橋（2006年 - 2020年）の気候 | 豊橋（2006年 - 2020年）の気候 |
| 月                                 | 1月                           | 2月                           | 3月                           | 4月                           | 5月                           | 6月                           | 7月                           | 8月                           | 9月                           | 10月                          | 11月                          | 12月                          | 年                            |
| ---------------------------------- | ----------------------------- | ----------------------------- | ----------------------------- | ----------------------------- | ----------------------------- | ----------------------------- | ----------------------------- | ----------------------------- | ----------------------------- | ----------------------------- | ----------------------------- | ----------------------------- | ----------------------------- |
| 最高気温記録 °C （°F）             | 17.0 (62.6)                   | 21.7 (71.1)                   | 22.7 (72.9)                   | 26.7 (80.1)                   | 30.3 (86.5)                   | 34.1 (93.4)                   | 36.9 (98.4)                   | 37.9 (100.2)                  | 35.5 (95.9)                   | 31.0 (87.8)                   | 26.1 (79)                     | 22.4 (72.3)                   | 37.9 (100.2)                  |
| 平均最高気温 °C （°F）             | 9.2 (48.6)                    | 10.4 (50.7)                   | 14.0 (57.2)                   | 18.6 (65.5)                   | 23.2 (73.8)                   | 25.9 (78.6)                   | 29.6 (85.3)                   | 31.5 (88.7)                   | 28.4 (83.1)                   | 23.2 (73.8)                   | 17.3 (63.1)                   | 11.8 (53.2)                   | 20.3 (68.5)                   |
| 日平均気温 °C （°F）               | 5.4 (41.7)                    | 6.4 (43.5)                    | 9.5 (49.1)                    | 14.3 (57.7)                   | 19.0 (66.2)                   | 22.3 (72.1)                   | 26.0 (78.8)                   | 27.5 (81.5)                   | 24.4 (75.9)                   | 19.1 (66.4)                   | 13.3 (55.9)                   | 8.0 (46.4)                    | 16.3 (61.3)                   |
| 平均最低気温 °C （°F）             | 1.9 (35.4)                    | 2.5 (36.5)                    | 5.2 (41.4)                    | 10.0 (50)                     | 15.1 (59.2)                   | 19.2 (66.6)                   | 23.2 (73.8)                   | 24.3 (75.7)                   | 21.0 (69.8)                   | 15.4 (59.7)                   | 9.3 (48.7)                    | 4.1 (39.4)                    | 12.6 (54.7)                   |
| 最低気温記録 °C （°F）             | −4.3 (24.3)                   | −4.4 (24.1)                   | −1.6 (29.1)                   | 1.3 (34.3)                    | 8.3 (46.9)                    | 12.9 (55.2)                   | 18.7 (65.7)                   | 19.3 (66.7)                   | 12.5 (54.5)                   | 6.5 (43.7)                    | 0.7 (33.3)                    | −2.2 (28)                     | −4.4 (24.1)                   |
| 降水量 mm （inch）                 | 50.3 (1.98)                   | 79.9 (3.146)                  | 127.5 (5.02)                  | 150.9 (5.941)                 | 178.1 (7.012)                 | 184.6 (7.268)                 | 198.6 (7.819)                 | 126.8 (4.992)                 | 206.9 (8.146)                 | 210.9 (8.303)                 | 79.6 (3.134)                  | 57.2 (2.252)                  | 1,651.3 (65.012)              |
| 平均降水日数 （≥1.0 mm）           | 5.3                           | 6.4                           | 8.4                           | 9.3                           | 8.9                           | 11.3                          | 10.8                          | 7.1                           | 10.7                          | 10.0                          | 6.7                           | 5.5                           | 100.5                         |
| 平均月間日照時間                   | 197.8                         | 178.4                         | 210.2                         | 207.9                         | 223.7                         | 161.8                         | 186.6                         | 236.8                         | 171.1                         | 166.1                         | 170.0                         | 183.4                         | 2,293.8                       |
| 出典1：Japan Meteorological Agency |                               |                               |                               |                               |                               |                               |                               |                               |                               |                               |                               |                               |                               |
| 出典2：気象庁                      |                               |                               |                               |                               |                               |                               |                               |                               |                               |                               |                               |                               |                               |

### 人口
| |                                        |  |
| 豊橋市と全国の年齢別人口分布（2005年） | 豊橋市の年齢・男女別人口分布（2005年） |  |
| ■紫色 ― 豊橋市 ■緑色 ― 日本全国 | ■青色 ― 男性 ■赤色 ― 女性              |  |
| 豊橋市（に相当する地域）の人口の推移 \| 1970年（昭和45年） \| 258,547人 \| \| \| 1975年（昭和50年） \| 284,585人 \| \| \| 1980年（昭和55年） \| 304,273人 \| \| \| 1985年（昭和60年） \| 322,142人 \| \| \| 1990年（平成2年） \| 337,982人 \| \| \| 1995年（平成7年） \| 352,982人 \| \| \| 2000年（平成12年） \| 364,856人 \| \| \| 2005年（平成17年） \| 372,479人 \| \| \| 2010年（平成22年） \| 376,665人 \| \| \| 2015年（平成27年） \| 374,765人 \| \| \| 2020年（令和2年） \| 371,920人 \| \| |                                        |  |
| 総務省統計局 国勢調査より |                                        |  |
| 1970年（昭和45年） | 258,547人                              |  |
| 1975年（昭和50年） | 284,585人                              |  |
| 1980年（昭和55年） | 304,273人                              |  |
| 1985年（昭和60年） | 322,142人                              |  |
| 1990年（平成2年） | 337,982人                              |  |
| 1995年（平成7年） | 352,982人                              |  |
| 2000年（平成12年） | 364,856人                              |  |
| 2005年（平成17年） | 372,479人                              |  |
| 2010年（平成22年） | 376,665人                              |  |
| 2015年（平成27年） | 374,765人                              |  |
| 2020年（令和2年） | 371,920人                              |  |

長らく愛知県第2の都市であったが、平成の大合併で市域が拡大したり名古屋の郊外都市として宅地造成が活発な豊田市、岡崎市、一宮市に抜かれ、国勢調査に基づいた2018年10月1日時点の推計人口は373,592人であり、県内では第5位となっている。
豊橋市の人口は2009年を境に減少に入り、2019年の統計では日本人人口は2,525人の転出超過となり、全国の市町村で6番目の多さとなった。職を理由に首都圏や名古屋圏に人口が流出しており、住宅確保を理由に隣の豊川市にも流出している。2060年には豊橋市の人口が30万人を割り込むという厳しい将来推計が出されている。

#### 在住外国人
2018年（平成30年）12月現在の豊橋市における外国人登録者数は17,775人が居住しており、県内では名古屋市と豊田市に次ぐ数である。
これは市民全体の約4.6％に当たる。そのため当市は外国人市民への対応を積極的に進めてきた。

### 隣接自治体・行政区
愛知県
- 豊川市
- 新城市
- 田原市

静岡県
- 浜松市（浜名区）
- 湖西市

## 歴史

### 先史

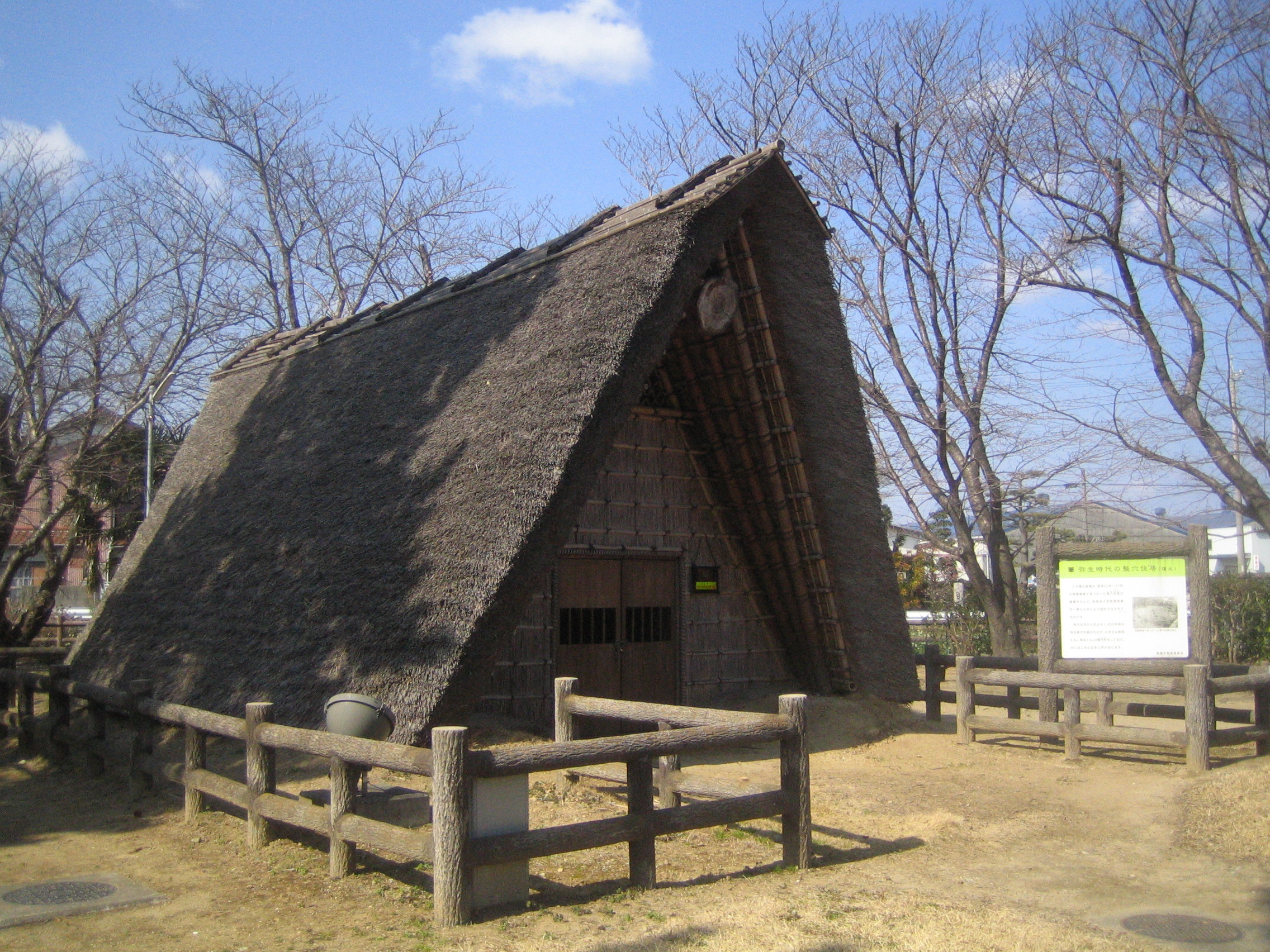
瓜郷遺跡

1957年と1959年に市内牛川町で約十万年前の化石骨が発見され、東京大学教授・鈴木尚はこれを人骨であると鑑定した
。
市では牛川原人（牛川人）として豊橋市美術博物館で展示し、各種資料で国内最古の人骨と紹介している。また、発掘現場の牛川町には「牛川原人之碑」が建てられている
。
|                  |                    |
| 牛川原人史跡公園 | 牛川原人発見記念碑 |

しかし、2001年にお茶の水女子大学の松浦秀治教授がフッ素年代測定法で調査したところ、ナウマンゾウのすねの骨という結果が出た。同年、国立科学博物館人類研究部長も「ヒトの骨と判定できる特徴を備えていない」と一蹴していた

ことから、人骨である可能性は低いとされていた。
そして、2024年12月1日に諏訪元らによって公開された論文ではクマの骨格片であると結論づけられ人骨ではないことが確定した
。
市文化財センターは「豊橋の大切な宝であることに変わりはない」としている
。
縄文時代
縄文時代の遺跡として嵩山（すせ）の蛇穴遺跡など数件がある。
弥生時代
弥生時代の遺跡として瓜郷遺跡がある。

### 古代
古墳時代
市域に流れる川の流域には4世紀から7世紀頃の古墳（円墳、前方後円墳）も多く発見されている。
飛鳥時代
律令制（国郡制）の下で、三河国の渥美郡、宝飯郡、八名郡に属したとされる。
律令制の下で班田制が敷かれていたとされる遺跡が、嵩山や賀茂などで見つかっている。
奈良時代
また、初期の東海道が設置され、飽海川（あくみがわ、現在の豊川）河口には渡し場が置かれた。これは飽海川の渡しと呼ばれ、後に志香須賀（しかすが）の渡しとして『枕草子』の「渡は」の段などでも言及されており、よく知られている。飽海川はその後、吉田川に改称され、明治以降に豊川に改称された。「豊川」とは、現在の豊川市にあった古代集落・宝飯郡豊川郷を指す。

### 中世
室町時代

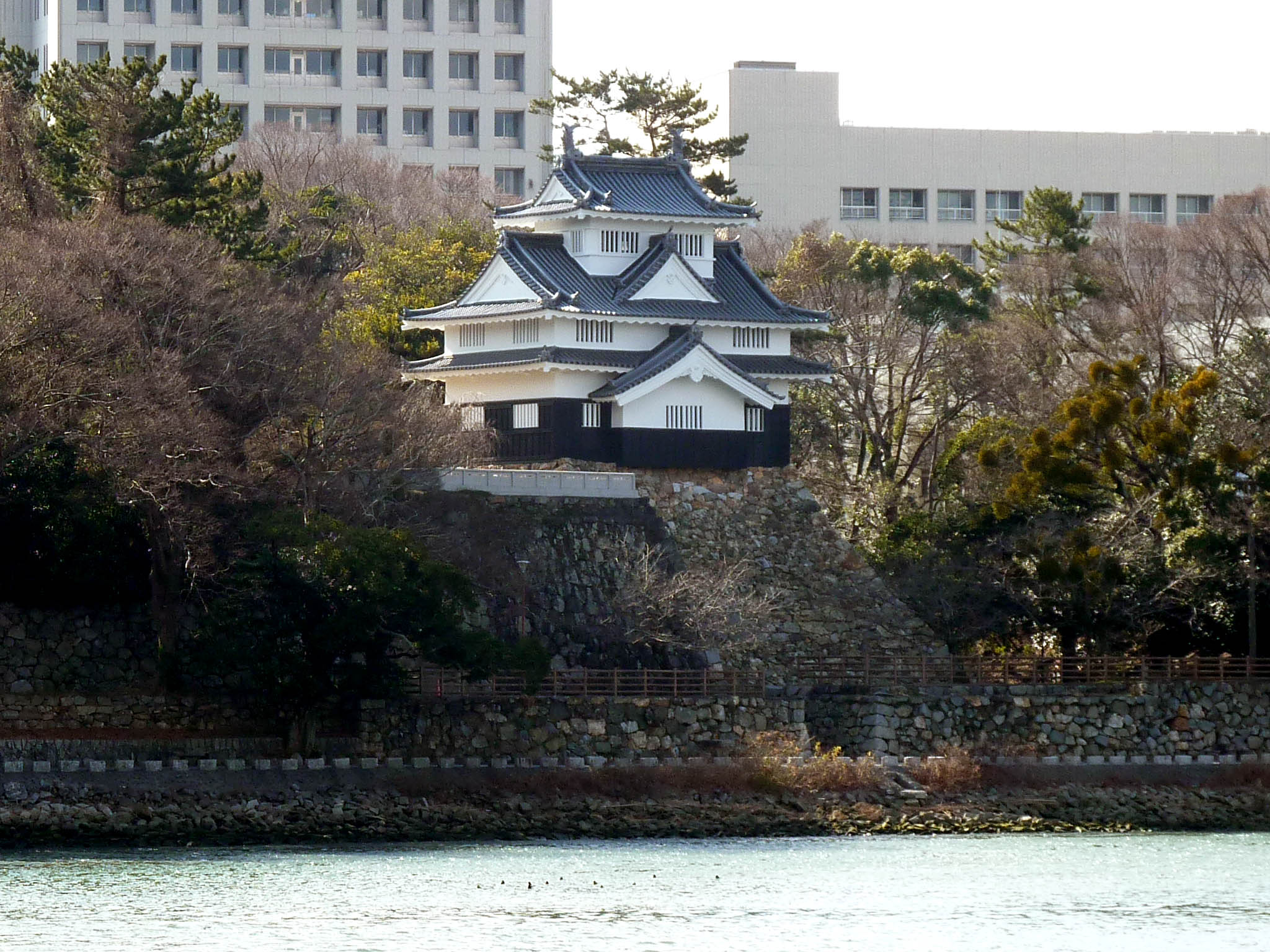
復元された吉田城の鉄櫓

交通の要衝のこの地に目を付けた戸田全久（宗光）が二連木城（豊橋市仁連木町）を築城（1493年）、その後、西方の至近距離に、牛窪城（豊川市牛久保町）の牧野古白（成時）が今橋城（豊橋市今橋町）を築城した（1505年）。
戦国時代
1505年当時、東三河に今川氏の影響力が及んでおり、北条早雲を総大将とする今川氏親軍が三河国に侵攻し、今橋合戦で今橋城の牧野古石を討つなどしたが、松平長親との井田野合戦（岡崎市井田町）で敗北している。
その後、三河牧野氏と、二連木城等を有する戸田氏の間で抗争が起きたが、やがて、西三河をまとめた岡崎城の松平清康が東三河に侵攻、吉田城に篭る牧野信成、宇利城に篭る熊谷氏が防戦したが、戸田氏他の東三河の勢力も清康に降参し、ここに初めて、松平家による三河国統一が実現される。
しかしながら、森山崩れによって松平清康が横死したため、三河国は大混乱に陥り、東から今川義元、西から織田信秀が侵攻し、三河国は彼らの属領争奪の場と化す。
領国の蚕食を受けた松平氏は衰退し、今川氏の傘下となる。松平氏が撤退した後の吉田城は、城番の牧野成敏が城主となったが、その後これを略取した戸田宣成が、牧野氏の要請を受けた今川氏により討たれ、今川氏の直接支配となった。
安土桃山時代
1560年（永禄3年）桶狭間の戦いで今川義元が織田信長に討たれると、徳川家康は岡崎城に入城し、今川氏真を見限って独立を宣言。1565年（永禄8年）3月に吉田城が開城し、所属の今川軍と主将小原鎮実は遠江国に撤退した。家康は、重臣の酒井忠次を吉田城に入城させ、東三河の旗頭となした。そして、翌1566年（永禄9年）5月には牛久保城（豊川市）に残存勢力を結集していた牧野氏などの土豪なども家康の降伏の勧めに応じて、三河国は家康によりほぼ再統一された。
安土桃山時代、1590年（天正18年）に、関東移封で徳川家康が駿府から江戸に遷ると、池田輝政が東三河4郡を統べる吉田城主（15万2千石）となり、城の拡張や城下町の形成、吉田川（豊川）への吉田大橋（現在の豊橋）の建設（酒井忠次による土橋から木橋へ）などが行われた。

### 近世

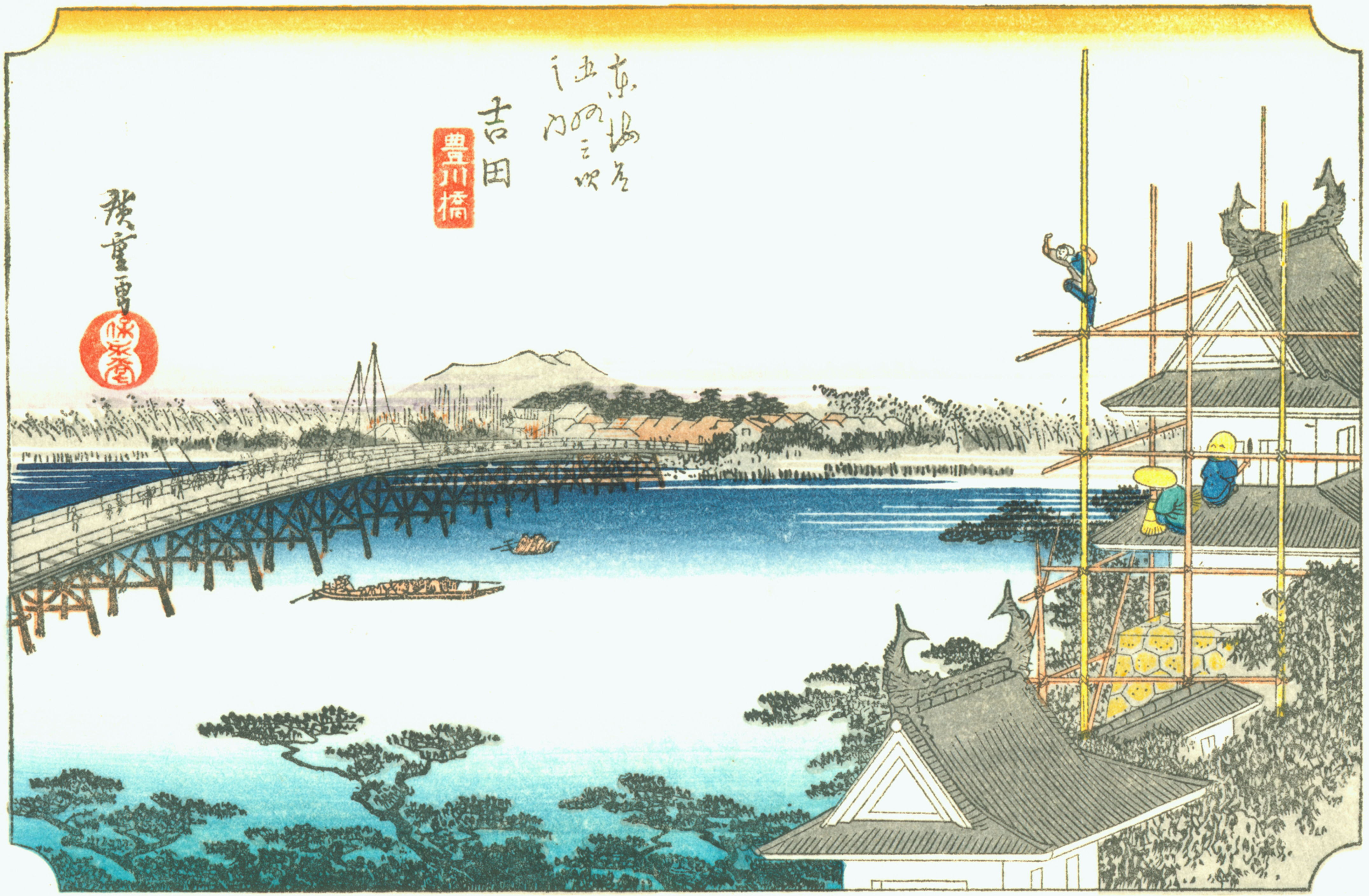
吉田城と吉田大橋（のち豊橋）

関ヶ原の戦いの後、江戸時代に入ると、吉田藩が設置され、3万石から8万石程度の譜代大名が治めた。吉田は城下町、湊町（吉田湊）、宿場町（吉田宿）として栄え、二川（豊橋市二川町、大岩町）も二川宿として栄えた。海道の脇街道として姫街道の八名郡嵩山（すせ）に嵩山宿が置かれた。吉田大橋（豊橋）は東海道におけるその重要性から、江戸幕府直轄の橋として管理された。
1752年には、藩主松平信復により吉田城内に藩校時習館が置かれた。
幕末の慶応3年7月27日（1867年8月）、牟呂村（現豊橋市牟呂町）で伊勢神宮のお札が降ったといわれる。
江戸時代、最後の藩主は、大河内長沢松平家の大河内信古である。そのため、今の市役所の徽章が大河内長沢松平家の徽章になっている。

### 近代

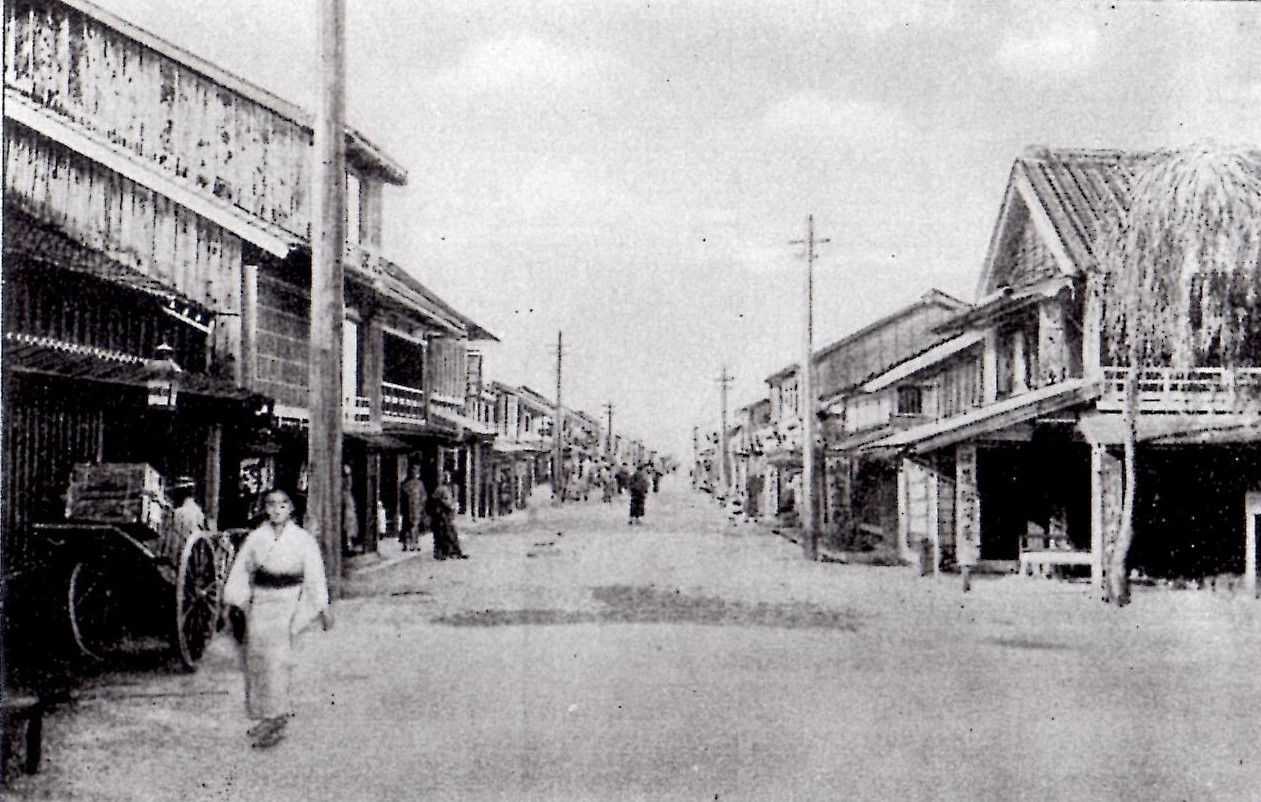
大正期の新停車場通り（現・広小路通り）

- 1869年（明治2年） 　版籍奉還直後、吉田から豊橋に改名。版籍奉還直後の明治2年6月（1869年）、吉田は伊予吉田藩との混同を避けるため、明治政府の命により、豊川に架けられていた橋からとって、豊橋と改名された[20]。
- 1871年（明治4年）
  - 吉田城趾に名古屋鎮台が置かれた
  - 7月、廃藩置県により豊橋県となる。
  - 11月、額田県
- 1872年（明治5年）- 愛知県に統合された。大区小区制が施行され、豊橋は第十五大区として管理され、愛知県の豊橋支庁が置かれた。
- 1878年（明治11年）- 郡区町村編制法施行により郡や町村が置かれ渥美郡豊橋町となる。
- 1885年（明治18年）- 陸軍歩兵第18連隊が置かれた。
- 1888年（明治21年）- 東海道本線が開通し豊橋駅が開業。
- 1889年（明治22年）- 郡制及び町村制を施行。
- 1895年（明治28年）- 渥美郡豊橋町は渥美郡豊橋村を合併する。
- 1899年（明治32年）- 動物園開園。
- 1906年（明治39年）- 
  - 豊岡村と花田村を合併。
  - 8月1日 - 市制施行[21]。

1908年（明治41年）から1925年（大正14年）までは高師原に陸軍第15師団が置かれるなど、豊橋は軍都として繁栄した。こうした影響から市内の歓楽街も盛況を見せる一方、1915年（大正15年）の人口1万人に対する花柳病の患者数は約400人と名古屋市の5倍となった。
- 1924年（大正13年）- 渥美線の高師 - 豊島間が開業。
- 1925年（大正14年）
  - 三河田原まで開業。
  - 市電（豊橋鉄道東田本線）開業。
- 1929年（昭和4年）5月28日 - 陸軍第3大隊第3中隊の敷地内で、煙幕を製造中に火薬が爆発する事故。4人死亡、重軽傷4人[23]。

また明治から昭和の初めまでは養蚕業、製糸業が非常に盛んであった。
太平洋戦争の最中には、1944年（昭和19年）12月7日の東南海地震と、1945年（昭和20年）6月20日のB29、136機による空襲（豊橋空襲）によって、市街地の7割が焼失した。
- 1931年（昭和6年）
  - 豊橋初の百貨店として豊橋丸物（広小路通。1950年（昭和25年）に駅前大通に移転、1973年（昭和48年）に西武百貨店との提携で豊橋西武となる）竣工。
  - 豊橋市公会堂（八町通）が竣工した。
- 1932年（昭和7年）- 宝飯郡下地町、渥美郡高師村、牟呂吉田村、八名郡下川村、石巻村多米を編入。
- 1944年（昭和19年）- 東南海地震発生。
- 1945年（昭和20年）- 豊橋空襲。

### 現代
終戦後には将来の発展を見越して市街地の大規模な土地区画整理と戦災復興都市計画が実施されている。また、食料対策として高師原、天伯原の開墾と神野新田等の自作農化が行われた。
一方で、日本紡績（現・ユニチカ）を始めとした工場誘致活動を積極的に行い、郊外に工場が建てられていった。
農工業の発展で新たな水源が求められていた中、1968年（昭和43年）には豊川用水が完成し農業・工業の発展に寄与した。
1970年代から30年間にもわたって、全国の都市の中で農業粗生産額第1位を続けた。1959年（昭和34年）に完成した豊橋港（現在は三河港の一角）は、三河港の中心として発展した。1980年代以降、市街地の郊外化が進んだ。
- 1946年（昭和21年）
  - 7月28日 - 名古屋刑務所豊橋刑務支所から受刑者13人が脱走[24]。
  - 10月21日 - 昭和天皇が豊橋市公会堂などに行幸（昭和天皇の戦後巡幸の一環）[25]。
- 1955年（昭和30年）3月1日 - 宝飯郡前芝村、渥美郡二川町、高豊村及び老津村ならびに八名郡石巻村を編入。
- 1955年（昭和30年）4月1日 - 八名郡双和村のうち大字賀茂の区域と渥美郡杉山村のうち大字杉山の区域を編入。
- 1956年（昭和31年）10月 - 豊橋市歌（作詞・辰己利郎、補作・丸山薫、作曲・古関裕而）を制定。
- 1959年（昭和34年） - 豊橋港完成（現在は三河港の一角）。
- 1968年（昭和43年） - 豊川用水完成。
- 1969年（昭和44年）12月7日 - 下地町で竜巻が発生。東海道新幹線、東海道本線、国道1号線、住宅地を横断して被害を出した。死者1人、重軽傷者60人[26]。
- 1970年（昭和45年）2月6日 - 駅前の百貨店「シャルマン」から出火。7階建てのビルが全焼[27]。
- 1999年（平成11年）
  - 4月 - 中核市移行。
  - 9月24日 野依町付近で竜巻が次々と発生。住宅被害約3000棟、重軽傷者約450人。
- 2006年（平成18年）- 市制施行100周年。（2005年8月 - 2006年12月 「とよはし100祭」開催）
- 2012年（平成24年） - 愛知県は県暴力団排除条例を改正し、松葉町1丁目、同2丁目および広小路1丁目を暴力団排除特別強化地域に指定した[28]。
- 2023年（令和5年）6月2日 - 台風2号によって発生した線状降水帯が記録的な大雨をもたらし、豊川・梅田川・柳生川が越水した[29][30]。

### 自治体の変遷
| 郡       | 明治22年以前   | 明治22年以前 | 明治22年以前         | 明治22年以前 | 明治22年10月1日 | 明治22年 - 明治45年          | 明治22年 - 明治45年          | 明治22年 - 明治45年            | 明治22年 - 明治45年                 | 大正1年 - 大正15年 | 昭和1年 - 昭和64年                 | 昭和1年 - 昭和64年          | 平成1年 - 現在 | 現在   |
| -------- | -------------- | ------------ | -------------------- | ------------ | --------------- | ---------------------------- | ---------------------------- | ------------------------------ | ----------------------------------- | ------------------ | ---------------------------------- | --------------------------- | -------------- | ------ |
| 渥 美 郡 | 吉田城下       | 豊橋船町     | 豊橋船町             | 豊橋船町     | 豊橋町          | 明治28年1月25日 合併 豊橋町  | 明治28年1月25日 合併 豊橋町  | 明治39年7月15日 合併 豊橋町    | 明治39年8月1日 市制 豊橋市          | 豊橋市             | 豊橋市                             | 豊橋市                      | 豊橋市         | 豊橋市 |
| 渥 美 郡 | 吉田城下       | 豊橋湊町     |                      |              | 豊橋町          | 明治28年1月25日 合併 豊橋町  | 明治28年1月25日 合併 豊橋町  | 明治39年7月15日 合併 豊橋町    | 明治39年8月1日 市制 豊橋市          | 豊橋市             | 豊橋市                             | 豊橋市                      | 豊橋市         | 豊橋市 |
| 渥 美 郡 | 吉田城下       | 豊橋上伝馬町 |                      |              | 豊橋町          | 明治28年1月25日 合併 豊橋町  | 明治28年1月25日 合併 豊橋町  | 明治39年7月15日 合併 豊橋町    | 明治39年8月1日 市制 豊橋市          | 豊橋市             | 豊橋市                             | 豊橋市                      | 豊橋市         | 豊橋市 |
| 渥 美 郡 | 吉田城下       | 豊橋八町     |                      |              | 豊橋町          | 明治28年1月25日 合併 豊橋町  | 明治28年1月25日 合併 豊橋町  | 明治39年7月15日 合併 豊橋町    | 明治39年8月1日 市制 豊橋市          | 豊橋市             | 豊橋市                             | 豊橋市                      | 豊橋市         | 豊橋市 |
| 渥 美 郡 | 吉田城下       | 豊橋関屋町   |                      |              | 豊橋町          | 明治28年1月25日 合併 豊橋町  | 明治28年1月25日 合併 豊橋町  | 明治39年7月15日 合併 豊橋町    | 明治39年8月1日 市制 豊橋市          | 豊橋市             | 豊橋市                             | 豊橋市                      | 豊橋市         | 豊橋市 |
| 渥 美 郡 | 吉田城下       | 豊橋本町     |                      |              | 豊橋町          | 明治28年1月25日 合併 豊橋町  | 明治28年1月25日 合併 豊橋町  | 明治39年7月15日 合併 豊橋町    | 明治39年8月1日 市制 豊橋市          | 豊橋市             | 豊橋市                             | 豊橋市                      | 豊橋市         | 豊橋市 |
| 渥 美 郡 | 吉田城下       | 豊橋札木町   |                      |              | 豊橋町          | 明治28年1月25日 合併 豊橋町  | 明治28年1月25日 合併 豊橋町  | 明治39年7月15日 合併 豊橋町    | 明治39年8月1日 市制 豊橋市          | 豊橋市             | 豊橋市                             | 豊橋市                      | 豊橋市         | 豊橋市 |
| 渥 美 郡 | 吉田城下       | 豊橋呉服町   |                      |              | 豊橋町          | 明治28年1月25日 合併 豊橋町  | 明治28年1月25日 合併 豊橋町  | 明治39年7月15日 合併 豊橋町    | 明治39年8月1日 市制 豊橋市          | 豊橋市             | 豊橋市                             | 豊橋市                      | 豊橋市         | 豊橋市 |
| 渥 美 郡 | 吉田城下       | 豊橋曲尺手町 |                      |              | 豊橋町          | 明治28年1月25日 合併 豊橋町  | 明治28年1月25日 合併 豊橋町  | 明治39年7月15日 合併 豊橋町    | 明治39年8月1日 市制 豊橋市          | 豊橋市             | 豊橋市                             | 豊橋市                      | 豊橋市         | 豊橋市 |
| 渥 美 郡 | 吉田城下       | 豊橋下モ町   |                      |              | 豊橋町          | 明治28年1月25日 合併 豊橋町  | 明治28年1月25日 合併 豊橋町  | 明治39年7月15日 合併 豊橋町    | 明治39年8月1日 市制 豊橋市          | 豊橋市             | 豊橋市                             | 豊橋市                      | 豊橋市         | 豊橋市 |
| 渥 美 郡 | 吉田城下       | 豊橋鍛冶町   |                      |              | 豊橋町          | 明治28年1月25日 合併 豊橋町  | 明治28年1月25日 合併 豊橋町  | 明治39年7月15日 合併 豊橋町    | 明治39年8月1日 市制 豊橋市          | 豊橋市             | 豊橋市                             | 豊橋市                      | 豊橋市         | 豊橋市 |
| 渥 美 郡 | 吉田城下       | 豊橋松葉町   |                      |              | 豊橋町          | 明治28年1月25日 合併 豊橋町  | 明治28年1月25日 合併 豊橋町  | 明治39年7月15日 合併 豊橋町    | 明治39年8月1日 市制 豊橋市          | 豊橋市             | 豊橋市                             | 豊橋市                      | 豊橋市         | 豊橋市 |
| 渥 美 郡 | 吉田城下       | 豊橋萱町     |                      |              | 豊橋町          | 明治28年1月25日 合併 豊橋町  | 明治28年1月25日 合併 豊橋町  | 明治39年7月15日 合併 豊橋町    | 明治39年8月1日 市制 豊橋市          | 豊橋市             | 豊橋市                             | 豊橋市                      | 豊橋市         | 豊橋市 |
| 渥 美 郡 | 吉田城下       | 豊橋花園町   |                      |              | 豊橋町          | 明治28年1月25日 合併 豊橋町  | 明治28年1月25日 合併 豊橋町  | 明治39年7月15日 合併 豊橋町    | 明治39年8月1日 市制 豊橋市          | 豊橋市             | 豊橋市                             | 豊橋市                      | 豊橋市         | 豊橋市 |
| 渥 美 郡 | 吉田城下       | 豊橋三浦町   |                      |              | 豊橋町          | 明治28年1月25日 合併 豊橋町  | 明治28年1月25日 合併 豊橋町  | 明治39年7月15日 合併 豊橋町    | 明治39年8月1日 市制 豊橋市          | 豊橋市             | 豊橋市                             | 豊橋市                      | 豊橋市         | 豊橋市 |
| 渥 美 郡 | 吉田城下       | 豊橋指笠町   |                      |              | 豊橋町          | 明治28年1月25日 合併 豊橋町  | 明治28年1月25日 合併 豊橋町  | 明治39年7月15日 合併 豊橋町    | 明治39年8月1日 市制 豊橋市          | 豊橋市             | 豊橋市                             | 豊橋市                      | 豊橋市         | 豊橋市 |
| 渥 美 郡 | 吉田城下       | 豊橋新銭町   |                      |              | 豊橋町          | 明治28年1月25日 合併 豊橋町  | 明治28年1月25日 合併 豊橋町  | 明治39年7月15日 合併 豊橋町    | 明治39年8月1日 市制 豊橋市          | 豊橋市             | 豊橋市                             | 豊橋市                      | 豊橋市         | 豊橋市 |
| 渥 美 郡 | 吉田城下       | 豊橋魚町     |                      |              | 豊橋町          | 明治28年1月25日 合併 豊橋町  | 明治28年1月25日 合併 豊橋町  | 明治39年7月15日 合併 豊橋町    | 明治39年8月1日 市制 豊橋市          | 豊橋市             | 豊橋市                             | 豊橋市                      | 豊橋市         | 豊橋市 |
| 渥 美 郡 | 吉田城下       | 豊橋紺屋町   |                      |              | 豊橋町          | 明治28年1月25日 合併 豊橋町  | 明治28年1月25日 合併 豊橋町  | 明治39年7月15日 合併 豊橋町    | 明治39年8月1日 市制 豊橋市          | 豊橋市             | 豊橋市                             | 豊橋市                      | 豊橋市         | 豊橋市 |
| 渥 美 郡 | 吉田城下       | 豊橋神明町   |                      |              | 豊橋町          | 明治28年1月25日 合併 豊橋町  | 明治28年1月25日 合併 豊橋町  | 明治39年7月15日 合併 豊橋町    | 明治39年8月1日 市制 豊橋市          | 豊橋市             | 豊橋市                             | 豊橋市                      | 豊橋市         | 豊橋市 |
| 渥 美 郡 | 吉田城下       | 豊橋清水町   |                      |              | 豊橋町          | 明治28年1月25日 合併 豊橋町  | 明治28年1月25日 合併 豊橋町  | 明治39年7月15日 合併 豊橋町    | 明治39年8月1日 市制 豊橋市          | 豊橋市             | 豊橋市                             | 豊橋市                      | 豊橋市         | 豊橋市 |
| 渥 美 郡 | 吉田城下       | 豊橋手間町   |                      |              | 豊橋町          | 明治28年1月25日 合併 豊橋町  | 明治28年1月25日 合併 豊橋町  | 明治39年7月15日 合併 豊橋町    | 明治39年8月1日 市制 豊橋市          | 豊橋市             | 豊橋市                             | 豊橋市                      | 豊橋市         | 豊橋市 |
| 渥 美 郡 | 吉田城下       | 豊橋吉屋町   |                      |              | 豊橋町          | 明治28年1月25日 合併 豊橋町  | 明治28年1月25日 合併 豊橋町  | 明治39年7月15日 合併 豊橋町    | 明治39年8月1日 市制 豊橋市          | 豊橋市             | 豊橋市                             | 豊橋市                      | 豊橋市         | 豊橋市 |
| 渥 美 郡 | 飽海村         | 飽海村       | 豊橋村               | 豊橋村       | 豊橋村          | 明治28年1月25日 合併 豊橋町  | 明治28年1月25日 合併 豊橋町  | 明治39年7月15日 合併 豊橋町    | 明治39年8月1日 市制 豊橋市          | 豊橋市             | 豊橋市                             | 豊橋市                      | 豊橋市         | 豊橋市 |
| 渥 美 郡 | 仁連木村       |              | 豊橋村               | 豊橋村       | 豊橋村          | 明治28年1月25日 合併 豊橋町  | 明治28年1月25日 合併 豊橋町  | 明治39年7月15日 合併 豊橋町    | 明治39年8月1日 市制 豊橋市          | 豊橋市             | 豊橋市                             | 豊橋市                      | 豊橋市         | 豊橋市 |
| 渥 美 郡 | 東田村         | 東田村       | 豊岡村               | 豊岡村       | 豊岡村          |                              |                              | 明治39年7月15日 合併 豊橋町    | 明治39年8月1日 市制 豊橋市          | 豊橋市             | 豊橋市                             | 豊橋市                      | 豊橋市         | 豊橋市 |
| 渥 美 郡 | 東田村         | 瓦町村       | 瓦町村               | 豊岡村       | 豊岡村          | 瓦町村                       |                              | 明治39年7月15日 合併 豊橋町    | 明治39年8月1日 市制 豊橋市          | 豊橋市             | 豊橋市                             | 豊橋市                      | 豊橋市         | 豊橋市 |
| 渥 美 郡 | 下岩崎村       | 下岩崎村     | 豊岡村               | 豊岡村       | 豊岡村          | 岩田村                       | 岩田村                       | 明治39年7月15日 合併 豊橋町    | 明治39年8月1日 市制 豊橋市          | 豊橋市             | 豊橋市                             | 豊橋市                      | 豊橋市         | 豊橋市 |
| 渥 美 郡 | 田尻村         |              | 豊岡村               | 豊岡村       | 豊岡村          | 岩田村                       | 岩田村                       | 明治39年7月15日 合併 豊橋町    | 明治39年8月1日 市制 豊橋市          | 豊橋市             | 豊橋市                             | 豊橋市                      | 豊橋市         | 豊橋市 |
| 渥 美 郡 | 平川新田       |              | 豊岡村               | 豊岡村       | 豊岡村          | 岩田村                       | 岩田村                       | 明治39年7月15日 合併 豊橋町    | 明治39年8月1日 市制 豊橋市          | 豊橋市             | 豊橋市                             | 豊橋市                      | 豊橋市         | 豊橋市 |
| 渥 美 郡 | 上岩崎村       | 上岩崎村     | 豊岡村               | 豊岡村       | 豊岡村          | 岩田村                       | 岩崎村                       | 明治39年7月15日 合併 豊橋町    | 明治39年8月1日 市制 豊橋市          | 豊橋市             | 豊橋市                             | 豊橋市                      | 豊橋市         | 豊橋市 |
| 渥 美 郡 | 手洗村         |              | 豊岡村               | 豊岡村       | 豊岡村          | 岩田村                       | 岩崎村                       | 明治39年7月15日 合併 豊橋町    | 明治39年8月1日 市制 豊橋市          | 豊橋市             | 豊橋市                             | 豊橋市                      | 豊橋市         | 豊橋市 |
| 渥 美 郡 | 飯村           |              | 豊岡村               | 豊岡村       | 豊岡村          |                              |                              | 明治39年7月15日 合併 豊橋町    | 明治39年8月1日 市制 豊橋市          | 豊橋市             | 豊橋市                             | 豊橋市                      | 豊橋市         | 豊橋市 |
| 渥 美 郡 | 三ノ輪村       |              | 豊岡村               | 豊岡村       | 豊岡村          |                              |                              | 明治39年7月15日 合併 豊橋町    | 明治39年8月1日 市制 豊橋市          | 豊橋市             | 豊橋市                             | 豊橋市                      | 豊橋市         | 豊橋市 |
| 渥 美 郡 | 花ケ崎村       | 花ケ崎村     | 花田村               | 花田村       | 花田村          | 花田村                       | 花田村                       | 明治39年7月15日 合併 豊橋町    | 明治39年8月1日 市制 豊橋市          | 豊橋市             | 豊橋市                             | 豊橋市                      | 豊橋市         | 豊橋市 |
| 渥 美 郡 | 羽田村         |              | 花田村               | 花田村       | 花田村          | 花田村                       | 花田村                       | 明治39年7月15日 合併 豊橋町    | 明治39年8月1日 市制 豊橋市          | 豊橋市             | 豊橋市                             | 豊橋市                      | 豊橋市         | 豊橋市 |
| 渥 美 郡 | 高足村         | 高足村       | 高師村               | 高師村       | 高師村          | 高師村                       | 高師村                       | 高師村                         | 明治39年8月31日 合併 高師村         | 高師村             | 昭和7年9月1日 豊橋市に編入         | 昭和7年9月1日 豊橋市に編入  | 豊橋市         | 豊橋市 |
| 渥 美 郡 | 高足新々田     |              | 高師村               | 高師村       | 高師村          | 高師村                       | 高師村                       | 高師村                         | 明治39年8月31日 合併 高師村         | 高師村             | 昭和7年9月1日 豊橋市に編入         | 昭和7年9月1日 豊橋市に編入  | 豊橋市         | 豊橋市 |
| 渥 美 郡 | 高足原尾先新田 |              | 高師村               | 高師村       | 高師村          | 高師村                       | 高師村                       | 高師村                         | 明治39年8月31日 合併 高師村         | 高師村             | 昭和7年9月1日 豊橋市に編入         | 昭和7年9月1日 豊橋市に編入  | 豊橋市         | 豊橋市 |
| 渥 美 郡 | 藤並新田       |              | 高師村               | 高師村       | 高師村          | 高師村                       | 高師村                       | 高師村                         | 明治39年8月31日 合併 高師村         | 高師村             | 昭和7年9月1日 豊橋市に編入         | 昭和7年9月1日 豊橋市に編入  | 豊橋市         | 豊橋市 |
| 渥 美 郡 | 森田新田       |              | 高師村               | 高師村       | 高師村          | 高師村                       | 高師村                       | 高師村                         | 明治39年8月31日 合併 高師村         | 高師村             | 昭和7年9月1日 豊橋市に編入         | 昭和7年9月1日 豊橋市に編入  | 豊橋市         | 豊橋市 |
| 渥 美 郡 | 芦原新田       |              | 高師村               | 高師村       | 高師村          | 高師村                       | 高師村                       | 高師村                         | 明治39年8月31日 合併 高師村         | 高師村             | 昭和7年9月1日 豊橋市に編入         | 昭和7年9月1日 豊橋市に編入  | 豊橋市         | 豊橋市 |
| 渥 美 郡 | 橋良村         | 橋良村       | 福岡村               | 福岡村       | 福岡村          | 福岡村                       | 福岡村                       | 福岡村                         | 明治39年8月31日 合併 高師村         | 高師村             | 昭和7年9月1日 豊橋市に編入         | 昭和7年9月1日 豊橋市に編入  | 豊橋市         | 豊橋市 |
| 渥 美 郡 | 小浜村         |              | 福岡村               | 福岡村       | 福岡村          | 福岡村                       | 福岡村                       | 福岡村                         | 明治39年8月31日 合併 高師村         | 高師村             | 昭和7年9月1日 豊橋市に編入         | 昭和7年9月1日 豊橋市に編入  | 豊橋市         | 豊橋市 |
| 渥 美 郡 | 小池村         |              | 福岡村               | 福岡村       | 福岡村          | 福岡村                       | 福岡村                       | 福岡村                         | 明治39年8月31日 合併 高師村         | 高師村             | 昭和7年9月1日 豊橋市に編入         | 昭和7年9月1日 豊橋市に編入  | 豊橋市         | 豊橋市 |
| 渥 美 郡 | 佐藤村         |              | 福岡村               | 福岡村       | 福岡村          | 福岡村                       | 福岡村                       | 福岡村                         | 明治39年8月31日 合併 高師村         | 高師村             | 昭和7年9月1日 豊橋市に編入         | 昭和7年9月1日 豊橋市に編入  | 豊橋市         | 豊橋市 |
| 渥 美 郡 | 山田村         |              | 福岡村               | 福岡村       | 福岡村          | 福岡村                       | 福岡村                       | 福岡村                         | 明治39年8月31日 合併 高師村         | 高師村             | 昭和7年9月1日 豊橋市に編入         | 昭和7年9月1日 豊橋市に編入  | 豊橋市         | 豊橋市 |
| 渥 美 郡 | 小松新田       |              | 福岡村               | 福岡村       | 福岡村          | 福岡村                       | 福岡村                       | 福岡村                         | 明治39年8月31日 合併 高師村         | 高師村             | 昭和7年9月1日 豊橋市に編入         | 昭和7年9月1日 豊橋市に編入  | 豊橋市         | 豊橋市 |
| 渥 美 郡 | 大崎村         | 大崎村       | 大崎村               | 大崎村       | 大崎村          | 大崎村                       | 大崎村                       | 大崎村                         | 明治39年8月31日 合併 高師村         | 高師村             | 昭和7年9月1日 豊橋市に編入         | 昭和7年9月1日 豊橋市に編入  | 豊橋市         | 豊橋市 |
| 渥 美 郡 | 東植田村       | 東植田村     | 植田村               | 植田村       | 植野村          | 明治24年11月10日 分立 植田村 | 明治24年11月10日 分立 植田村 | 明治24年11月10日 分立 植田村   | 明治39年8月31日 合併 高師村         | 高師村             | 昭和7年9月1日 豊橋市に編入         | 昭和7年9月1日 豊橋市に編入  | 豊橋市         | 豊橋市 |
| 渥 美 郡 | 西植田村       |              | 植田村               | 植田村       | 植野村          | 明治24年11月10日 分立 植田村 | 明治24年11月10日 分立 植田村 | 明治24年11月10日 分立 植田村   | 明治39年8月31日 合併 高師村         | 高師村             | 昭和7年9月1日 豊橋市に編入         | 昭和7年9月1日 豊橋市に編入  | 豊橋市         | 豊橋市 |
| 渥 美 郡 | 津田新田       |              | 植田村               | 植田村       | 植野村          | 明治24年11月10日 分立 植田村 | 明治24年11月10日 分立 植田村 | 明治24年11月10日 分立 植田村   | 明治39年8月31日 合併 高師村         | 高師村             | 昭和7年9月1日 豊橋市に編入         | 昭和7年9月1日 豊橋市に編入  | 豊橋市         | 豊橋市 |
| 渥 美 郡 | 野依村         | 野依村       | 野依村               | 野依村       | 植野村          | 明治24年11月10日 分立 野依村 | 明治24年11月10日 分立 野依村 | 明治24年11月10日 分立 野依村   | 明治39年8月31日 合併 高師村         | 高師村             | 昭和7年9月1日 豊橋市に編入         | 昭和7年9月1日 豊橋市に編入  | 豊橋市         | 豊橋市 |
| 渥 美 郡 | 仏餉村         |              | 野依村               | 野依村       | 植野村          | 明治24年11月10日 分立 野依村 | 明治24年11月10日 分立 野依村 | 明治24年11月10日 分立 野依村   | 明治39年8月31日 合併 高師村         | 高師村             | 昭和7年9月1日 豊橋市に編入         | 昭和7年9月1日 豊橋市に編入  | 豊橋市         | 豊橋市 |
| 渥 美 郡 | 切反ケ谷村     |              | 野依村               | 野依村       | 植野村          | 明治24年11月10日 分立 野依村 | 明治24年11月10日 分立 野依村 | 明治24年11月10日 分立 野依村   | 明治39年8月31日 合併 高師村         | 高師村             | 昭和7年9月1日 豊橋市に編入         | 昭和7年9月1日 豊橋市に編入  | 豊橋市         | 豊橋市 |
| 渥 美 郡 | 草間村         | 草間村       | 磯辺村               | 磯辺村       | 磯辺村          | 磯辺村                       | 磯辺村                       | 磯辺村                         | 明治39年8月31日 合併 高師村         | 高師村             | 昭和7年9月1日 豊橋市に編入         | 昭和7年9月1日 豊橋市に編入  | 豊橋市         | 豊橋市 |
| 渥 美 郡 | 向草間村       |              | 磯辺村               | 磯辺村       | 磯辺村          | 磯辺村                       | 磯辺村                       | 磯辺村                         | 明治39年8月31日 合併 高師村         | 高師村             | 昭和7年9月1日 豊橋市に編入         | 昭和7年9月1日 豊橋市に編入  | 豊橋市         | 豊橋市 |
| 渥 美 郡 | 松井新田       |              | 磯辺村               | 磯辺村       | 磯辺村          | 磯辺村                       | 磯辺村                       | 磯辺村                         | 明治39年8月31日 合併 高師村         | 高師村             | 昭和7年9月1日 豊橋市に編入         | 昭和7年9月1日 豊橋市に編入  | 豊橋市         | 豊橋市 |
| 渥 美 郡 | 上原新田       |              | 磯辺村               | 磯辺村       | 磯辺村          | 磯辺村                       | 磯辺村                       | 磯辺村                         | 明治39年8月31日 合併 高師村         | 高師村             | 昭和7年9月1日 豊橋市に編入         | 昭和7年9月1日 豊橋市に編入  | 豊橋市         | 豊橋市 |
| 渥 美 郡 | 上牟呂村       | 上牟呂村     | 磯辺村               | 牟呂村       | 牟呂村          | 牟呂村                       | 牟呂村                       | 明治39年7月1日 合併 牟呂吉田村 | 明治39年7月1日 合併 牟呂吉田村      | 牟呂吉田村         | 昭和7年9月1日 豊橋市に編入         | 昭和7年9月1日 豊橋市に編入  | 豊橋市         | 豊橋市 |
| 渥 美 郡 | 中牟呂村       |              | 磯辺村               | 牟呂村       | 牟呂村          | 牟呂村                       | 牟呂村                       | 明治39年7月1日 合併 牟呂吉田村 | 明治39年7月1日 合併 牟呂吉田村      | 牟呂吉田村         | 昭和7年9月1日 豊橋市に編入         | 昭和7年9月1日 豊橋市に編入  | 豊橋市         | 豊橋市 |
| 渥 美 郡 | 下牟呂村       |              | 磯辺村               | 牟呂村       | 牟呂村          | 牟呂村                       | 牟呂村                       | 明治39年7月1日 合併 牟呂吉田村 | 明治39年7月1日 合併 牟呂吉田村      | 牟呂吉田村         | 昭和7年9月1日 豊橋市に編入         | 昭和7年9月1日 豊橋市に編入  | 豊橋市         | 豊橋市 |
| 渥 美 郡 | 松島新田       |              | 磯辺村               | 牟呂村       | 牟呂村          | 牟呂村                       | 牟呂村                       | 明治39年7月1日 合併 牟呂吉田村 | 明治39年7月1日 合併 牟呂吉田村      | 牟呂吉田村         | 昭和7年9月1日 豊橋市に編入         | 昭和7年9月1日 豊橋市に編入  | 豊橋市         | 豊橋市 |
| 渥 美 郡 | 富田新田       |              | 磯辺村               | 牟呂村       | 牟呂村          | 牟呂村                       | 牟呂村                       | 明治39年7月1日 合併 牟呂吉田村 | 明治39年7月1日 合併 牟呂吉田村      | 牟呂吉田村         | 昭和7年9月1日 豊橋市に編入         | 昭和7年9月1日 豊橋市に編入  | 豊橋市         | 豊橋市 |
| 渥 美 郡 | 野田村         | 野田村       | 豊田村               | 東豊田村     | 吉田方村        | 吉田方村                     | 吉田方村                     | 明治39年7月1日 合併 牟呂吉田村 | 明治39年7月1日 合併 牟呂吉田村      | 牟呂吉田村         | 昭和7年9月1日 豊橋市に編入         | 昭和7年9月1日 豊橋市に編入  | 豊橋市         | 豊橋市 |
| 渥 美 郡 | 吉川村         |              | 豊田村               | 東豊田村     | 吉田方村        | 吉田方村                     | 吉田方村                     | 明治39年7月1日 合併 牟呂吉田村 | 明治39年7月1日 合併 牟呂吉田村      | 牟呂吉田村         | 昭和7年9月1日 豊橋市に編入         | 昭和7年9月1日 豊橋市に編入  | 豊橋市         | 豊橋市 |
| 渥 美 郡 | 三相村         |              | 豊田村               | 東豊田村     | 吉田方村        | 吉田方村                     | 吉田方村                     | 明治39年7月1日 合併 牟呂吉田村 | 明治39年7月1日 合併 牟呂吉田村      | 牟呂吉田村         | 昭和7年9月1日 豊橋市に編入         | 昭和7年9月1日 豊橋市に編入  | 豊橋市         | 豊橋市 |
| 渥 美 郡 | 馬見塚村       | 馬見塚村     | 豊田村               | 西豊田村     | 吉田方村        | 吉田方村                     | 吉田方村                     | 明治39年7月1日 合併 牟呂吉田村 | 明治39年7月1日 合併 牟呂吉田村      | 牟呂吉田村         | 昭和7年9月1日 豊橋市に編入         | 昭和7年9月1日 豊橋市に編入  | 豊橋市         | 豊橋市 |
| 渥 美 郡 | 高須新田       |              | 豊田村               | 西豊田村     | 吉田方村        | 吉田方村                     | 吉田方村                     | 明治39年7月1日 合併 牟呂吉田村 | 明治39年7月1日 合併 牟呂吉田村      | 牟呂吉田村         | 昭和7年9月1日 豊橋市に編入         | 昭和7年9月1日 豊橋市に編入  | 豊橋市         | 豊橋市 |
| 渥 美 郡 | 青竹新田       | 青竹新田     | 青野村               | 青野村       | 吉田方村        | 吉田方村                     | 吉田方村                     | 明治39年7月1日 合併 牟呂吉田村 | 明治39年7月1日 合併 牟呂吉田村      | 牟呂吉田村         | 昭和7年9月1日 豊橋市に編入         | 昭和7年9月1日 豊橋市に編入  | 豊橋市         | 豊橋市 |
| 渥 美 郡 | 茅野新田       | 茅野新田     | 青野村               | 青野村       | 吉田方村        | 吉田方村                     | 吉田方村                     | 明治39年7月1日 合併 牟呂吉田村 | 明治39年7月1日 合併 牟呂吉田村      | 牟呂吉田村         | 昭和7年9月1日 豊橋市に編入         | 昭和7年9月1日 豊橋市に編入  | 豊橋市         | 豊橋市 |
| 渥 美 郡 | 土倉新田       | 茅野新田     | 青野村               | 青野村       | 吉田方村        | 吉田方村                     | 吉田方村                     | 明治39年7月1日 合併 牟呂吉田村 | 明治39年7月1日 合併 牟呂吉田村      | 牟呂吉田村         | 昭和7年9月1日 豊橋市に編入         | 昭和7年9月1日 豊橋市に編入  | 豊橋市         | 豊橋市 |
| 渥 美 郡 | 下野新田       | 茅野新田     | 青野村               | 青野村       | 吉田方村        | 吉田方村                     | 吉田方村                     | 明治39年7月1日 合併 牟呂吉田村 | 明治39年7月1日 合併 牟呂吉田村      | 牟呂吉田村         | 昭和7年9月1日 豊橋市に編入         | 昭和7年9月1日 豊橋市に編入  | 豊橋市         | 豊橋市 |
| 渥 美 郡 | 富久縞新田     |              | 青野村               | 青野村       | 吉田方村        | 吉田方村                     | 吉田方村                     | 明治39年7月1日 合併 牟呂吉田村 | 明治39年7月1日 合併 牟呂吉田村      | 牟呂吉田村         | 昭和7年9月1日 豊橋市に編入         | 昭和7年9月1日 豊橋市に編入  | 豊橋市         | 豊橋市 |
| 渥 美 郡 | 加藤新田       |              | 青野村               | 青野村       | 吉田方村        | 吉田方村                     | 吉田方村                     | 明治39年7月1日 合併 牟呂吉田村 | 明治39年7月1日 合併 牟呂吉田村      | 牟呂吉田村         | 昭和7年9月1日 豊橋市に編入         | 昭和7年9月1日 豊橋市に編入  | 豊橋市         | 豊橋市 |
| 渥 美 郡 | 牧新田         |              | 青野村               | 青野村       | 吉田方村        | 吉田方村                     | 吉田方村                     | 明治39年7月1日 合併 牟呂吉田村 | 明治39年7月1日 合併 牟呂吉田村      | 牟呂吉田村         | 昭和7年9月1日 豊橋市に編入         | 昭和7年9月1日 豊橋市に編入  | 豊橋市         | 豊橋市 |
| 渥 美 郡 | 中村新田       |              | 青野村               | 青野村       | 吉田方村        | 吉田方村                     | 吉田方村                     | 明治39年7月1日 合併 牟呂吉田村 | 明治39年7月1日 合併 牟呂吉田村      | 牟呂吉田村         | 昭和7年9月1日 豊橋市に編入         | 昭和7年9月1日 豊橋市に編入  | 豊橋市         | 豊橋市 |
| 宝 飯 郡 | 下地村         | 下地村       | 下地村               | 下地村       | 下地村          | 明治24年10月16日 町制 下地町 | 明治24年10月16日 町制 下地町 | 明治39年7月1日 合併 下地町     | 明治39年7月1日 合併 下地町          | 下地町             | 昭和7年9月1日 豊橋市に編入         | 昭和7年9月1日 豊橋市に編入  | 豊橋市         | 豊橋市 |
| 宝 飯 郡 | 大磯村         | 大磯村       | 大村                 | 大村         | 大村            | 大村                         | 大村                         | 明治39年7月1日 合併 下地町     | 明治39年7月1日 合併 下地町          | 下地町             | 昭和7年9月1日 豊橋市に編入         | 昭和7年9月1日 豊橋市に編入  | 豊橋市         | 豊橋市 |
| 宝 飯 郡 | 沖木村         |              | 大村                 | 大村         | 大村            | 大村                         | 大村                         | 明治39年7月1日 合併 下地町     | 明治39年7月1日 合併 下地町          | 下地町             | 昭和7年9月1日 豊橋市に編入         | 昭和7年9月1日 豊橋市に編入  | 豊橋市         | 豊橋市 |
| 宝 飯 郡 | 住吉村         |              | 大村                 | 大村         | 大村            | 大村                         | 大村                         | 明治39年7月1日 合併 下地町     | 明治39年7月1日 合併 下地町          | 下地町             | 昭和7年9月1日 豊橋市に編入         | 昭和7年9月1日 豊橋市に編入  | 豊橋市         | 豊橋市 |
| 宝 飯 郡 | 柴屋村         |              | 大村                 | 大村         | 大村            | 大村                         | 大村                         | 明治39年7月1日 合併 下地町     | 明治39年7月1日 合併 下地町          | 下地町             | 昭和7年9月1日 豊橋市に編入         | 昭和7年9月1日 豊橋市に編入  | 豊橋市         | 豊橋市 |
| 宝 飯 郡 | 大蚊里村       |              |                      | 大村         | 大村            | 大村                         | 大村                         | 明治39年7月1日 合併 下地町     | 明治39年7月1日 合併 下地町          | 下地町             | 昭和7年9月1日 豊橋市に編入         | 昭和7年9月1日 豊橋市に編入  | 豊橋市         | 豊橋市 |
| 宝 飯 郡 | 長瀬村         |              |                      |              | 大村            | 大村                         | 大村                         | 明治39年7月1日 合併 下地町     | 明治39年7月1日 合併 下地町          | 下地町             | 昭和7年9月1日 豊橋市に編入         | 昭和7年9月1日 豊橋市に編入  | 豊橋市         | 豊橋市 |
| 宝 飯 郡 | 下五井村       | 下五井村     | 下五井村             | 下五井村     | 鹿菅村          | 鹿菅村                       | 鹿菅村                       | 明治39年7月1日 合併 下地町     | 明治39年7月1日 合併 下地町          | 下地町             | 昭和7年9月1日 豊橋市に編入         | 昭和7年9月1日 豊橋市に編入  | 豊橋市         | 豊橋市 |
| 宝 飯 郡 | 瓜郷村         |              |                      |              | 鹿菅村          | 鹿菅村                       | 鹿菅村                       | 明治39年7月1日 合併 下地町     | 明治39年7月1日 合併 下地町          | 下地町             | 昭和7年9月1日 豊橋市に編入         | 昭和7年9月1日 豊橋市に編入  | 豊橋市         | 豊橋市 |
| 宝 飯 郡 | 横須賀村       | 横須賀村     | 津田村               | 津田村       | 鹿菅村          | 鹿菅村                       | 鹿菅村                       | 明治39年7月1日 合併 下地町     | 明治39年7月1日 合併 下地町          | 下地町             | 昭和7年9月1日 豊橋市に編入         | 昭和7年9月1日 豊橋市に編入  | 豊橋市         | 豊橋市 |
| 宝 飯 郡 | 藪下新田       |              | 津田村               | 津田村       | 鹿菅村          | 鹿菅村                       | 鹿菅村                       | 明治39年7月1日 合併 下地町     | 明治39年7月1日 合併 下地町          | 下地町             | 昭和7年9月1日 豊橋市に編入         | 昭和7年9月1日 豊橋市に編入  | 豊橋市         | 豊橋市 |
| 宝 飯 郡 | 清須新田       |              |                      |              | 鹿菅村          | 鹿菅村                       | 鹿菅村                       | 明治39年7月1日 合併 下地町     | 明治39年7月1日 合併 下地町          | 下地町             | 昭和7年9月1日 豊橋市に編入         | 昭和7年9月1日 豊橋市に編入  | 豊橋市         | 豊橋市 |
| 八 名 郡 | 五井村         | 五井村       | 西下条村             | 西下条村     | 下条村          | 下条村                       | 下条村                       | 明治39年7月1日 合併 下川村     | 明治39年7月1日 合併 下川村          | 下川村             | 昭和7年9月1日 豊橋市に編入         | 昭和7年9月1日 豊橋市に編入  | 豊橋市         | 豊橋市 |
| 八 名 郡 | 八反ケ谷村     |              | 西下条村             | 西下条村     | 下条村          | 下条村                       | 下条村                       | 明治39年7月1日 合併 下川村     | 明治39年7月1日 合併 下川村          | 下川村             | 昭和7年9月1日 豊橋市に編入         | 昭和7年9月1日 豊橋市に編入  | 豊橋市         | 豊橋市 |
| 八 名 郡 | 天王村         |              | 西下条村             | 西下条村     | 下条村          | 下条村                       | 下条村                       | 明治39年7月1日 合併 下川村     | 明治39年7月1日 合併 下川村          | 下川村             | 昭和7年9月1日 豊橋市に編入         | 昭和7年9月1日 豊橋市に編入  | 豊橋市         | 豊橋市 |
| 八 名 郡 | 暮川村         |              | 西下条村             | 西下条村     | 下条村          | 下条村                       | 下条村                       | 明治39年7月1日 合併 下川村     | 明治39年7月1日 合併 下川村          | 下川村             | 昭和7年9月1日 豊橋市に編入         | 昭和7年9月1日 豊橋市に編入  | 豊橋市         | 豊橋市 |
| 八 名 郡 | 藤ケ池村       | 藤ケ池村     | 東下条村             | 東下条村     | 下条村          | 下条村                       | 下条村                       | 明治39年7月1日 合併 下川村     | 明治39年7月1日 合併 下川村          | 下川村             | 昭和7年9月1日 豊橋市に編入         | 昭和7年9月1日 豊橋市に編入  | 豊橋市         | 豊橋市 |
| 八 名 郡 | 竹之内村       |              | 東下条村             | 東下条村     | 下条村          | 下条村                       | 下条村                       | 明治39年7月1日 合併 下川村     | 明治39年7月1日 合併 下川村          | 下川村             | 昭和7年9月1日 豊橋市に編入         | 昭和7年9月1日 豊橋市に編入  | 豊橋市         | 豊橋市 |
| 八 名 郡 | 堀之内村       |              | 東下条村             | 東下条村     | 下条村          | 下条村                       | 下条村                       | 明治39年7月1日 合併 下川村     | 明治39年7月1日 合併 下川村          | 下川村             | 昭和7年9月1日 豊橋市に編入         | 昭和7年9月1日 豊橋市に編入  | 豊橋市         | 豊橋市 |
| 八 名 郡 | 白石新田       |              | 東下条村             | 東下条村     | 下条村          | 下条村                       | 下条村                       | 明治39年7月1日 合併 下川村     | 明治39年7月1日 合併 下川村          | 下川村             | 昭和7年9月1日 豊橋市に編入         | 昭和7年9月1日 豊橋市に編入  | 豊橋市         | 豊橋市 |
| 八 名 郡 | 犬之子村       |              |                      |              | 下条村          | 下条村                       | 下条村                       | 明治39年7月1日 合併 下川村     | 明治39年7月1日 合併 下川村          | 下川村             | 昭和7年9月1日 豊橋市に編入         | 昭和7年9月1日 豊橋市に編入  | 豊橋市         | 豊橋市 |
| 八 名 郡 | 牛川村         | 牛川村       | 牛川村               | 牛川村       | 牛川村          | 牛川村                       | 牛川村                       | 明治39年7月1日 合併 下川村     | 明治39年7月1日 合併 下川村          | 下川村             | 昭和7年9月1日 豊橋市に編入         | 昭和7年9月1日 豊橋市に編入  | 豊橋市         | 豊橋市 |
| 八 名 郡 | 浪之上村       |              | 牛川村               | 牛川村       | 牛川村          | 牛川村                       | 牛川村                       | 明治39年7月1日 合併 下川村     | 明治39年7月1日 合併 下川村          | 下川村             | 昭和7年9月1日 豊橋市に編入         | 昭和7年9月1日 豊橋市に編入  | 豊橋市         | 豊橋市 |
| 八 名 郡 | 若宮村         |              | 牛川村               | 牛川村       | 牛川村          | 牛川村                       | 牛川村                       | 明治39年7月1日 合併 下川村     | 明治39年7月1日 合併 下川村          | 下川村             | 昭和7年9月1日 豊橋市に編入         | 昭和7年9月1日 豊橋市に編入  | 豊橋市         | 豊橋市 |
| 八 名 郡 | 野川新田       |              | 牛川村               | 牛川村       | 牛川村          | 牛川村                       | 牛川村                       | 明治39年7月1日 合併 下川村     | 明治39年7月1日 合併 下川村          | 下川村             | 昭和7年9月1日 豊橋市に編入         | 昭和7年9月1日 豊橋市に編入  | 豊橋市         | 豊橋市 |
| 八 名 郡 | 忠興新田       |              | 牛川村               | 牛川村       | 牛川村          | 牛川村                       | 牛川村                       | 明治39年7月1日 合併 下川村     | 明治39年7月1日 合併 下川村          | 下川村             | 昭和7年9月1日 豊橋市に編入         | 昭和7年9月1日 豊橋市に編入  | 豊橋市         | 豊橋市 |
| 八 名 郡 | 小鷹野新田     |              | 牛川村               | 牛川村       | 牛川村          | 牛川村                       | 牛川村                       | 明治39年7月1日 合併 下川村     | 明治39年7月1日 合併 下川村          | 下川村             | 昭和7年9月1日 豊橋市に編入         | 昭和7年9月1日 豊橋市に編入  | 豊橋市         | 豊橋市 |
| 八 名 郡 | 中沢新田       |              | 牛川村               | 牛川村       | 牛川村          | 牛川村                       | 牛川村                       | 明治39年7月1日 合併 下川村     | 明治39年7月1日 合併 下川村          | 下川村             | 昭和7年9月1日 豊橋市に編入         | 昭和7年9月1日 豊橋市に編入  | 豊橋市         | 豊橋市 |
| 八 名 郡 | 田中新田       |              | 牛川村               | 牛川村       | 牛川村          | 牛川村                       | 牛川村                       | 明治39年7月1日 合併 下川村     | 明治39年7月1日 合併 下川村          | 下川村             | 昭和7年9月1日 豊橋市に編入         | 昭和7年9月1日 豊橋市に編入  | 豊橋市         | 豊橋市 |
| 八 名 郡 | 多米村         | 多米村       | 多米村               | 多米村       | 美米村          | 明治25年12月23日 分立 多米村 | 明治25年12月23日 分立 多米村 | 明治39年7月1日 合併 石巻村     | 明治39年7月1日 合併 石巻村          | 石巻村             | 昭和7年9月1日 豊橋市に編入         | 昭和7年9月1日 豊橋市に編入  | 豊橋市         | 豊橋市 |
| 八 名 郡 | 赤岩村         |              | 多米村               | 多米村       | 美米村          | 明治25年12月23日 分立 多米村 | 明治25年12月23日 分立 多米村 | 明治39年7月1日 合併 石巻村     | 明治39年7月1日 合併 石巻村          | 石巻村             | 昭和7年9月1日 豊橋市に編入         | 昭和7年9月1日 豊橋市に編入  | 豊橋市         | 豊橋市 |
| 八 名 郡 | 神郷村         | 神郷村       | 三輪村               | 三輪村       | 美米村          | 明治25年12月23日 分立 三輪村 | 明治25年12月23日 分立 三輪村 | 明治39年7月1日 合併 石巻村     | 明治39年7月1日 合併 石巻村          | 石巻村             | 石巻村                             | 昭和30年3月1日 豊橋市に編入 | 豊橋市         | 豊橋市 |
| 八 名 郡 | 金田村         |              | 三輪村               | 三輪村       | 美米村          | 明治25年12月23日 分立 三輪村 | 明治25年12月23日 分立 三輪村 | 明治39年7月1日 合併 石巻村     | 明治39年7月1日 合併 石巻村          | 石巻村             | 石巻村                             | 昭和30年3月1日 豊橋市に編入 | 豊橋市         | 豊橋市 |
| 八 名 郡 | 神ケ谷村       | 神ケ谷村     | 玉川村               | 玉川村       | 玉川村          | 玉川村                       | 玉川村                       | 明治39年7月1日 合併 石巻村     | 明治39年7月1日 合併 石巻村          | 石巻村             | 石巻村                             | 昭和30年3月1日 豊橋市に編入 | 豊橋市         | 豊橋市 |
| 八 名 郡 | 森岡新田       | 神ケ谷村     | 玉川村               | 玉川村       | 玉川村          | 玉川村                       | 玉川村                       | 明治39年7月1日 合併 石巻村     | 明治39年7月1日 合併 石巻村          | 石巻村             | 石巻村                             | 昭和30年3月1日 豊橋市に編入 | 豊橋市         | 豊橋市 |
| 八 名 郡 | 高井村         |              | 玉川村               | 玉川村       | 玉川村          | 玉川村                       | 玉川村                       | 明治39年7月1日 合併 石巻村     | 明治39年7月1日 合併 石巻村          | 石巻村             | 石巻村                             | 昭和30年3月1日 豊橋市に編入 | 豊橋市         | 豊橋市 |
| 八 名 郡 | 和田村         |              | 玉川村               | 玉川村       | 玉川村          | 玉川村                       | 玉川村                       | 明治39年7月1日 合併 石巻村     | 明治39年7月1日 合併 石巻村          | 石巻村             | 石巻村                             | 昭和30年3月1日 豊橋市に編入 | 豊橋市         | 豊橋市 |
| 八 名 郡 | 長楽村         |              | 玉川村               | 玉川村       | 玉川村          | 玉川村                       | 玉川村                       | 明治39年7月1日 合併 石巻村     | 明治39年7月1日 合併 石巻村          | 石巻村             | 石巻村                             | 昭和30年3月1日 豊橋市に編入 | 豊橋市         | 豊橋市 |
| 八 名 郡 | 嵩山村         | 嵩山村       | 嵩山村               | 嵩山村       | 嵩山村          | 嵩山村                       | 嵩山村                       | 明治39年7月1日 合併 石巻村     | 明治39年7月1日 合併 石巻村          | 石巻村             | 石巻村                             | 昭和30年3月1日 豊橋市に編入 | 豊橋市         | 豊橋市 |
| 八 名 郡 | 月ケ谷村       |              | 嵩山村               | 嵩山村       | 嵩山村          | 嵩山村                       | 嵩山村                       | 明治39年7月1日 合併 石巻村     | 明治39年7月1日 合併 石巻村          | 石巻村             | 石巻村                             | 昭和30年3月1日 豊橋市に編入 | 豊橋市         | 豊橋市 |
| 八 名 郡 | 長彦村         |              | 嵩山村               | 嵩山村       | 嵩山村          | 嵩山村                       | 嵩山村                       | 明治39年7月1日 合併 石巻村     | 明治39年7月1日 合併 石巻村          | 石巻村             | 石巻村                             | 昭和30年3月1日 豊橋市に編入 | 豊橋市         | 豊橋市 |
| 八 名 郡 | 平野村         | 平野村       | 平野村               | 平野村       | 西郷村          | 西郷村                       | 西郷村                       | 明治39年7月1日 合併 石巻村     | 明治39年7月1日 合併 石巻村          | 石巻村             | 石巻村                             | 昭和30年3月1日 豊橋市に編入 | 豊橋市         | 豊橋市 |
| 八 名 郡 | 中野田新田     |              | 平野村               | 平野村       | 西郷村          | 西郷村                       | 西郷村                       | 明治39年7月1日 合併 石巻村     | 明治39年7月1日 合併 石巻村          | 石巻村             | 石巻村                             | 昭和30年3月1日 豊橋市に編入 | 豊橋市         | 豊橋市 |
| 八 名 郡 | 入文村         | 入文村       | 小野田村             | 小野田村     | 西郷村          | 西郷村                       | 西郷村                       | 明治39年7月1日 合併 石巻村     | 明治39年7月1日 合併 石巻村          | 石巻村             | 石巻村                             | 昭和30年3月1日 豊橋市に編入 | 豊橋市         | 豊橋市 |
| 八 名 郡 | 成沢村         |              | 小野田村             | 小野田村     | 西郷村          | 西郷村                       | 西郷村                       | 明治39年7月1日 合併 石巻村     | 明治39年7月1日 合併 石巻村          | 石巻村             | 石巻村                             | 昭和30年3月1日 豊橋市に編入 | 豊橋市         | 豊橋市 |
| 八 名 郡 | 馬越村         |              |                      |              | 西郷村          | 西郷村                       | 西郷村                       | 明治39年7月1日 合併 石巻村     | 明治39年7月1日 合併 石巻村          | 石巻村             | 石巻村                             | 昭和30年3月1日 豊橋市に編入 | 豊橋市         | 豊橋市 |
| 八 名 郡 | 西川村         |              |                      |              | 西郷村          | 西郷村                       | 西郷村                       | 明治39年7月1日 合併 石巻村     | 明治39年7月1日 合併 石巻村          | 石巻村             | 石巻村                             | 昭和30年3月1日 豊橋市に編入 | 豊橋市         | 豊橋市 |
| 八 名 郡 | 萩平村         |              |                      |              | 西郷村          | 西郷村                       | 西郷村                       | 明治39年7月1日 合併 石巻村     | 明治39年7月1日 合併 石巻村          | 石巻村             | 石巻村                             | 昭和30年3月1日 豊橋市に編入 | 豊橋市         | 豊橋市 |
| 八 名 郡 | 中山村         |              |                      |              | 西郷村          | 西郷村                       | 西郷村                       | 明治39年7月1日 合併 石巻村     | 明治39年7月1日 合併 石巻村          | 石巻村             | 石巻村                             | 昭和30年3月1日 豊橋市に編入 | 豊橋市         | 豊橋市 |
| 渥 美 郡 | 大岩村         | 大岩村       | 大岩村               | 大岩村       | 大川村          | 明治26年6月23日 町制 大川町  | 大川町                       | 明治39年7月1日 合併 二川町     | 明治39年7月1日 合併 二川町          | 二川町             | 二川町                             | 昭和30年3月1日 豊橋市に編入 | 豊橋市         | 豊橋市 |
| 渥 美 郡 | 二川村         | 二川村       | 二川村               | 二川村       | 大川村          | 明治26年6月23日 町制 大川町  | 大川町                       | 明治39年7月1日 合併 二川町     | 明治39年7月1日 合併 二川町          | 二川町             | 二川町                             | 昭和30年3月1日 豊橋市に編入 | 豊橋市         | 豊橋市 |
| 渥 美 郡 | 大脇新田       |              | 二川村               | 二川村       | 大川村          | 明治26年6月23日 町制 大川町  | 大川町                       | 明治39年7月1日 合併 二川町     | 明治39年7月1日 合併 二川町          | 二川町             | 二川町                             | 昭和30年3月1日 豊橋市に編入 | 豊橋市         | 豊橋市 |
| 渥 美 郡 | 雲谷村         | 雲谷村       | 谷川村               | 谷川村       | 大川村          | 明治26年6月23日 町制 大川町  | 明治29年7月1日 分立 谷川村   | 明治39年7月1日 合併 二川町     | 明治39年7月1日 合併 二川町          | 二川町             | 二川町                             | 昭和30年3月1日 豊橋市に編入 | 豊橋市         | 豊橋市 |
| 渥 美 郡 | 原村           |              | 谷川村               | 谷川村       | 大川村          | 明治26年6月23日 町制 大川町  | 明治29年7月1日 分立 谷川村   | 明治39年7月1日 合併 二川町     | 明治39年7月1日 合併 二川町          | 二川町             | 二川町                             | 昭和30年3月1日 豊橋市に編入 | 豊橋市         | 豊橋市 |
| 渥 美 郡 | 中原村         |              | 谷川村               | 谷川村       | 大川村          | 明治26年6月23日 町制 大川町  | 明治29年7月1日 分立 谷川村   | 明治39年7月1日 合併 二川町     | 明治39年7月1日 合併 二川町          | 二川町             | 二川町                             | 昭和30年3月1日 豊橋市に編入 | 豊橋市         | 豊橋市 |
| 渥 美 郡 | 上細谷村       | 上細谷村     | 五並村               | 上細谷村     | 細谷村          | 細谷村                       | 細谷村                       | 明治39年7月1日 合併 二川町     | 明治39年7月1日 合併 二川町          | 二川町             | 二川町                             | 昭和30年3月1日 豊橋市に編入 | 豊橋市         | 豊橋市 |
| 渥 美 郡 | 下細谷村       | 下細谷村     | 五並村               | 下細谷村     | 細谷村          | 細谷村                       | 細谷村                       | 明治39年7月1日 合併 二川町     | 明治39年7月1日 合併 二川町          | 二川町             | 二川町                             | 昭和30年3月1日 豊橋市に編入 | 豊橋市         | 豊橋市 |
| 渥 美 郡 | 小島村         | 小島村       | 五並村               | 小島村       | 小沢村          | 小沢村                       | 小沢村                       | 明治39年7月1日 合併 二川町     | 明治39年7月1日 合併 二川町          | 二川町             | 二川町                             | 昭和30年3月1日 豊橋市に編入 | 豊橋市         | 豊橋市 |
| 渥 美 郡 | 小松原村       | 小松原村     | 五並村               | 小松原村     | 小沢村          | 小沢村                       | 小沢村                       | 明治39年7月1日 合併 二川町     | 明治39年7月1日 合併 二川町          | 二川町             | 二川町                             | 昭和30年3月1日 豊橋市に編入 | 豊橋市         | 豊橋市 |
| 渥 美 郡 | 寺沢村         | 寺沢村       | 五並村               | 寺沢村       | 小沢村          | 小沢村                       | 小沢村                       | 明治39年7月1日 合併 二川町     | 明治39年7月1日 合併 二川町          | 二川町             | 二川町                             | 昭和30年3月1日 豊橋市に編入 | 豊橋市         | 豊橋市 |
| 渥 美 郡 | 西七根村       | 西七根村     | 五並村               | 七根村       | 高根村          | 高根村                       | 高根村                       | 高根村                         | 明治39年8月31日 合併 高豊村         | 高豊村             | 高豊村                             | 昭和30年3月1日 豊橋市に編入 | 豊橋市         | 豊橋市 |
| 渥 美 郡 | 東七根村       |              | 五並村               | 七根村       | 高根村          | 高根村                       | 高根村                       | 高根村                         | 明治39年8月31日 合併 高豊村         | 高豊村             | 高豊村                             | 昭和30年3月1日 豊橋市に編入 | 豊橋市         | 豊橋市 |
| 渥 美 郡 | 高塚村         | 高塚村       | 豊南村               | 高塚村       | 高根村          | 高根村                       | 高根村                       | 高根村                         | 明治39年8月31日 合併 高豊村         | 高豊村             | 高豊村                             | 昭和30年3月1日 豊橋市に編入 | 豊橋市         | 豊橋市 |
| 渥 美 郡 | 城下村         |              | 豊南村               | 高塚村       | 高根村          | 高根村                       | 高根村                       | 高根村                         | 明治39年8月31日 合併 高豊村         | 高豊村             | 高豊村                             | 昭和30年3月1日 豊橋市に編入 | 豊橋市         | 豊橋市 |
| 渥 美 郡 | 赤沢村         | 赤沢村       | 豊南村               | 豊南村       | 豊南村          | 豊南村                       | 豊南村                       | 豊南村                         | 明治39年8月31日 合併 高豊村         | 高豊村             | 高豊村                             | 昭和30年3月1日 豊橋市に編入 | 豊橋市         | 豊橋市 |
| 渥 美 郡 | 万場新田       |              | 豊南村               | 豊南村       | 豊南村          | 豊南村                       | 豊南村                       | 豊南村                         | 明治39年8月31日 合併 高豊村         | 高豊村             | 高豊村                             | 昭和30年3月1日 豊橋市に編入 | 豊橋市         | 豊橋市 |
| 渥 美 郡 | 西伊古部村     | 西伊古部村   | 豊南村               | 伊古部村     | 豊南村          | 豊南村                       | 豊南村                       | 豊南村                         | 明治39年8月31日 合併 高豊村         | 高豊村             | 高豊村                             | 昭和30年3月1日 豊橋市に編入 | 豊橋市         | 豊橋市 |
| 渥 美 郡 | 東伊古部村     |              | 豊南村               | 伊古部村     | 豊南村          | 豊南村                       | 豊南村                       | 豊南村                         | 明治39年8月31日 合併 高豊村         | 高豊村             | 高豊村                             | 昭和30年3月1日 豊橋市に編入 | 豊橋市         | 豊橋市 |
| 渥 美 郡 | 北大津村       | 北大津村     | 老津村               | 老津村       | 老津村          | 老津村                       | 老津村                       | 老津村                         | 老津村                              | 老津村             | 老津村                             | 昭和30年3月1日 豊橋市に編入 | 豊橋市         | 豊橋市 |
| 渥 美 郡 | 南大津村       |              | 老津村               | 老津村       | 老津村          | 老津村                       | 老津村                       | 老津村                         | 老津村                              | 老津村             | 老津村                             | 昭和30年3月1日 豊橋市に編入 | 豊橋市         | 豊橋市 |
| 渥 美 郡 | 森崎新田       |              | 老津村               | 老津村       | 老津村          | 老津村                       | 老津村                       | 老津村                         | 老津村                              | 老津村             | 老津村                             | 昭和30年3月1日 豊橋市に編入 | 豊橋市         | 豊橋市 |
| 宝 飯 郡 | 前芝村         | 前芝村       | 前芝村               | 前芝村       | 前芝村          | 前芝村                       | 前芝村                       | 前芝村                         | 前芝村                              | 前芝村             | 前芝村                             | 昭和30年3月1日 豊橋市に編入 | 豊橋市         | 豊橋市 |
| 宝 飯 郡 | 青木新田       |              |                      | 前芝村       | 前芝村          | 前芝村                       | 前芝村                       | 前芝村                         | 前芝村                              | 前芝村             | 前芝村                             | 昭和30年3月1日 豊橋市に編入 | 豊橋市         | 豊橋市 |
| 宝 飯 郡 | 山内新田       |              |                      | 前芝村       | 前芝村          | 前芝村                       | 前芝村                       | 前芝村                         | 前芝村                              | 前芝村             | 前芝村                             | 昭和30年3月1日 豊橋市に編入 | 豊橋市         | 豊橋市 |
| 宝 飯 郡 | 日色野村       |              |                      |              | 前芝村          | 前芝村                       | 前芝村                       | 前芝村                         | 前芝村                              | 前芝村             | 前芝村                             | 昭和30年3月1日 豊橋市に編入 | 豊橋市         | 豊橋市 |
| 宝 飯 郡 | 梅藪村         |              |                      |              | 前芝村          | 前芝村                       | 前芝村                       | 前芝村                         | 前芝村                              | 前芝村             | 前芝村                             | 昭和30年3月1日 豊橋市に編入 | 豊橋市         | 豊橋市 |
| 渥 美 郡 | 杉山村         | 杉山村       | 合併 杉谷村 （一部） | 分立 杉山村  | 杉山村          | 杉山村                       | 杉山村                       | 杉山村                         | 明治39年9月10日 合併 杉山村（一部） | 杉山村（一部）     | 杉山村（一部）                     | 昭和30年4月1日 豊橋市に編入 | 豊橋市         | 豊橋市 |
| 渥 美 郡 | 神吉新田       |              | 合併 杉谷村 （一部） | 分立 杉山村  | 杉山村          | 杉山村                       | 杉山村                       | 杉山村                         | 明治39年9月10日 合併 杉山村（一部） | 杉山村（一部）     | 杉山村（一部）                     | 昭和30年4月1日 豊橋市に編入 | 豊橋市         | 豊橋市 |
| 八 名 郡 | 養父村         | 養父村       | 金沢村               | 金沢村       | 金沢村          | 金沢村                       | 金沢村                       | 金沢村                         | 金沢村                              | 金沢村             | 昭和26年4月1日 合併 双和村（一部） | 昭和30年4月1日 豊橋市に編入 | 豊橋市         | 豊橋市 |
| 八 名 郡 | 御薗村         |              | 金沢村               | 金沢村       | 金沢村          | 金沢村                       | 金沢村                       | 金沢村                         | 金沢村                              | 金沢村             | 昭和26年4月1日 合併 双和村（一部） | 昭和30年4月1日 豊橋市に編入 | 豊橋市         | 豊橋市 |

## 行政

### 市長
歴代市長
1906年（明治39年）8月1日に豊橋市が成立した。歴代市長は以下のとおりであるが、市長不在時期も多々ある。
| 代    | 氏名       | 就任日         | 退任日         |
| ----- | ---------- | -------------- | -------------- |
| 1     | 大口喜六   | 1907年1月7日   | 1912年1月10日  |
| 2     | 高橋小十郎 | 1912年2月12日  | 1913年3月8日   |
| 3     | 榊原弁吾   | 1913年8月29日  | 1914年3月28日  |
| 4     | 大口喜六   | 1914年4月27日  | 1916年2月20日  |
| 5-6   | 細谷忠男   | 1917年1月18日  | 1923年8月20日  |
| 7     | 吉川一太郎 | 1924年6月10日  | 1925年12月8日  |
| 8     | 田部井勝蔵 | 1926年8月5日   | 1930年8月4日   |
| 9     | 丸茂藤平   | 1930年8月30日  | 1934年8月29日  |
| 10    | 神戸小三郎 | 1934年9月3日   | 1938年7月7日   |
| 11    | 大口喜六   | 1938年9月17日  | 1940年12月10日 |
| 12    | 近藤寿市郎 | 1941年4月18日  | 1945年4月17日  |
| 13    | 水野保     | 1945年5月6日   | 1946年1月29日  |
| 14    | 横田忍     | 1946年3月29日  | 1947年4月4日   |
| 15-16 | 大竹藤知   | 1947年4月5日   | 1952年6月28日  |
| 17-18 | 大野佐長   | 1952年7月28日  | 1960年6月30日  |
| 19-22 | 河合陸郎   | 1960年7月1日   | 1975年3月26日  |
| 23-24 | 青木茂     | 1975年4月27日  | 1983年4月26日  |
| 25-28 | 高橋アキラ | 1983年4月27日  | 1996年10月2日  |
| 29-31 | 早川勝     | 1996年11月17日 | 2008年11月16日 |
| 32-34 | 佐原光一   | 2008年11月17日 | 2020年11月16日 |
| 35    | 浅井由崇   | 2020年11月17日 | 2024年11月16日 |
| 36    | 長坂尚登   | 2024年11月17日 | 現職           |

### 市政機関
市役所
豊橋市役所 〒440-8501 豊橋市今橋町1番地
東三河広域連合
2015年1月に近隣の豊川市 · 蒲郡市 · 新城市 · 田原市 · 設楽町 · 東栄町 · 豊根村とともに、愛知県知事から許可を受けて東三河広域連合を設立した。介護保険事業、市町村税の滞納整理、障害者支援区分認定審査会、消費者相談等に関する事務の一部、パスポート（一般旅券）の発行など業務を共同で実施している。 
東三河広域連合の主たる事務所は、豊橋市職員会館（4階）に置かれている。
その他
- 「豊橋市歌」は、市政50周年を期に298編の応募のあった歌詞から選定される。作詞補詩が地元ゆかりの丸山薫、作曲が古関裕而（妻：古関金子の地元豊橋市の縁）
- キャッチコピーは、「ええじゃないか豊橋」[33]。
- マスコットキャラクターは、「トヨッキー」が務めている[34]。

### 財政
2019年度（平成31年度）当初予算案
| 会計名   | 予算額           | 前年度対比 |
| -------- | ---------------- | ---------- |
| 一般会計 | 1,297億4,000万円 | 1.1％減    |
| 特別会計 | 639億5,300万円   | 4.2％増    |
| 企業会計 | 619億6,100万円   | 2.9％増    |
| 全会計   | 2,556億5,400万円 | 1.1％増    |

2000年（平成12年）から2005年（平成17年）まで、普通交付税交付団体であった。「三位一体の改革」により交付税の削減が行われ、2006年（平成18年）度には交付税不交付団体になった。

### 姉妹都市・提携都市
日本国外
| 都市名     | 国名           | 地域名     | 提携年月日                |
| ---------- | -------------- | ---------- | ------------------------- |
| トリード市 | アメリカ合衆国 | オハイオ州 | 2000年（平成12年）4月29日 |

友好都市
| 都市名 | 国名           | 地域名 | 提携年月日                |
| ------ | -------------- | ------ | ------------------------- |
| 南通市 | 中華人民共和国 | 江蘇省 | 1987年（昭和62年）5月26日 |

パートナーシティ
| 都市名             | 国名               | 地域名                   | 提携年月日                 |
| ------------------ | ------------------ | ------------------------ | -------------------------- |
| 晋州市             | 大韓民国           | 慶尚南道                 | 1992年（平成2年）          |
| パラナヴァイ市     | ブラジル連邦共和国 | パラナ州                 | 2008年（平成20年）8月      |
| ヴォルフスブルク市 | ドイツ連邦共和国   | ニーダーザクセン州       | 2011年（平成23年）10月16日 |
| パネヴェジス市     | リトアニア共和国   | アウクシュタイティヤ地方 | 2019年（令和元年）6月27日  |

フレンドシップ相手国
2005年（平成17年）には愛知万博が開催された。名古屋市を除く愛知県内の市町村が、120の万博公式参加国をフレンドシップ相手国として迎え入れた。
- アメリカ合衆国
- 中華人民共和国
- ドイツ連邦共和国
- ベネズエラ・ボリバル共和国
- ホンジュラス共和国
- リトアニア共和国

国内
- 外国人集住都市会議
静岡県浜松市が中心に呼びかけ、日本国内の外国人が多く住む街の自治体や国際交流協会などが集まり、外国人住民が多数居住する都市の行政と地域の国際交流のために設立された組織。

## 議会

### 県議会
2023年愛知県議会議員選挙
- 選挙区：豊橋市選挙区
- 定数：5人
- 投票日：2023年4月9日
- 当日有権者数：292,889人
- 投票率：35.92％

| 候補者名   | 当落 | 年齢 | 党派名     | 新旧別 | 得票数   |
| ---------- | ---- | ---- | ---------- | ------ | -------- |
| 丹羽洋章   | 当   | 54   | 自由民主党 | 現     | 19,069票 |
| 大久保真一 | 当   | 52   | 公明党     | 新     | 15,053票 |
| 中村竜彦   | 当   | 43   | 自由民主党 | 現     | 14,805票 |
| 杉浦正和   | 当   | 47   | 自由民主党 | 現     | 14,742票 |
| 下奥奈歩   | 当   | 35   | 日本共産党 | 元     | 12,008票 |
| 廣田勉     | 落   | 53   | 無所属     | 現     | 11,631票 |
| 竹上裕子   | 落   | 63   | 減税日本   | 現     | 10,653票 |
| 鈴木美穂   | 落   | 48   | 無所属     | 新     | 5,447票  |

2022年愛知県議会議員補欠選挙
- 選挙区：豊橋市選挙区
- 定数：2人
- 投票日：2022年2月6日
- 当日有権者数：297,667人
- 投票率：19.87％

| 候補者名 | 当落 | 年齢 | 党派名     | 新旧別 | 得票数   |
| -------- | ---- | ---- | ---------- | ------ | -------- |
| 廣田勉   | 当   | 52   | 無所属     | 新     | 26,963票 |
| 竹上裕子 | 当   | 61   | 減税日本   | 新     | 16,090票 |
| 下奥奈歩 | 落   | 34   | 日本共産党 | 元     | 14,386票 |

2019年愛知県議会議員選挙
- 選挙区：豊橋市選挙区
- 定数：5人
- 投票日：2019年4月7日
- 当日有権者数：298,625人[38]
- 投票率：38.75％[38]

| 候補者名 | 当落 | 年齢 | 党派名     | 新旧別 | 得票数   |
| -------- | ---- | ---- | ---------- | ------ | -------- |
| 浅井由崇 | 当   | 57   | 無所属     | 現     | 22,147票 |
| 丹羽洋章 | 当   | 50   | 自由民主党 | 現     | 20,841票 |
| 杉浦正和 | 当   | 43   | 自由民主党 | 新     | 18,314票 |
| 荻原宏悦 | 当   | 54   | 公明党     | 新     | 15,865票 |
| 中村竜彦 | 当   | 39   | 自由民主党 | 新     | 15,305票 |
| 下奥奈歩 | 落   | 31   | 日本共産党 | 現     | 12,819票 |
| 服部文一 | 落   | 52   | 立憲民主党 | 新     | 8,783票  |

2015年愛知県議会議員選挙
- 選挙区：豊橋市選挙区
- 定数：5人
- 投票日：2015年4月12日
- 当日有権者数：292,645人[39]
- 投票率：38.21％[39]

| 候補者名 | 当落 | 年齢 | 党派名     | 新旧別 | 得票数   |
| -------- | ---- | ---- | ---------- | ------ | -------- |
| 浅井由崇 | 当   | 53   | 民主党     | 現     | 25,637票 |
| 鈴木孝昌 | 当   | 70   | 自由民主党 | 現     | 22,748票 |
| 丹羽洋章 | 当   | 46   | 自由民主党 | 新     | 20,128票 |
| 渡会克明 | 当   | 62   | 公明党     | 現     | 16,443票 |
| 下奥奈歩 | 当   | 27   | 日本共産党 | 新     | 14,057票 |
| 服部文一 | 落   | 48   | 維新の党   | 新     | 11,190票 |

### 衆議院
- 選挙区：愛知15区（豊橋市、田原市）
- 任期：2024年10月27日 - 2028年10月26日
- 投票日：2024年10月27日
- 当日有権者数：341,614人（豊橋市293,257人、田原市48,357人）[40]
- 投票率：55.02％（豊橋市53.87％、田原市61.97％）

| 当落 | 候補者名 | 年齢 | 所属党派     | 新旧別 | 得票数   | 重複 |
| ---- | -------- | ---- | ------------ | ------ | -------- | ---- |
| 当   | 根本幸典 | 59   | 自由民主党   | 前     | 71,012票 |      |
|      | 関健一郎 | 46   | 日本維新の会 | 元     | 44,945票 | ○    |
| 比当 | 小山千帆 | 49   | 立憲民主党   | 新     | 42,837票 | ○    |
|      | 辻恵     | 76   | れいわ新選組 | 元     | 17,529票 | ○    |
|      | 髙木繁   | 74   | 日本共産党   | 新     | 7,220票  |      |

## 出先機関・施設

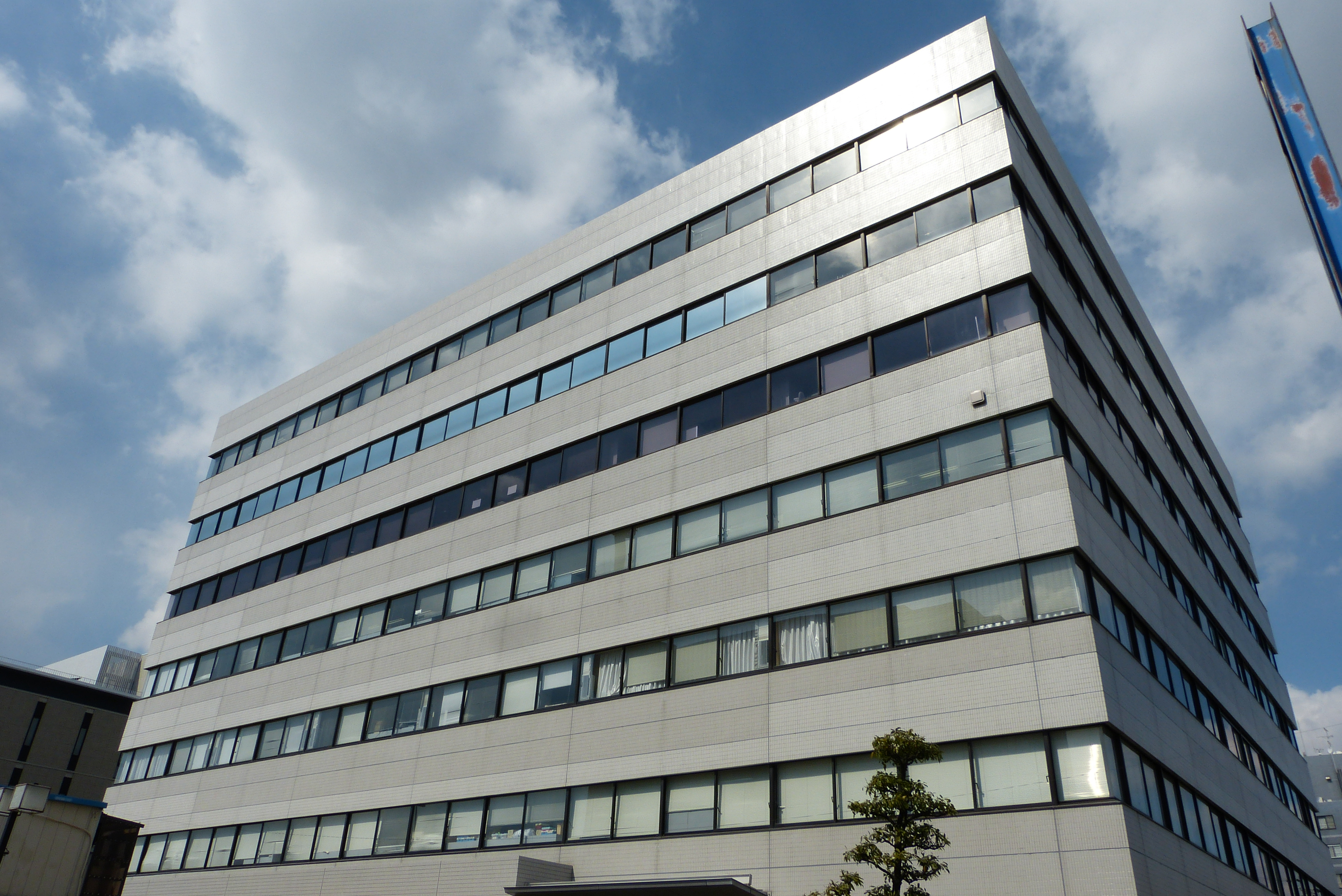
豊橋合同庁舎

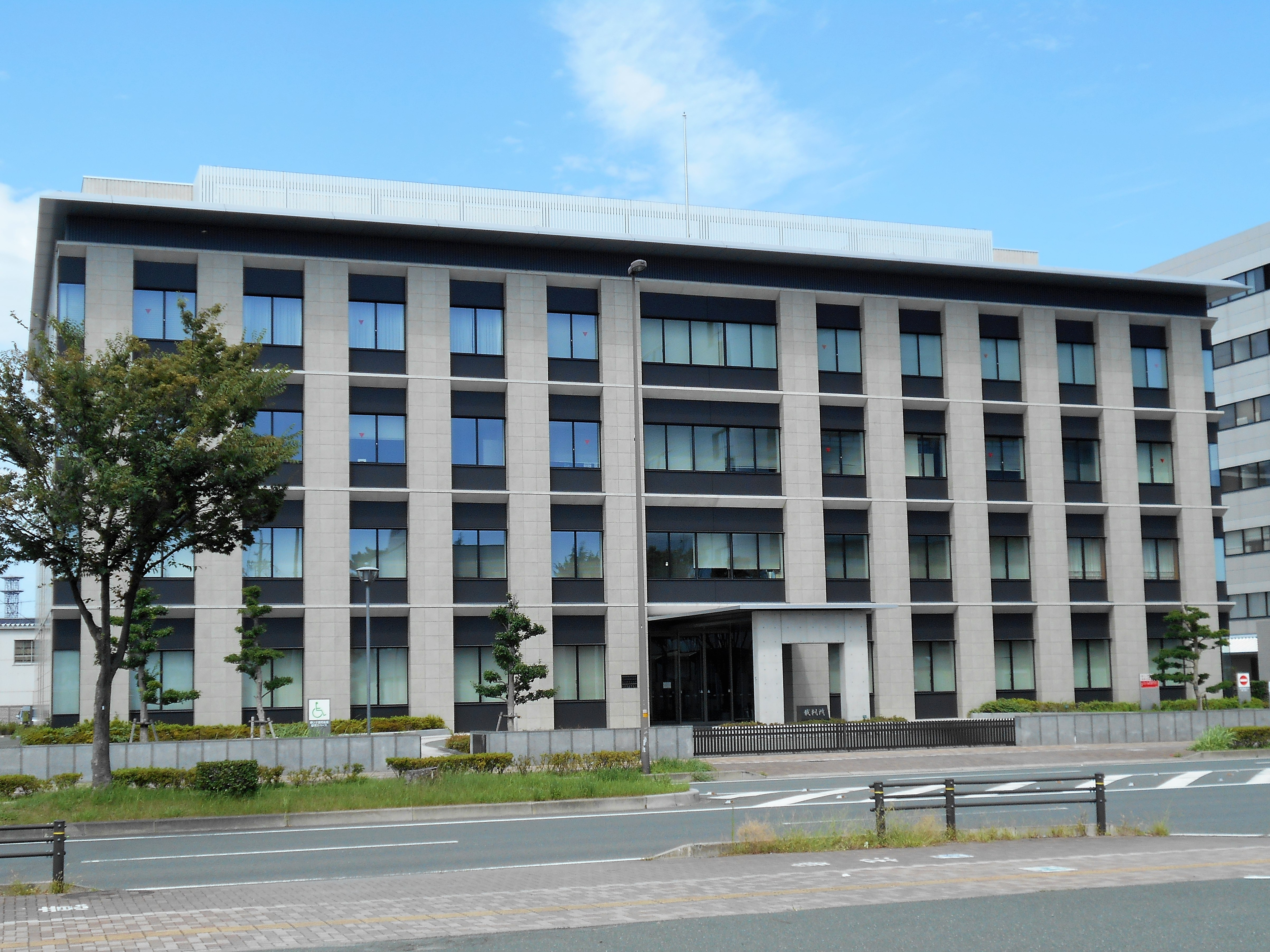
名古屋地方裁判所豊橋支部

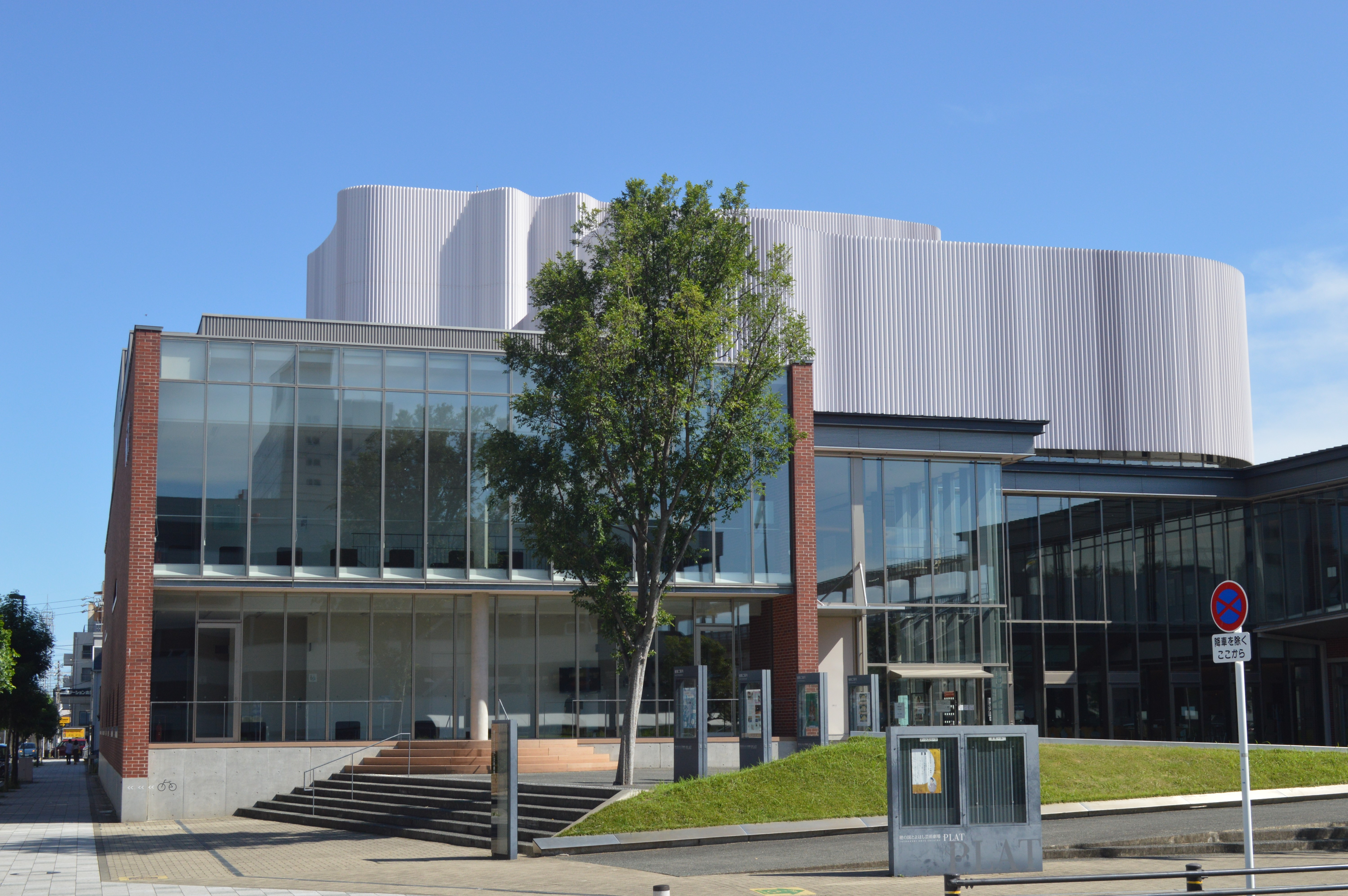
穂の国とよはし芸術劇場PLAT

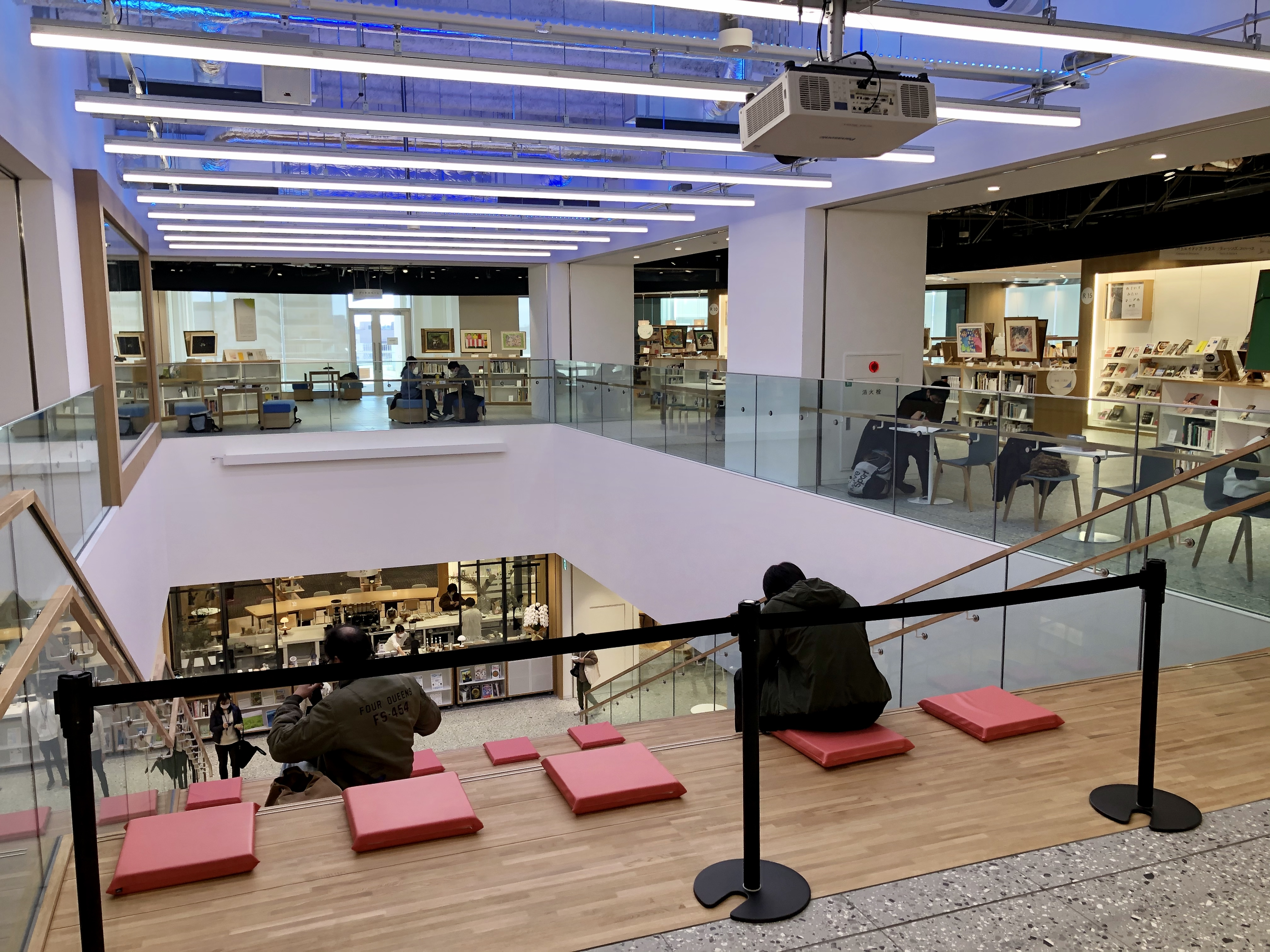
豊橋市まちなか図書館

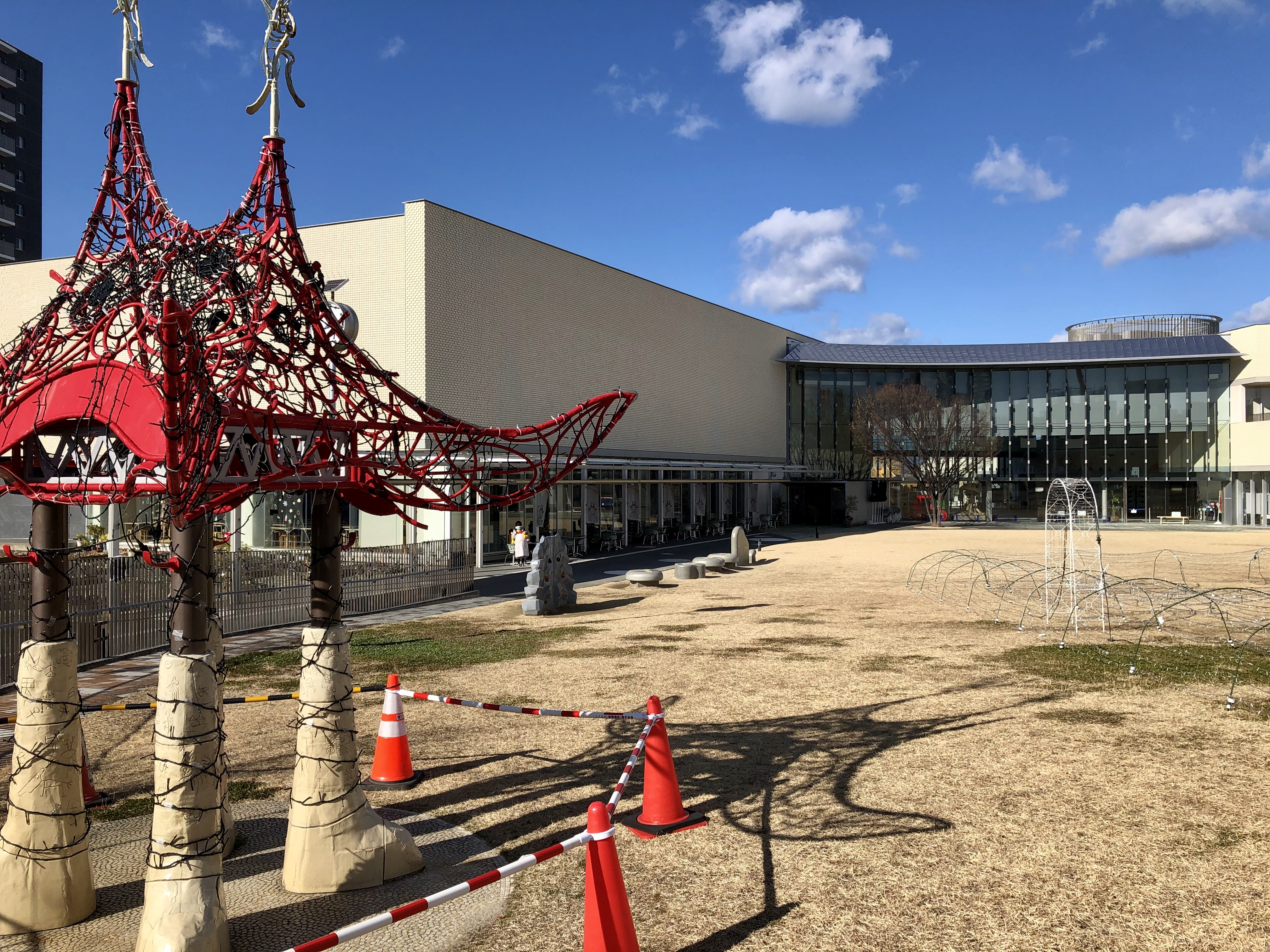
豊橋市こども未来館

### 国家機関

#### 厚生労働省
- 豊橋労働基準監督署
- 豊橋公共職業安定所（ハローワーク豊橋）
  - 豊橋地方合同庁舎1階
  - 大国ビル庁舎2階（豊橋外国人職業相談センター・豊橋学生等就職支援コーナー）

#### 国土交通省
- 中部地方整備局
  - 豊橋河川事務所
  - 東海幹線道路調査事務所
  - 三河港湾事務所
- 中部運輸局愛知運輸支局
  - 豊橋自動車検査登録事務所
- 第四管区海上保安本部三河海上保安署

#### 財務省
- 税関
  - 名古屋税関豊橋税関支署

国税庁
- - 名古屋国税局豊橋税務署

#### 農林水産省
- 東海農政局
  - 東海農政局豊橋地域センター

#### 防衛省
- 自衛隊愛知地方協力本部
  - 豊橋地域事務所

#### 法務省
検察庁はすべて豊橋市大国町111番地の「豊橋合同庁舎」の最上階である。
検察庁
- 名古屋地方検察庁 豊橋支部
  - 豊橋区検察庁
- 名古屋法務局豊橋支局[注釈 2]

出入国在留管理庁
- 名古屋出入国在留管理局 豊橋港出張所

中部矯正管区
- 名古屋刑務所豊橋刑務支所（豊橋市今橋町15番地）

#### 裁判所
3つの裁判所が同じ庁舎に存在する。所在地は豊橋市大国町110番地。地方裁判所と家庭裁判所の豊橋支部の管轄範囲は、豊橋市、豊川市、蒲郡市、新城市、田原市、北設楽郡である。また簡易裁判所の管轄は豊橋市、豊川市、蒲郡市、田原市である。
- 名古屋地方裁判所豊橋支部
- 名古屋家庭裁判所豊橋支部
- 豊橋簡易裁判所

### 県政機関
- 東三河総合庁舎
  - 〒440-8515 豊橋市八町通五丁目4番地（交通アクセス）
  - 東三河総局が置かれ、「愛知県東三河県庁」の中核を担っている。

#### 警察
- 愛知県豊橋警察署（豊橋市八町通三丁目8番地）

交番
- 下地交番（下地町）
- 牛川交番（牛川通1丁目）
- 多米交番（多米西町3丁目）
- 岩田交番（東岩田1丁目）
- 二川交番（大岩町）
- 飯村交番（飯村北5丁目）
- つつじが丘交番（佐藤3丁目）
- 西幸交番（西幸町）
- 高師交番（西高師町）
- 南稜交番（大清水町）
- 牟呂交番（神野新田町）
- 吉田方交番（高洲町）
- 旭東田交番（東田町）
- 向山交番（向山町）
- 南部交番（富本町）
- 羽田交番（羽根井西町）
- 豊橋駅前交番（花田町）
- 東陵交番（緑ヶ丘1丁目）

駐在所
- 賀茂駐在所（賀茂町）
- 平野駐在所（石巻平野町）
- 玉川駐在所（石巻本町）
- 谷川駐在所（中原町）
- 東細谷駐在所（東細谷町）
- 小松原駐在所（小松原町）
- 野依駐在所（野依町）
- 伊古部駐在所（伊古部町）
- 杉山駐在所（杉山町）
- 老津駐在所（老津町）
- 大崎駐在所（大崎町）
- 前芝駐在所（前芝町）

### 消防
本部
- 豊橋市消防本部（豊橋市役所内）

消防署
- 豊橋市中消防署（豊橋市東松山町23番地）
  - 東分署
    - 前芝出張所
    - 石巻出張所
- 豊橋市南消防署（豊橋市曙町字南松原118番地）
  - 西分署
    - 二川出張所
    - 大清水出張所

### 医療・福祉
主な病院
- 豊橋市民病院（青竹町）
- 国立病院機構豊橋医療センター（飯村町）
- 豊橋ハートセンター
- 福祉村病院
- 成田記念病院
- 光生会病院
- 岩屋病院
- 積善病院

保健所
- 豊橋市保健所「ほいっぷ」（中野町）

### 郵便局
主な郵便局（集配局）
- 豊橋郵便局
- 豊橋南郵便局
- 石巻郵便局
- 小坂井郵便局（豊川市）

### 文化施設
- アイプラザ豊橋（旧愛知県豊橋勤労福祉会館）
- 穂の国とよはし芸術劇場PLAT
- 豊橋市民文化会館
- 豊橋市公会堂
- 豊橋市視聴覚教育センター
- ライフポートとよはし
- ポートインフォメーションセンター「カモメリア」
- こども未来館「ここにこ」
- りすぱ豊橋（温泉プール、露天風呂、サウナ、トレーニングルームなど）
- 豊橋市図書館（組織）
  - 豊橋市中央図書館
  - 豊橋市向山図書館
  - 豊橋市大清水図書館
  - 豊橋市まちなか図書館

### 運動施設
- 岩田運動公園内
  - 豊橋市民球場
  - 豊橋市民球技場
  - 豊橋市民庭球場
- 豊橋公園内
  - 陸上競技場
  - 豊橋球場
  - 武道会館
- 豊橋総合スポーツ公園内
  - 豊橋市総合体育館
  - アクアリーナ豊橋（5 - 9月：屋内プール、11 - 3月：屋内スケート場））
- 豊橋競輪場

## 経済
| 豊橋商工会議所 |  | 豊橋市役所から見た中心業務地区（CBD） |
| 豊橋商工会議所 |  | 豊橋市役所から見た中心業務地区（CBD） |

かつては製糸・紡績業が盛んだった。1927年時点の製糸生産高は長野県諏訪郡平野村（現在の岡谷市）に次いで全国第2位であり、大正・昭和戦前期には工業生産高の60-80%を製糸業が占めていた。岡谷市や群馬県前橋市などとともに代表的な製糸都市であり、『豊橋音頭』には「三州豊橋糸の町」と唄われている。また、1996年まで豊橋乾繭取引所があった。

### 第一次産業

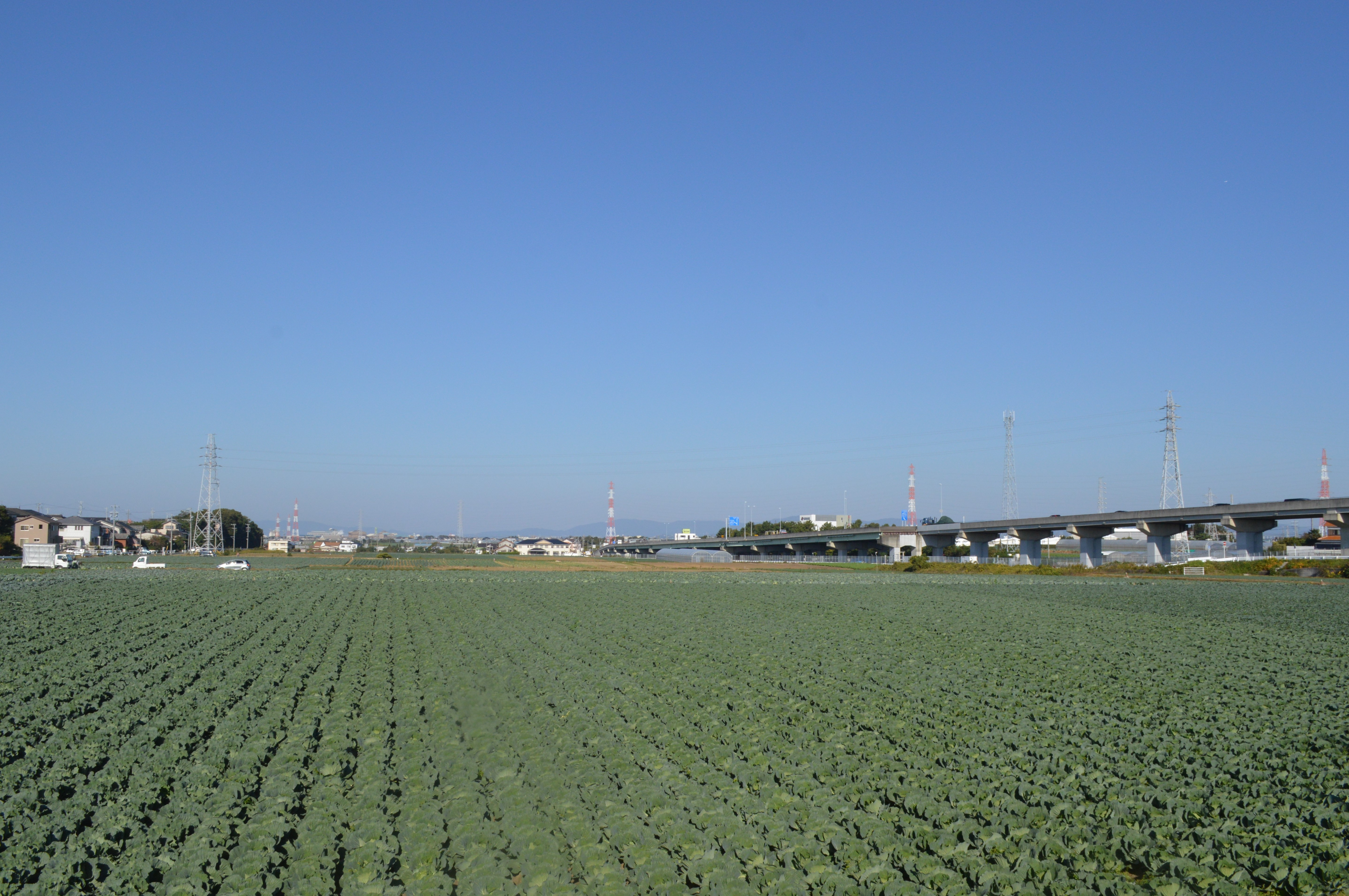
大清水町にあるキャベツ畑

#### 農業
市南部は畑が多く、キャベツ、白菜、トマトなど、露地または施設における野菜の栽培が盛んであり、牛、豚、鶏などの畜産も行われている。市西部は水田が多く、稲作を中心としながら露地や施設の園芸が行われている。市北部では柿、なし、ぶどうなどの果樹栽培が盛んである。
ちくわや寒天ゼリーといった加工食品も多く生産されている。
農業産出額（農業粗生産額）では1967年（昭和42年）から2004年（平成16年）まで全国の自治体で第1位だった

が2006年の農業産出額は474億円と、724億円の田原市に次いで愛知県第2位・全国第6位と低下している。
主な農産物
- いちご - 章姫、とちおとめ、紅ほっぺなど。
- いちじく
- エディブル・フラワー（食用花）  - 生産量日本一
  - 金魚草、食用菊、ビオラ、トレニア、バラなど。
- 大葉 - 生産量日本一
- 柿 - 次郎柿、富有柿など。次郎柿の生産は日本一。
- カリフラワー
- キャベツ - 生産量全国2位
- 米 - コシヒカリ、あいちのかおり、龍の瞳、女神のほほえみなど。
- さやえんどう - 生産量愛知県内1位
- スイカ - 天伯スイカ
- スナップえんどう
- セロリ
- 玉ねぎ
- 茶 - せん茶
- チンゲン菜
- とうがん - 生産量全国第2位
- とうもろこし - スイートコーン
- トマト - 麗（れい）、美（び）、愛（めぐみ）、ファーストトマトなど。
- なし - 幸水、豊水、新高、あきづきなど。
- なす - 生産量愛知県内1位。千両なすなど。
- ねぎ  - 葉ネギ、白ネギ
- 白菜
- ぶどう - 巨峰、シャインマスカット、クインニーナ、デラウェアなど。
  - 種無し巨峰は豊橋の農家が初めて開発[45]。
- ブロッコリー
- メロン
- みかん
- ミニトマト - 麗（れい）、美（び）、愛（めぐみ）、あまえぎみなど。
- 桃 - 勘助桃など。
- ラディッシュ - 生産量日本一
- レタス - サニーレタスは豊橋市が発祥[46]
- レモン

#### 漁業
主な漁業
- うなぎ - 「豊橋うなぎ」として商標登録されブランド化されている[47]。

魚市場
- 豊橋魚市場

#### 畜産業
主な畜産業
- うずら卵 - 生産量日本一
- 牛肉 - 黒潮牛、みかわ牛
- 牛乳
- 鶏卵
- 鶏肉 - 名古屋コーチン、うずら肉
- 豚肉 - みかわポーク

#### 林業
- きのこ -マイタケ
- 三河材

### 第二次産業

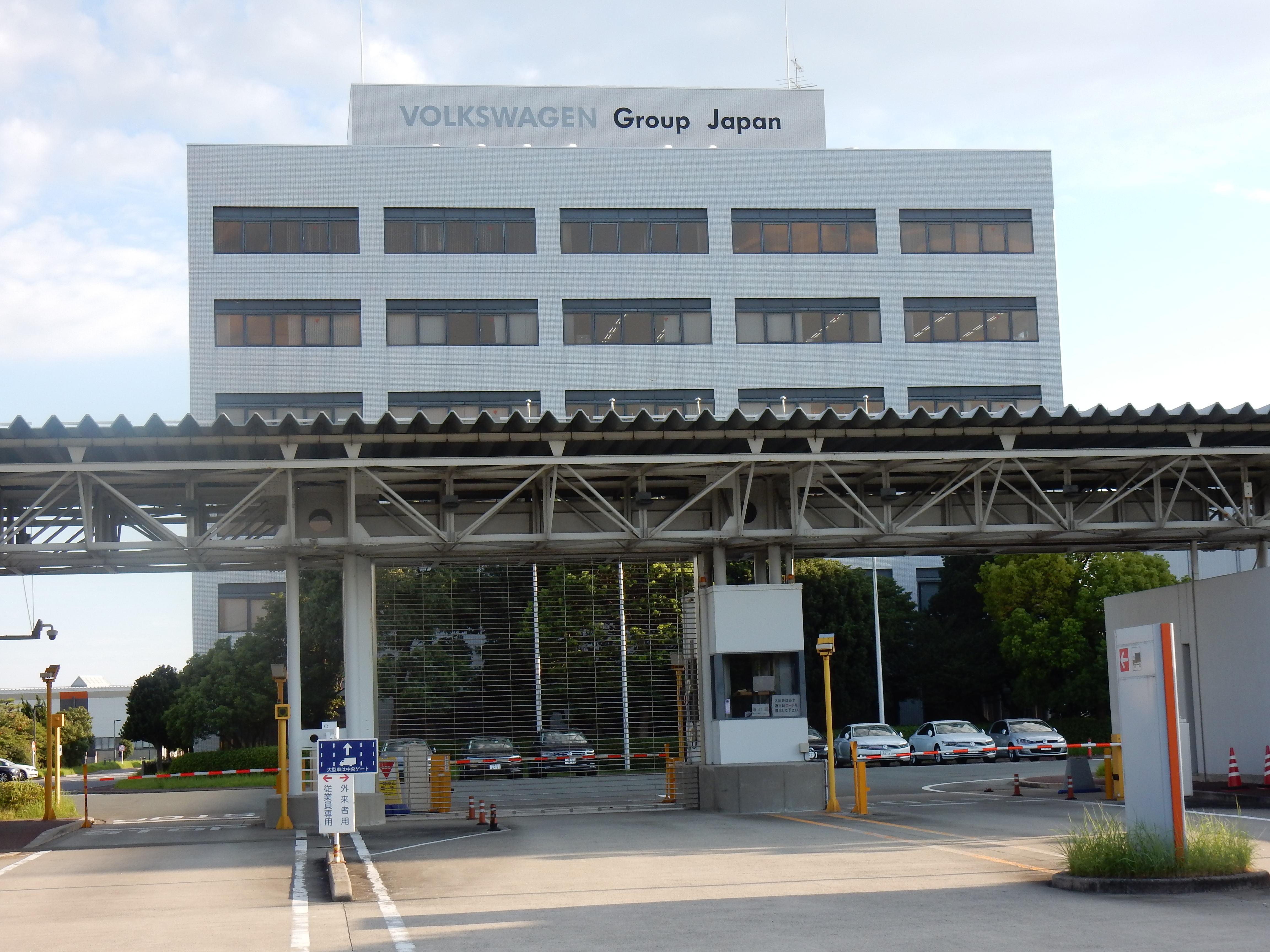
豊橋市に拠点を置くフォルクスワーゲングループジャパン本社

#### 工業
主な工業施設
※三河港明海付近の工業施設に関しては、明海町を参照。
- 三菱ケミカル豊橋事業所
- 日東電工豊橋事業所
- シンフォニア テクノロジー（旧社名：神鋼電機）豊橋工場
- 伊藤ハム豊橋工場
- アスモ豊橋工場
- 有楽製菓豊橋夢工場（ブラックサンダー）

港湾施設

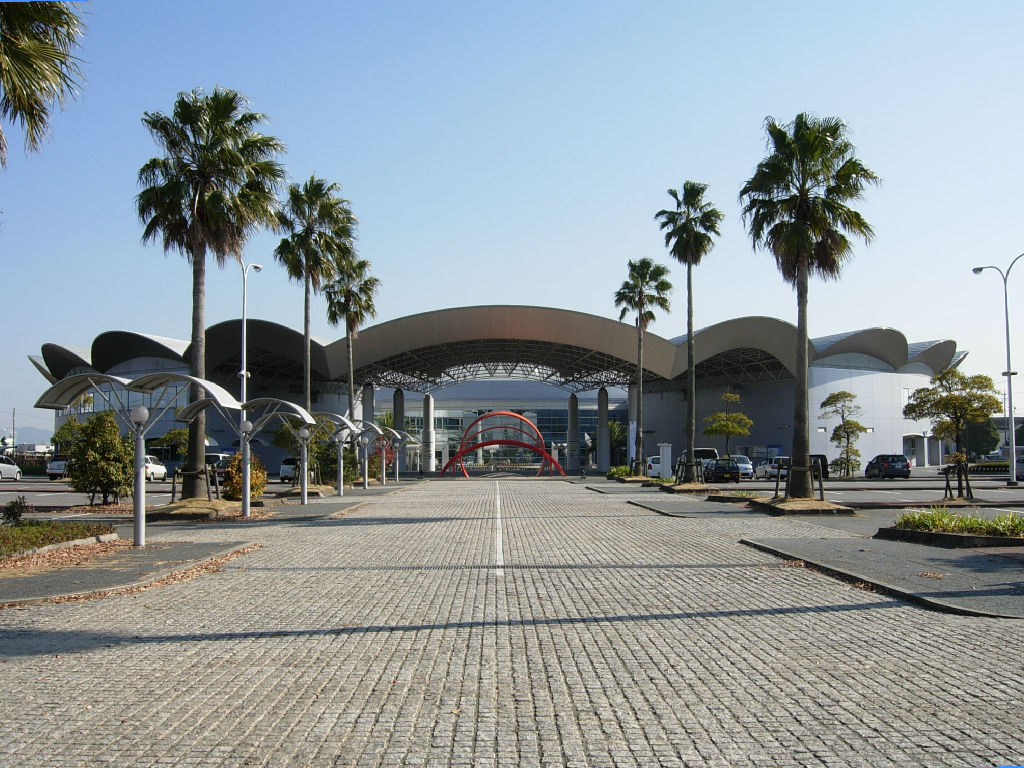
ライフポートとよはし（豊橋港）

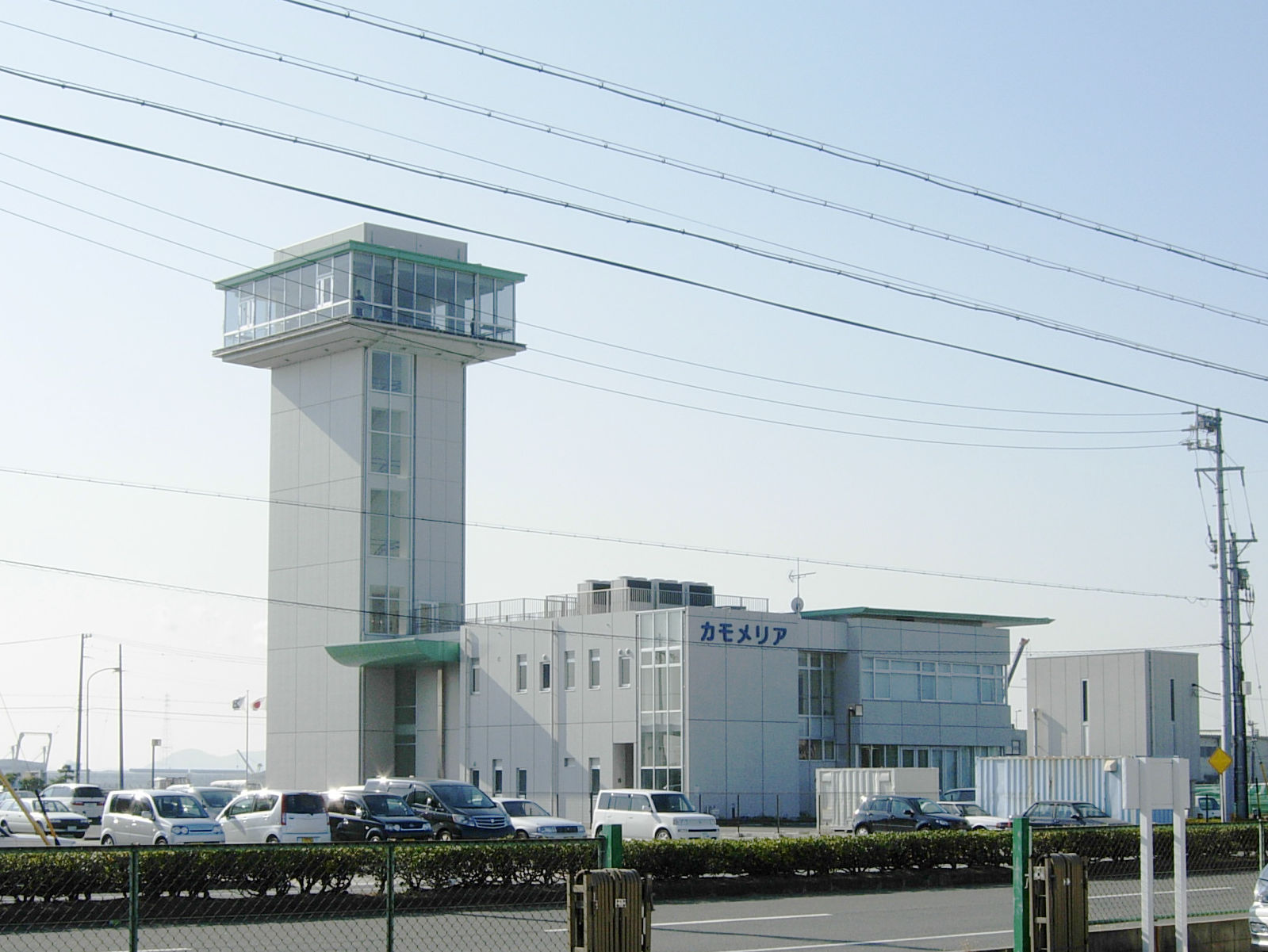
カモメリア（神野埠頭）

豊橋を中心とした三河港は国内屈指の国際貿易港である。特に自動車の輸出入は金額・台数とも全国トップクラスであり、ドイツのブレーマーハーフェン港と並ぶ自動車輸出入港である。
取り扱われている自動車メーカー
- 輸出
  - トヨタ
  - 三菱自動車
  - スズキ
- 輸入
  - フォルクスワーゲン
  - アウディ
  - ポルシェ
  - ベントレー
  - ランボルギーニ
  - フィアット
  - アルファロメオ
  - クライスラー
  - プジョー
  - シトロエン
  - フォード
  - ボルボ

### 第三次産業

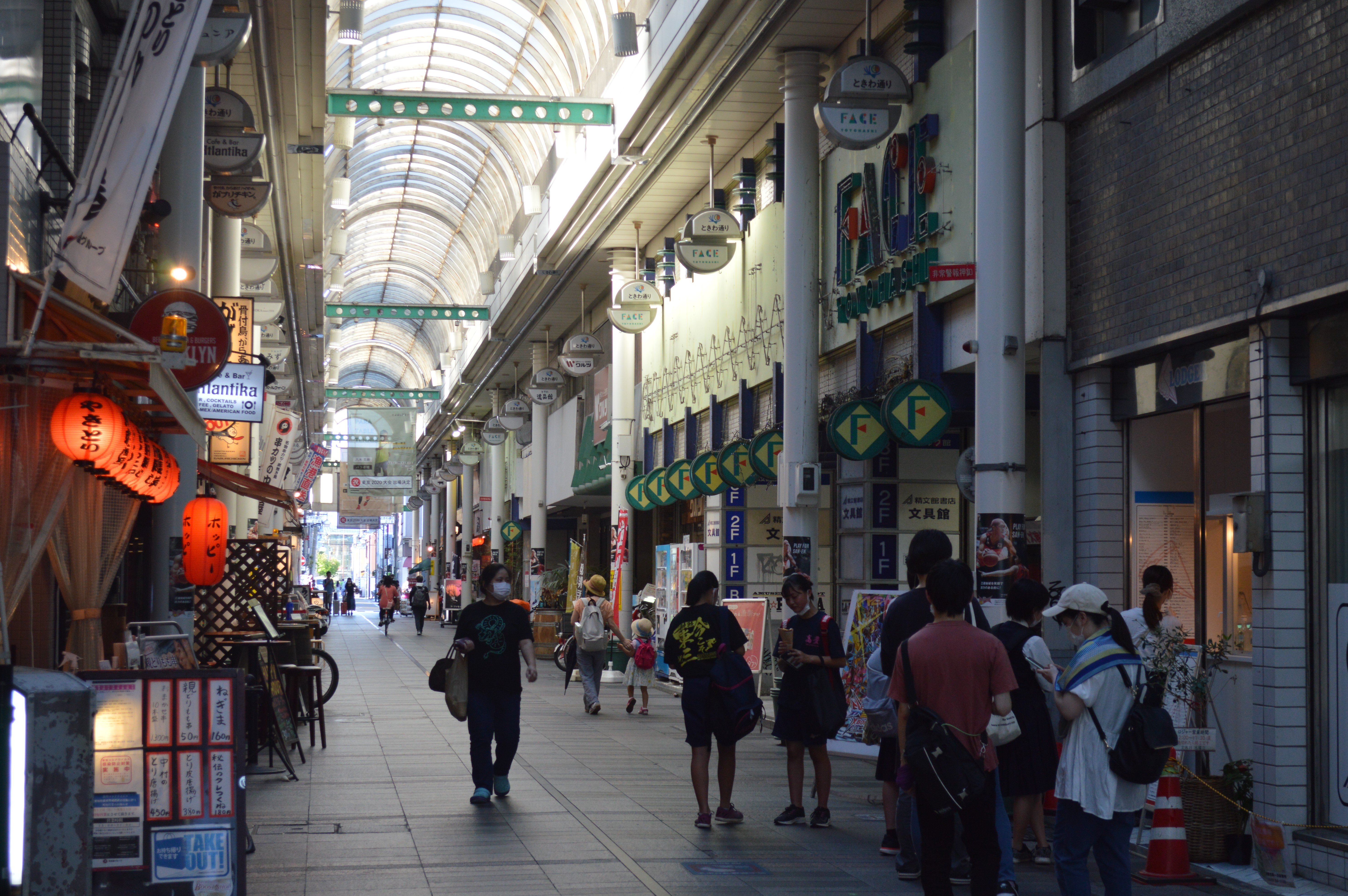
ときわ通り商店街

#### 商業
主な商業施設
豊橋駅周辺
- 豊橋駅ビルカルミア
- ホテルアソシア豊橋
- ヤマナカ豊橋フランテ館
- ココラアベニュー
- ココラフロント
  - ホテルアークリッシュ豊橋
- 開発ビル「パセオ」
- 精文館書店本店
- emCAMPUS

向山町、柳生橋駅周辺
- アピタ向山店
- 向山フォレスタ
- バロー豊橋店

藤沢町、橋良町
- ホリデイ・スクエア（総合商業施設）
  - ロワジールホテル豊橋
  - MEGAドン・キホーテ豊橋店
  - エックスボール豊橋店
  - ユナイテッド・シネマ豊橋18
- イオンタウン豊橋橋良
  - マックスバリュ豊橋橋良店
- ヤマダデンキテックランド豊橋店

神野新田町
- コジマ×ビックカメラ豊橋店
- ドミー神野店
- ジャンボエンチョー豊橋店
- ニトリ豊橋店

野依町、大清水駅周辺
- 豊橋南ショッピングセンター
  - イオン豊橋南店
- 豊橋南プラザ
  - マックスバリュ豊橋南店
  - カーマ21豊橋南店

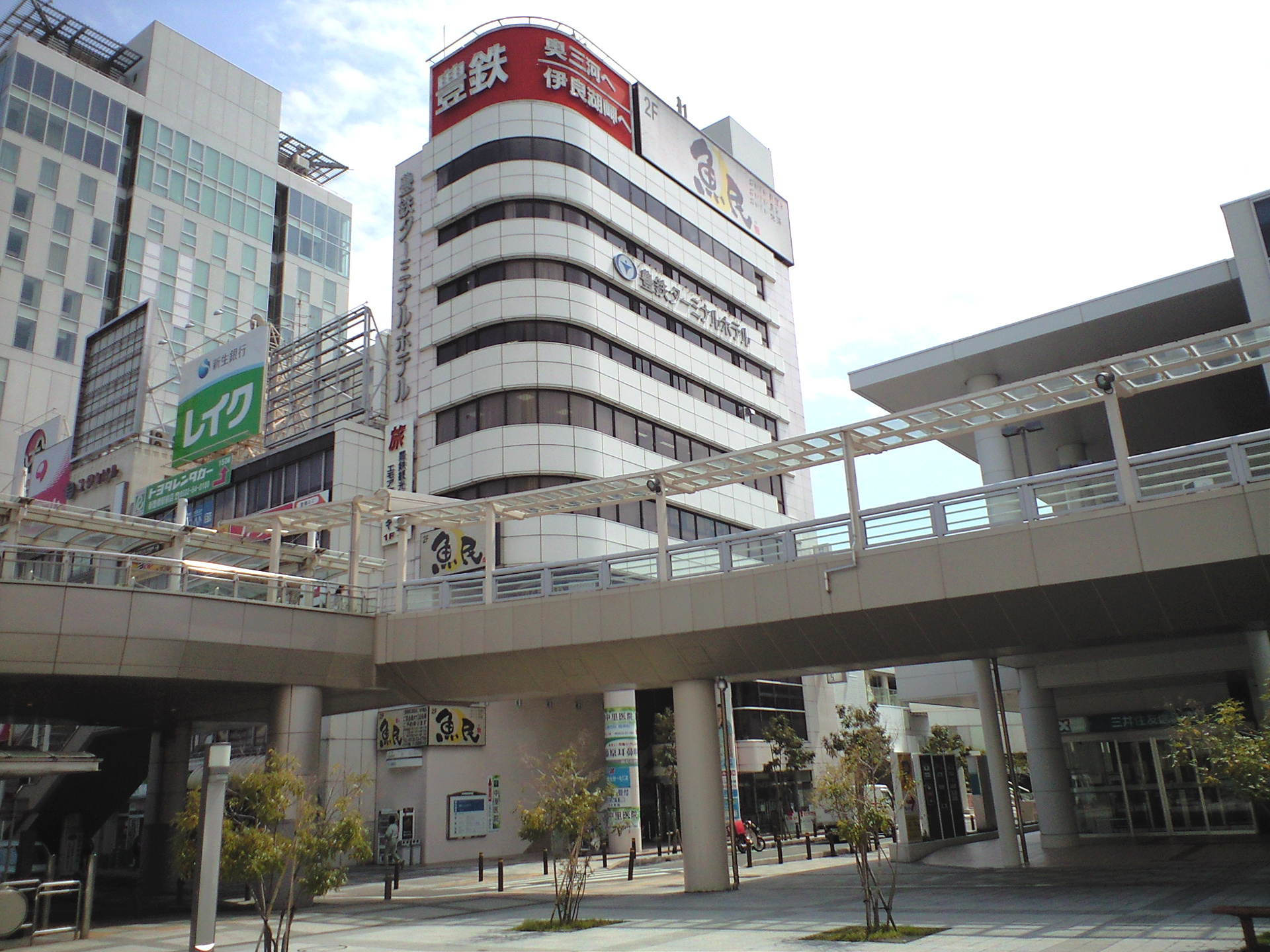
豊鉄ターミナルホテル

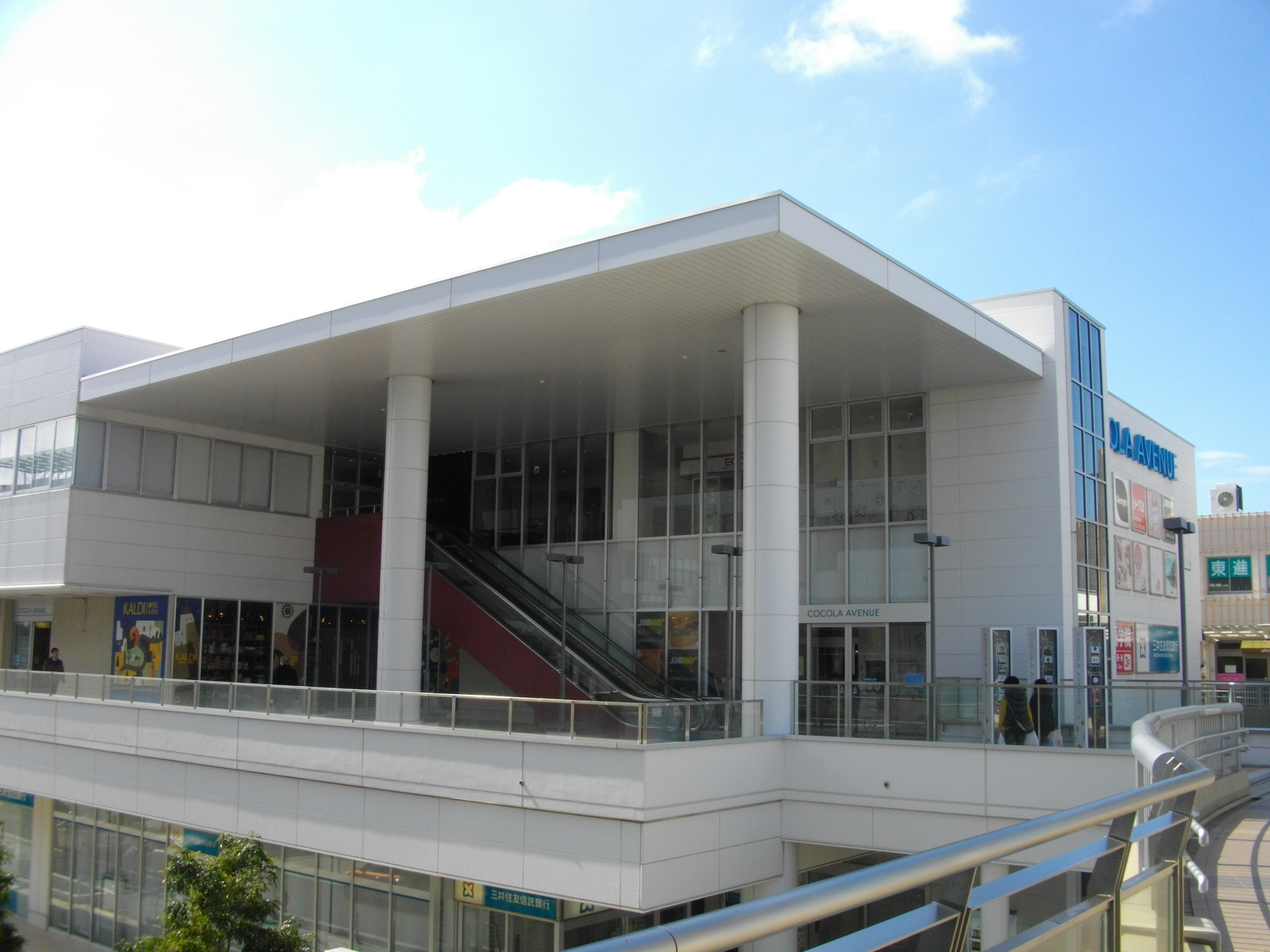
ココラアベニュー

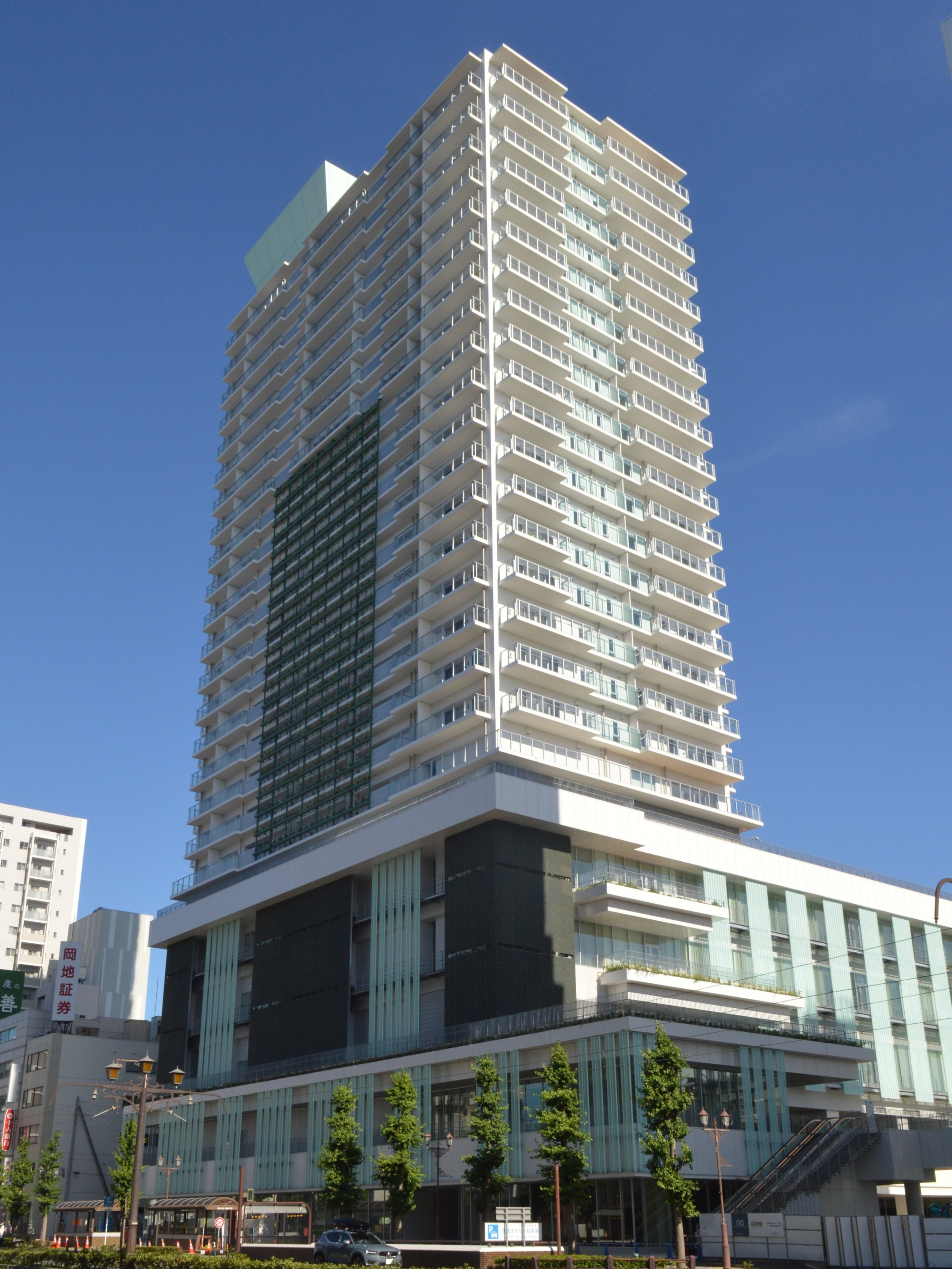
emCAMPUS

  - ファッションセンターしまむら豊橋南プラザ店
  - スギ薬局豊橋南店

### 本社を置く企業
飲食関係
- 物語コーポレーション（焼肉きんぐ、一番カルビ、丸源ラーメンなど）
- キャナリィ・ロウ
- 甲羅（甲羅本店、赤から、カルビ一丁など）
- 菜飯田楽 きく宗

食品関係
- 井村屋フーズ（アイスクリーム、ぜんざいなど）
- お亀堂（あんまき、団子、餅など）
- 杉本屋製菓（まけんグミ、寒天ゼリーなど）
- 東海漬物（きゅうりのキューちゃんなど）
- 金城製菓（寒天ゼリー）
- 中央製乳（牛乳、ヨーグルト、プリン、アイスなど）
- 東豊製菓（ポテトフライ）
- 豊橋農業協同組合（農協）
- 永井海苔
- 豊和食品（アイス製造）
- ボンとらや（ピレーネ、ケーキ、あんぱんまんじゅうなど）
- 丸鶏鶏卵（鶏卵）
- みかわ大国堂（ゼリー、わらび餅、バウムクーヘンなど）
- ヤマサちくわ
- 若松園（ゆたかおこし、黄色いゼリーなど）

自動車関係
- 東愛知日産自動車（自動車販売）
- フォルクスワーゲングループジャパン（自動車輸入販売）
- 豊橋三菱ふそう自動車販売（自動車販売）
- 武蔵精密工業（自動車部品）

製造関係
- アーレスティ（アルミダイカスト製品など）
- アイセロ（包装用防錆フィルムなど）
- 川田模型（プラモデル）
- 樹研工業（プラスチック製小型精密部品）
- 新来島豊橋造船（造船業）
- 日東電工ベースマテリアル（テープの生産・梱包）
- 日東電工ひまわり（両面テープ、ビニールテープなど）
- ファインモールド（プラモデル）
- 本多電子（超音波応用機器）
- 宮川工機（プレカット加工機）

繊維関係
- くればぁ（マスク、メッシュ加工企画製品）

小売関係
- サンヨネ（スーパーマーケット）
- シバタ（スーパーマーケット「パワーズ」、たつみストアーなど）
- 精文館書店（書籍販売）
- デライト（スーパーマーケット「クックマート」）
- ニューライフフジ（スーパーマーケット）
- 豊川堂（書籍販売）

その他
- 大木家（パチンコ運営、飲食業など）
- 大陽出版（印刷、製本業）
- 豊橋魚市場（卸売業）
- 豊橋信用金庫（銀行業）
- 豊橋商工信用組合（銀行業）
- 豊橋鉄道（鉄道、バス、タクシー、観光業、建設業など）
- サーラグループ（電気・ガス、建設業、動物用医療品、自動車関連事業など）
- 東雲座カンパニー（イベント企画、出版業）
- 大仙（建設業）
- 中部（建設業）
- 東海交通（運輸業）
- 豊橋ケーブルネットワーク（情報・通信業）
- 豊橋交通（運輸業）
- 日本ジュース・ターミナル（倉庫、運輸業）
- 名豊観光（パチンコ運営）
- プールス（おしぼり機器販売）
- ユタカサービスグループ（自動車学校、自動車販売・整備、飲食店など）
- 夢コーポレーション（パチンコ運営）
- ヨシダ交通（運輸業）
- ワルツ（コーヒー豆卸売業、飲食店）

### 拠点を置く主要企業
- 日本通運　 豊橋支店
- 愛知県経済農業協同組合連合会　東三河センター
  - 食肉部 豊橋営業所（東三河食肉流通センター内）

## 情報・生活

### マスメディア
豊橋に拠点を置くマスメディアは、テレビ局1社、FM局1社、新聞社2社である。なお、名古屋に本社のあるメディアの中日新聞社、東海テレビ放送、CBCテレビ、名古屋テレビ放送、中京テレビ放送、東海ラジオ放送（一度撤退したが、2011年頃に再び「三河支局」の名で設置した）及びNHKは市内～三河地域の取材・営業拠点等の業務のため、支社・支局を置いている。なおその他の新聞社（朝日新聞社、毎日新聞社、読売新聞中部支社、日刊工業新聞社、静岡新聞社、静岡放送）も置いているところがある。
名古屋の放送局は豊橋中継所を設置している。かつてはCBCラジオが豊橋放送局内に設置した「向山スタジオ」から独自放送を行っていたが、2001年（平成13年）3月にスタジオを閉鎖した。また、東海ラジオも2000年（平成12年）頃まで豊橋放送局独自の番組を放送していた。

#### 新聞社
- 中日新聞社豊橋総局
- 中部経済新聞社三遠支局
- 東海日日新聞社
- 東愛知新聞社
- 朝日新聞名古屋本社豊橋支局
- 毎日新聞中部本社豊橋支局
- 読売新聞東京本社（中部支社）豊橋支局
- 静岡新聞社豊橋支局

#### 放送局
ケーブルテレビ局
- 豊橋ケーブルネットワーク（ティーズ）

ラジオ放送
詳細は“豊橋中継局”を参照。
AM放送
- NHK名古屋第1 豊橋 1161kHz/名古屋 729kHz
- NHK名古屋第2 豊橋 1359kHz/名古屋 909kHz
- CBCラジオ 豊橋 1485kHz/CBCラジオ長島送信所1053kHz
- 東海ラジオ 豊橋 864kHz/東海ラジオ放送七宝送信所1332kHz

FM放送（県域局及び外国語放送）
親局送信設備については東山タワーを参照。
- NHK名古屋FM 豊橋 85.3MHz/名古屋 82.5MHz
- エフエム愛知（FM AICHI） 豊橋 81.3MHz/名古屋 80.7MHz
- ZIP-FM 豊橋 77.1MHz/名古屋 77.8MHz

いずれも空中線電力50W。
FM放送（コミュニティFM局）
- エフエム豊橋（FMやしの実） 84.3MHz

#### 中継局
「本宮山」（岡崎市・旧額田町）の山頂に豊橋中継局（テレビ、FMラジオ）が設置されている。テレビは場所によっては二川中継所や田原中継所を利用する。AMラジオの豊橋中継所は豊橋市内に有る。

### ライフライン

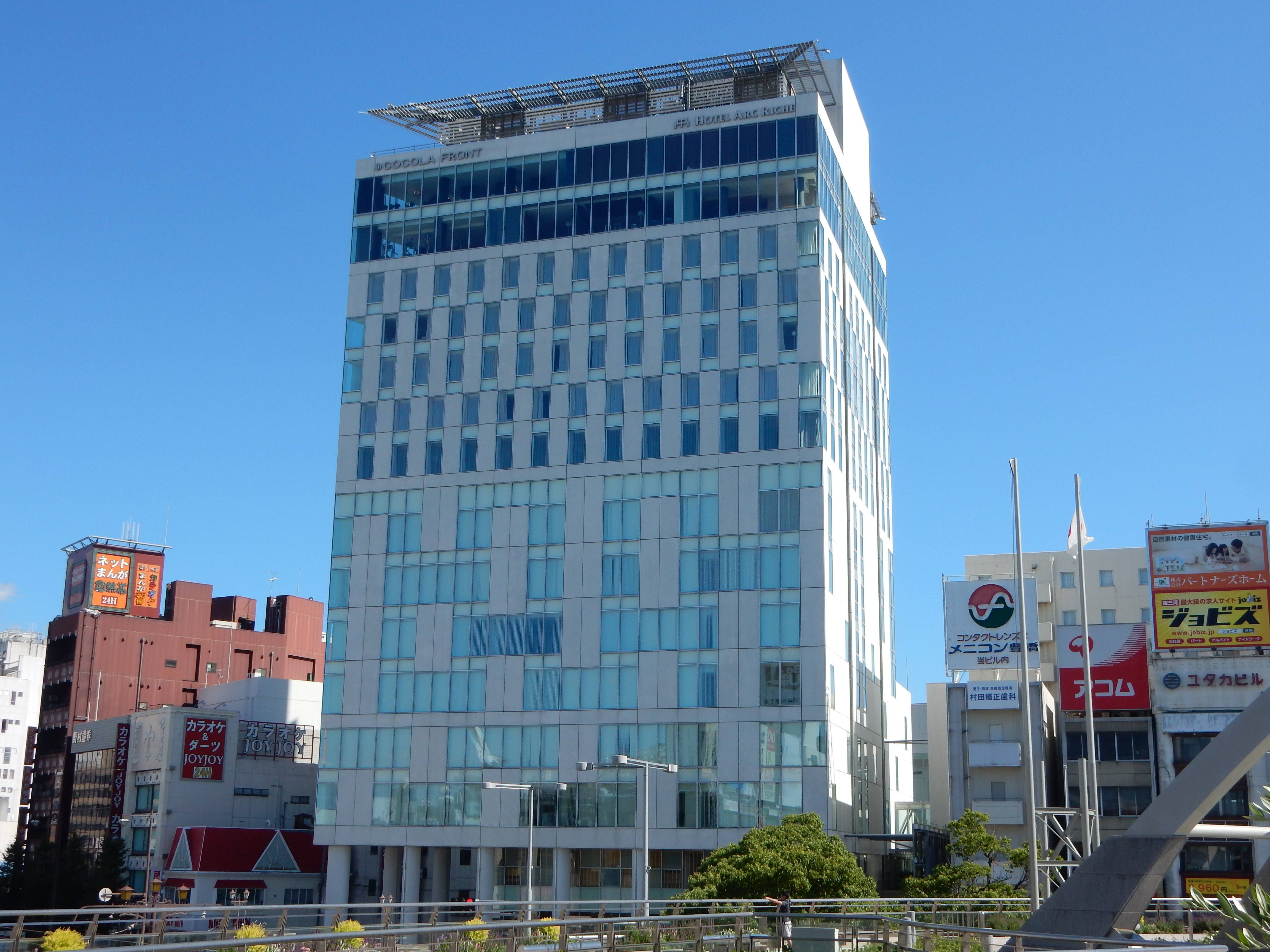
サーラエナジー本社の入るココラフロント

#### 電力
- 中部電力（中部電力パワーグリッド）

#### ガス
- サーラエナジー

#### 上下水道
- 愛知県企業庁
- 豊橋市上下水道局

#### 電信
- 西日本電信電話（NTT西日本）- NTT西日本-東海三河支店（NTTビジネスソリューションズ）
  - 市外局番は市内全域で0532（豊橋MA）が使用される。
  - 同じ0532のエリア（豊橋市全域、豊川市三上町）ならびに0533のエリア（豊川市の大部分、蒲郡市）とは市内料金で通話が可能である。

## 教育

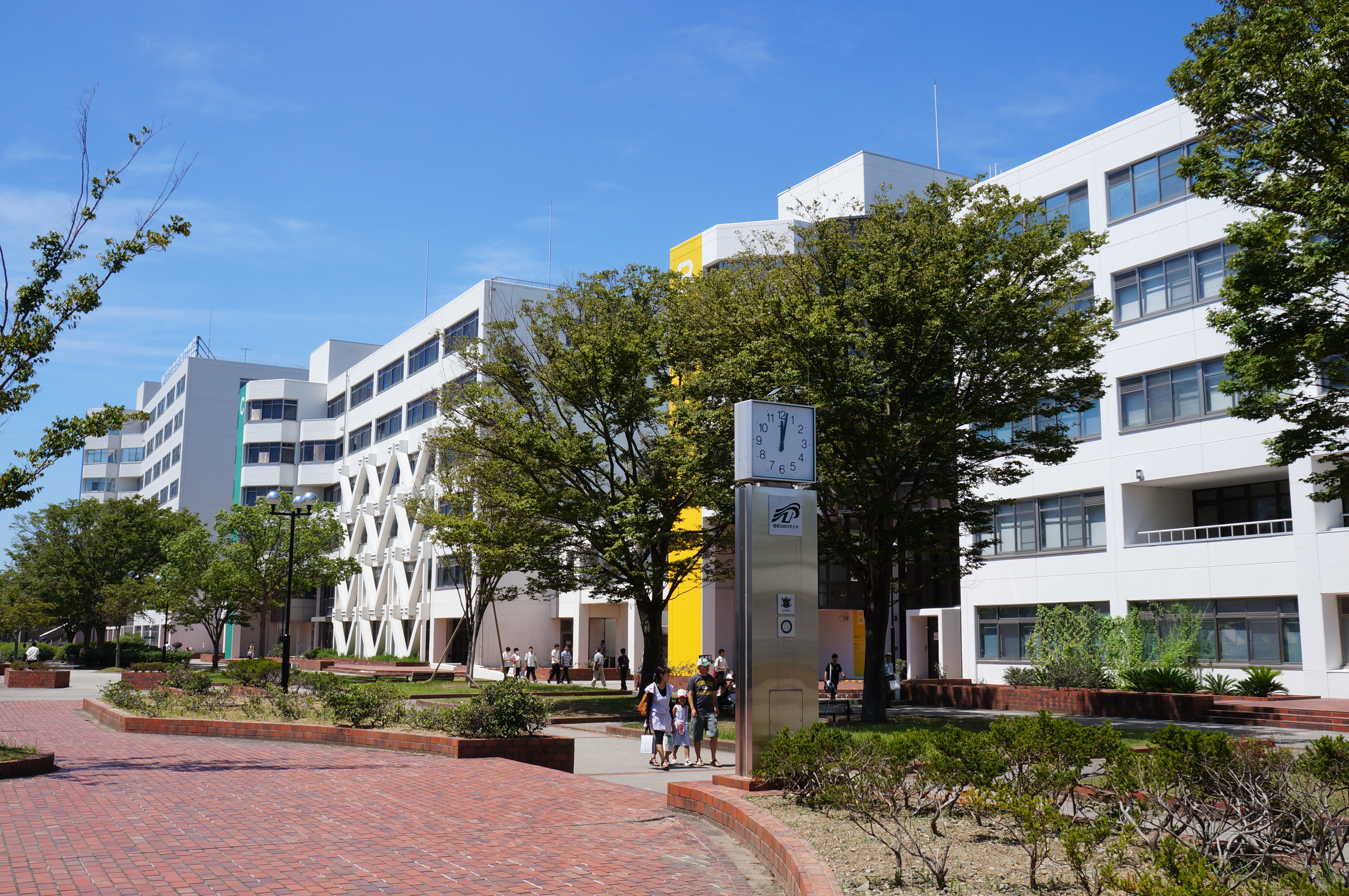
豊橋技術科学大学

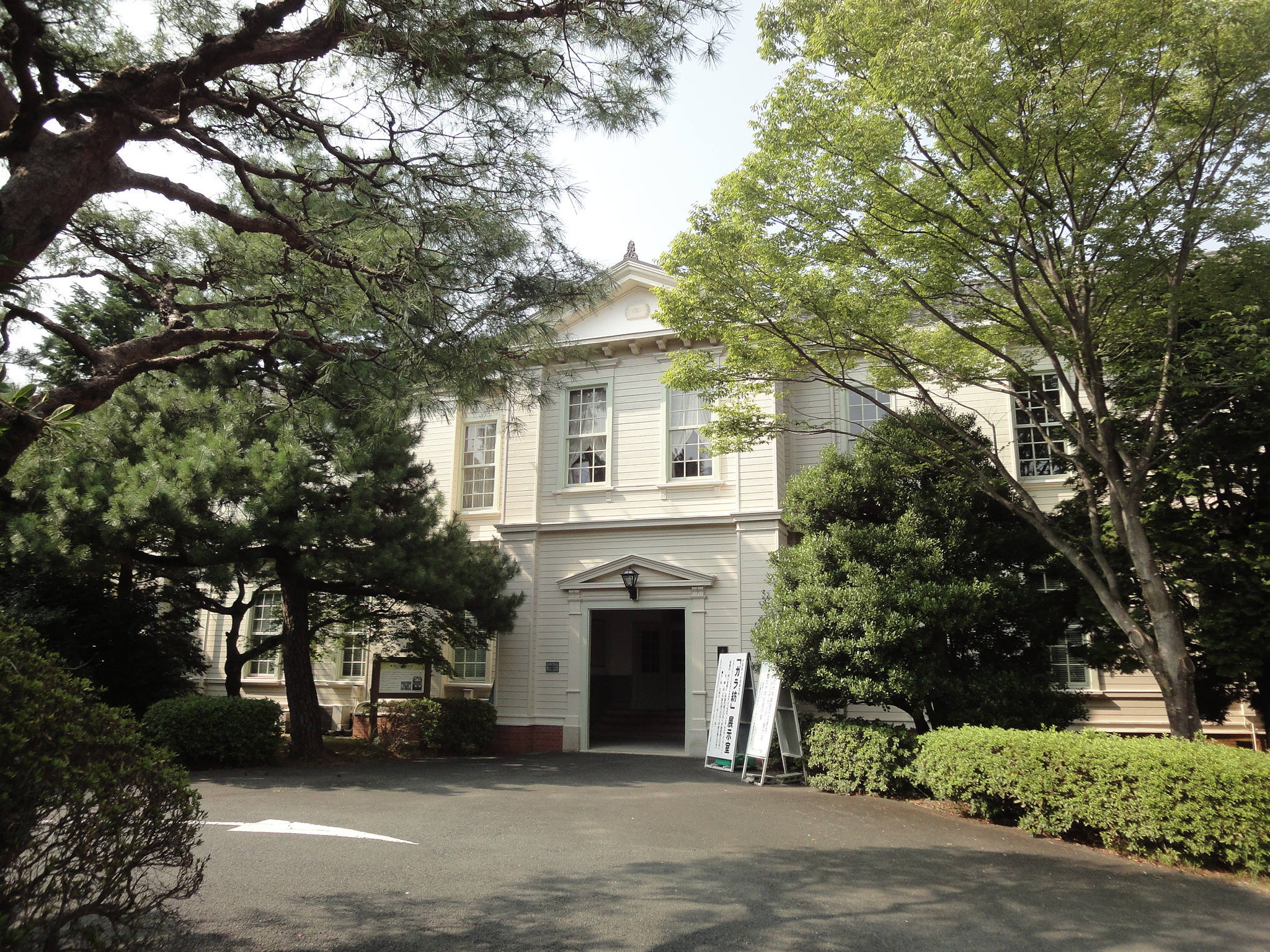
愛知大学

### 大学
国立
- 豊橋技術科学大学

私立
- 愛知大学（豊橋キャンパス）
- 豊橋創造大学

### 短期大学
私立
- 愛知大学短期大学部
- 豊橋創造大学短期大学部

### 専修学校
市立
- 豊橋市立家政高等専修学校
- 豊橋市立看護専門学校

私立
- あいち情報専門学校
- 豊橋調理製菓専門学校
- 豊橋情報ビジネス専門学校
- 東三河看護専門学校

### 高等学校
県立
- 愛知県立時習館高等学校
- 愛知県立豊橋工科高等学校
- 愛知県立豊橋商業高等学校
- 愛知県立豊橋西高等学校
- 愛知県立豊橋東高等学校
- 愛知県立豊橋南高等学校
- 愛知県立豊丘高等学校

市立
- 豊橋市立豊橋高等学校

私立
- 豊橋中央高等学校
- 藤ノ花女子高等学校
- 桜丘高等学校

### 中学校
豊橋市立
- 豊橋市立石巻中学校
- 豊橋市立五並中学校
- 豊橋市立章南中学校
- 豊橋市立青陵中学校
- 豊橋市立高師台中学校
- 豊橋市立高豊中学校
- 豊橋市立中部中学校
- 豊橋市立東部中学校

- 豊橋市立東陽中学校
- 豊橋市立東陵中学校
- 豊橋市立豊岡中学校
- 豊橋市立南部中学校
- 豊橋市立南陽中学校
- 豊橋市立南稜中学校
- 豊橋市立羽田中学校
- 豊橋市立二川中学校

- 豊橋市立豊城中学校
- 豊橋市立北部中学校
- 豊橋市立本郷中学校
- 豊橋市立前芝中学校
- 豊橋市立牟呂中学校
- 豊橋市立吉田方中学校

私立
- 桜丘中学校

### 小学校
豊橋市立
- 豊橋市立旭小学校
- 豊橋市立芦原小学校
- 豊橋市立東田小学校
- 豊橋市立石巻小学校
- 豊橋市立磯辺小学校
- 豊橋市立飯村小学校
- 豊橋市立岩田小学校
- 豊橋市立岩西小学校
- 豊橋市立植田小学校
- 豊橋市立牛川小学校
- 豊橋市立老津小学校
- 豊橋市立大崎小学校
- 豊橋市立大清水小学校

- 豊橋市立大村小学校
- 豊橋市立小沢小学校
- 豊橋市立賀茂小学校
- 豊橋市立下条小学校
- 豊橋市立西郷小学校
- 豊橋市立栄小学校
- 豊橋市立汐田小学校
- 豊橋市立下地小学校
- 豊橋市立新川小学校
- 豊橋市立杉山小学校
- 豊橋市立嵩山小学校
- 豊橋市立鷹丘小学校
- 豊橋市立高師小学校

- 豊橋市立高根小学校
- 豊橋市立谷川小学校
- 豊橋市立玉川小学校
- 豊橋市立多米小学校
- 豊橋市立津田小学校
- 豊橋市立つつじが丘小学校
- 豊橋市立天伯小学校
- 豊橋市立豊南小学校
- 豊橋市立中野小学校
- 豊橋市立野依小学校
- 豊橋市立八町小学校
- 豊橋市立花田小学校
- 豊橋市立羽根井小学校

- 豊橋市立福岡小学校
- 豊橋市立富士見小学校
- 豊橋市立二川小学校
- 豊橋市立二川南小学校
- 豊橋市立細谷小学校
- 豊橋市立前芝小学校
- 豊橋市立松葉小学校
- 豊橋市立松山小学校
- 豊橋市立幸小学校
- 豊橋市立向山小学校
- 豊橋市立牟呂小学校
- 豊橋市立豊小学校
- 豊橋市立吉田方小学校

### 特別支援学校
県立
- 愛知県立豊橋特別支援学校
- 愛知県立豊橋聾学校

市立
- 豊橋市立くすのき特別支援学校

### インターナショナルスクール
ブラジル学校
- カンティーニョ学園 - ブラジル人学校。2006年（平成18年）12月に、県内で初めて「各種学校」の認可を受けた。
- エスコーラ・アレグリア・デ・サベール　豊橋校

朝鮮学校
- 豊橋朝鮮初級学校

### 学校教育以外の施設
- 豊橋市交通児童館

指定保育士養成施設
- 愛知県立保育大学校（平成12年度で閉校）

## 交通

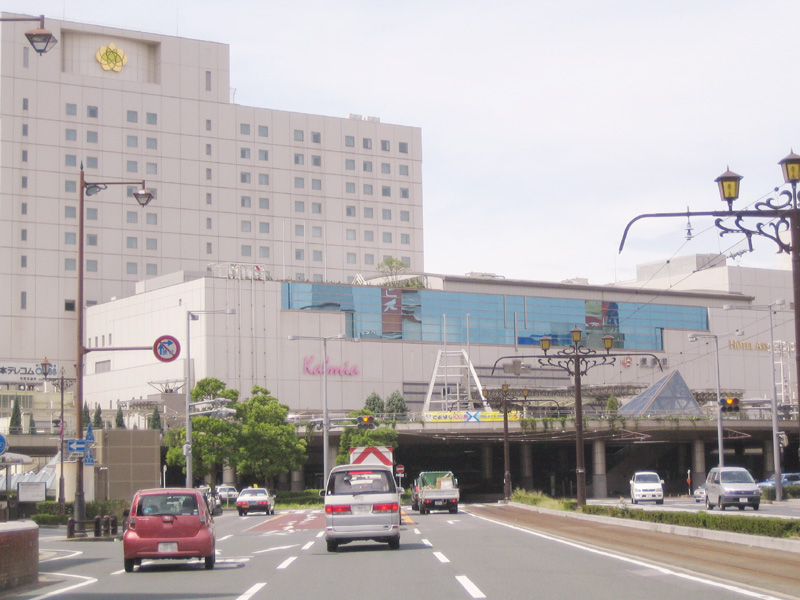
豊橋駅前

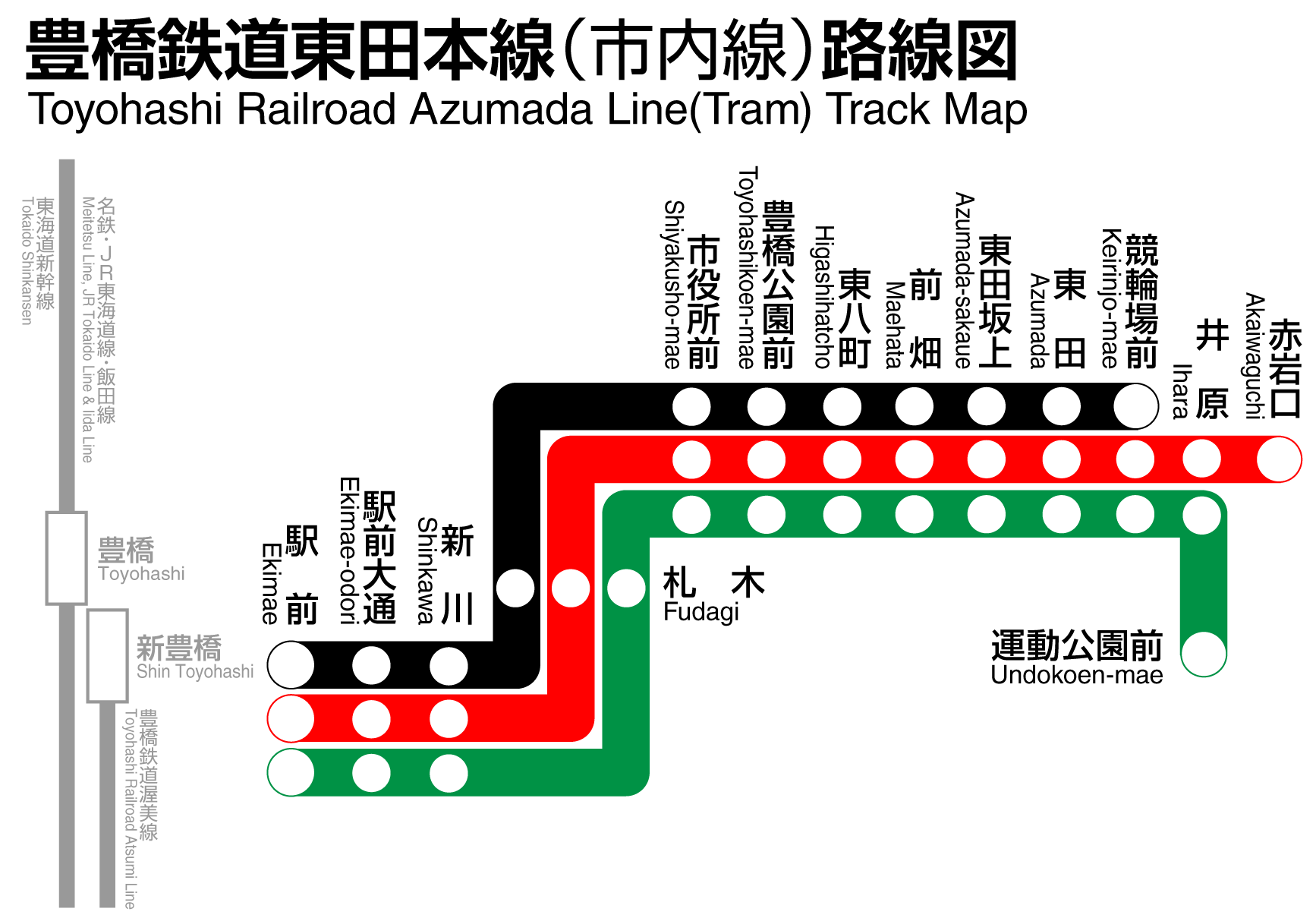
豊橋鉄道東田本線の路線図

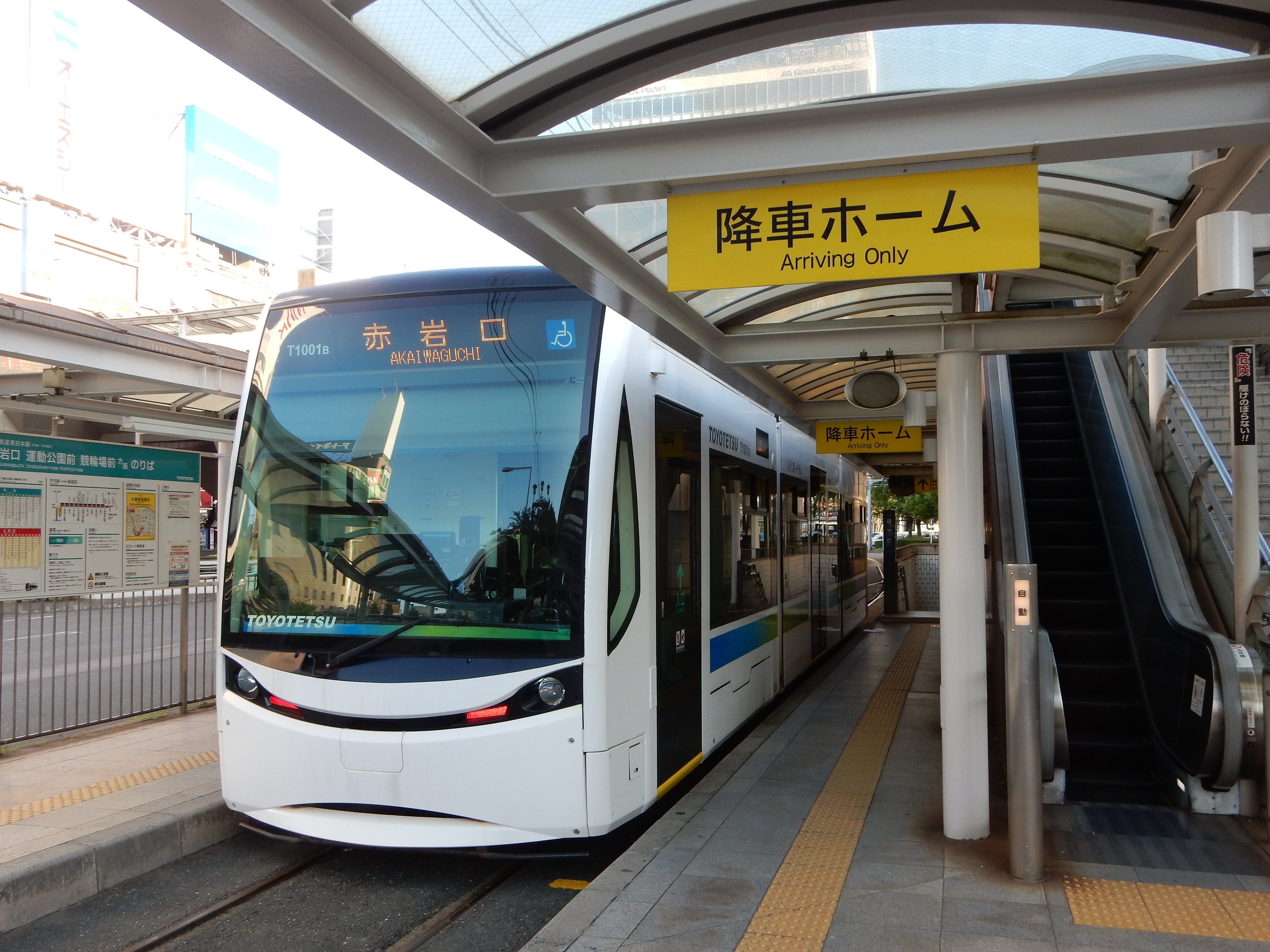
豊橋中心部を走る路面電車

中心部を東海道が横断し、吉田宿、二川宿など古くから城下町、宿場町として栄えた。
現代でも東西の幹線として、東海道沿いに中心部を国道1号、JR東海の東海道新幹線、東海道本線、名古屋鉄道の名古屋本線が通り、南北の連絡線として飯田線・国道151号などが通る。
このため、三遠信における交通の要衝ともなっている。
また、三河湾岸の三河港は、自動車や貨物などの輸出入の重要拠点となっている。

### 鉄道
中心駅：豊橋駅
鉄道事業法上の鉄道駅として中心となる豊橋駅は花田町にあり、全国初の民衆駅である。
市内の鉄道はJR、名鉄、豊橋鉄道の三社によって運営されている。
東海道新幹線が停車し、市内及び、周辺都市への玄関口となっている。
飯田方面にはJR飯田線が、田原方面には豊橋鉄道渥美線が伸びている。市内には豊橋鉄道の路面電車（東田本線）（軌道法適用の併用軌道）が走っており、旧吉田城下（豊橋公園前停留場・市役所前停留場）と豊橋駅・新豊橋駅ができたかつての渥美郡花田村（駅前停留場）を結んで市民の足として親しまれている。

#### 新幹線
東海旅客鉄道（JR東海）
- 東海道新幹線 ：（豊川市）- 豊橋駅 -（浜松市）

#### 鉄道路線
東海旅客鉄道（JR東海）
- 東海道本線 ： 豊橋駅 - 二川駅[注釈 4]
- 飯田線 ： 豊橋駅 - 船町駅 - 下地駅

名古屋鉄道（名鉄）
- 名古屋本線 ： 豊橋駅

豊橋鉄道（豊鉄）
- 渥美線 ： 新豊橋駅 - （花田信号所） - 柳生橋駅 - 小池駅 - 愛知大学前駅 - 南栄駅 - 高師駅 - 芦原駅 - 植田駅 - 向ヶ丘駅 - 大清水駅 - 老津駅 - 杉山駅
- 東田本線（市内線：路面電車） ： 駅前停留場 - 駅前大通停留場 - 新川停留場 - 札木停留場 - 市役所前停留場 - 豊橋公園前停留場 - 東八町停留場 - 前畑停留場 - 東田坂上停留場 - 東田停留場 - 競輪場前停留場 - 井原停留場 - 赤岩口停留場
  - 井原停留場 - 運動公園前停留場

### バス

#### 一般路線バス
- 豊鉄バス
- コミュニティバス東部東山線

#### 高速バス
※太字は豊橋市内の停車地
| 愛称名                         | 運行会社                 | 運行区間                                                                 | 昼/夜行    |
| 首都圏発着                     | 首都圏発着               | 首都圏発着                                                               | 首都圏発着 |
| ------------------------------ | ------------------------ | ------------------------------------------------------------------------ | ---------- |
| WILLER EXPRESS                 | 西三交通                 | 東京駅八重洲口（BT東京八重洲）・横浜駅（YCAT） - 豊橋駅東口              | 昼行       |
| WILLER EXPRESS                 | 西三交通                 | TDL・TDS・池袋（サンシャインシティ） - 豊橋駅東口                        | 夜行       |
| VIPライナー                    | 平成エンタープライズ     | 千葉駅・TDL・東京駅八重洲口（東京VIPラウンジ）・横浜駅東口 - 豊橋駅東口  | 夜行       |
| 新宿・豊橋エクスプレスほの国号 | 関東バス                 | 練馬駅北口・中野駅・バスタ新宿 - 豊橋駅前・藤沢町・植田車庫前            | 夜行       |
| 新宿・豊橋エクスプレスほの国号 | 関東バス                 | 新宿駅西口 - 豊橋駅前・植田車庫前                                        | 昼行       |
| JAMJAMライナー                 | ジャムジャムエクスプレス | TDL・バスタ新宿・横浜市（YCAT） - 豊橋駅東口                             | 夜行       |
| 近畿圏発着                     |                          |                                                                          |            |
| JAMJAMライナー                 | ジャムジャムエクスプレス | 神戸市（三宮）・大阪市（USJ・梅田）・京都市（京都駅八条口） - 豊橋駅東口 | 夜行       |

### 道路

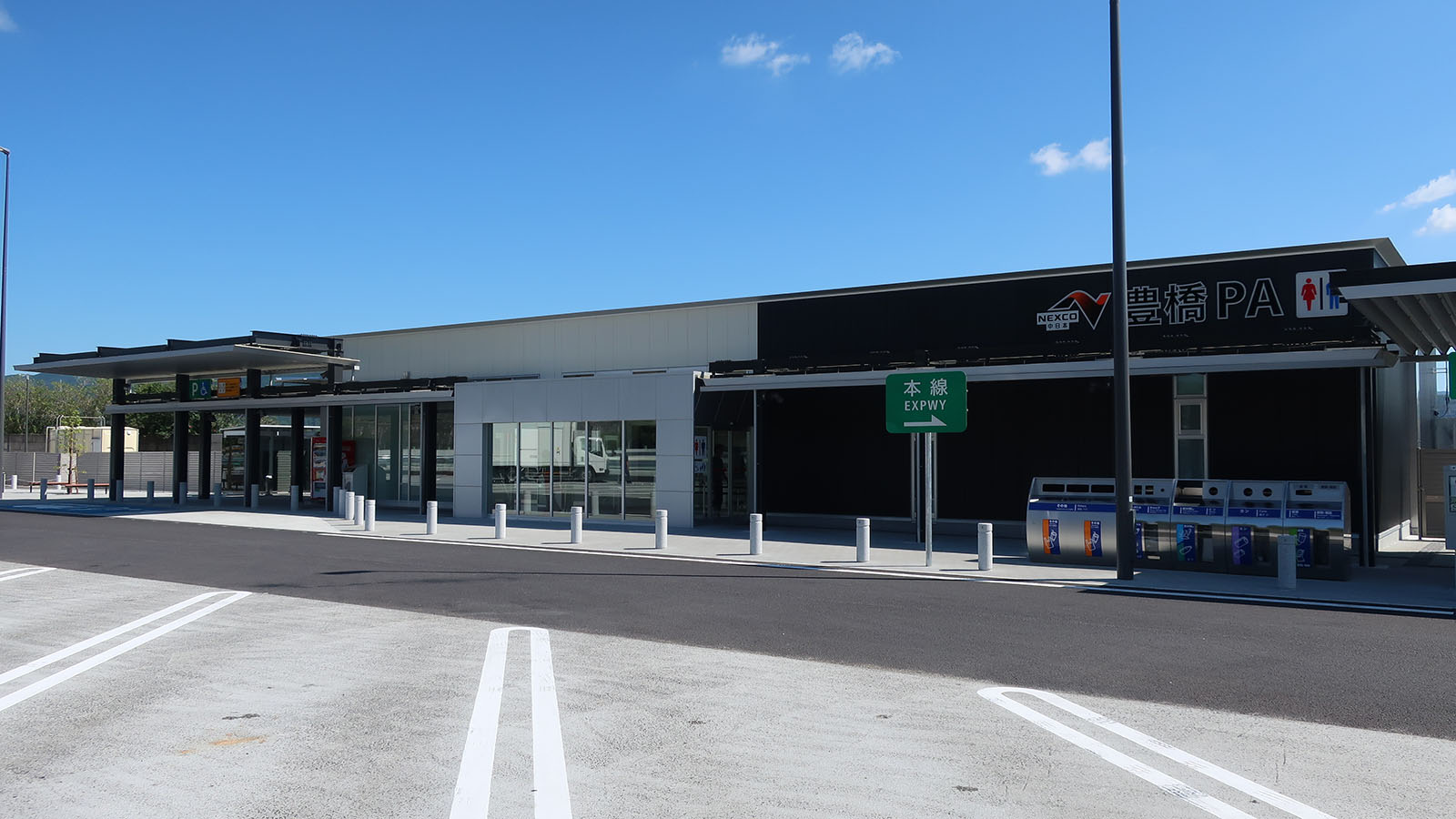
豊橋PA

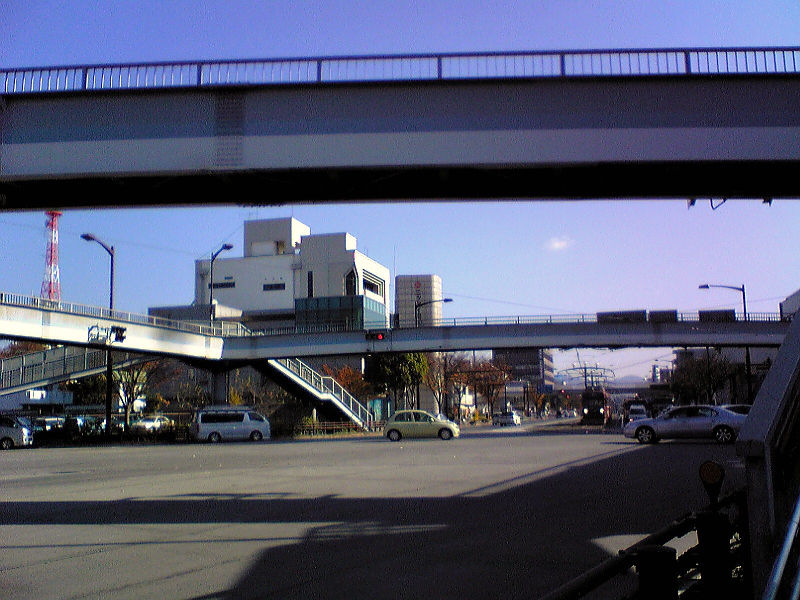
国道1号・国道23号（蒲郡街道）・国道259号（田原街道）が交わる西八町交差点

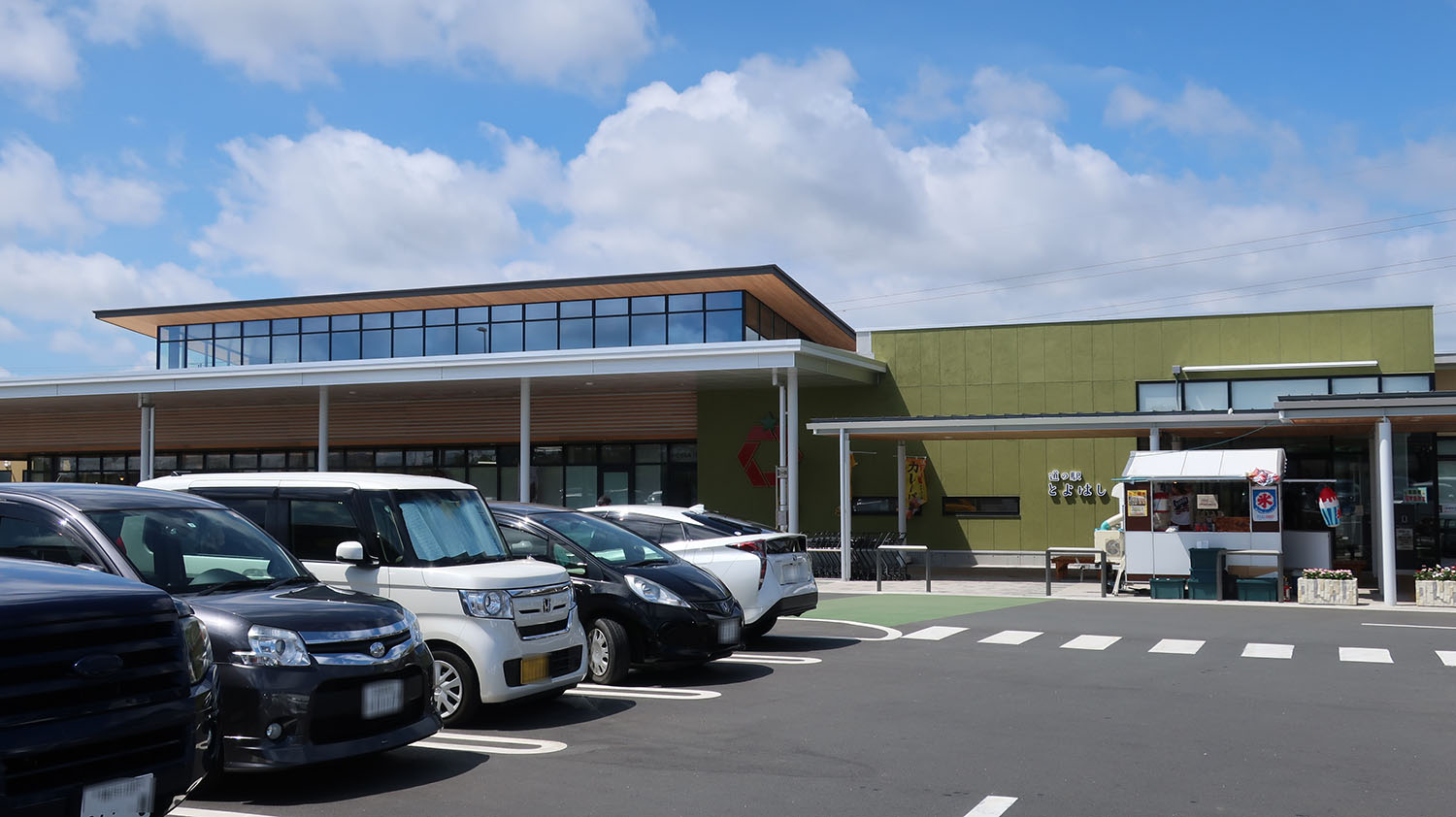
道の駅とよはし

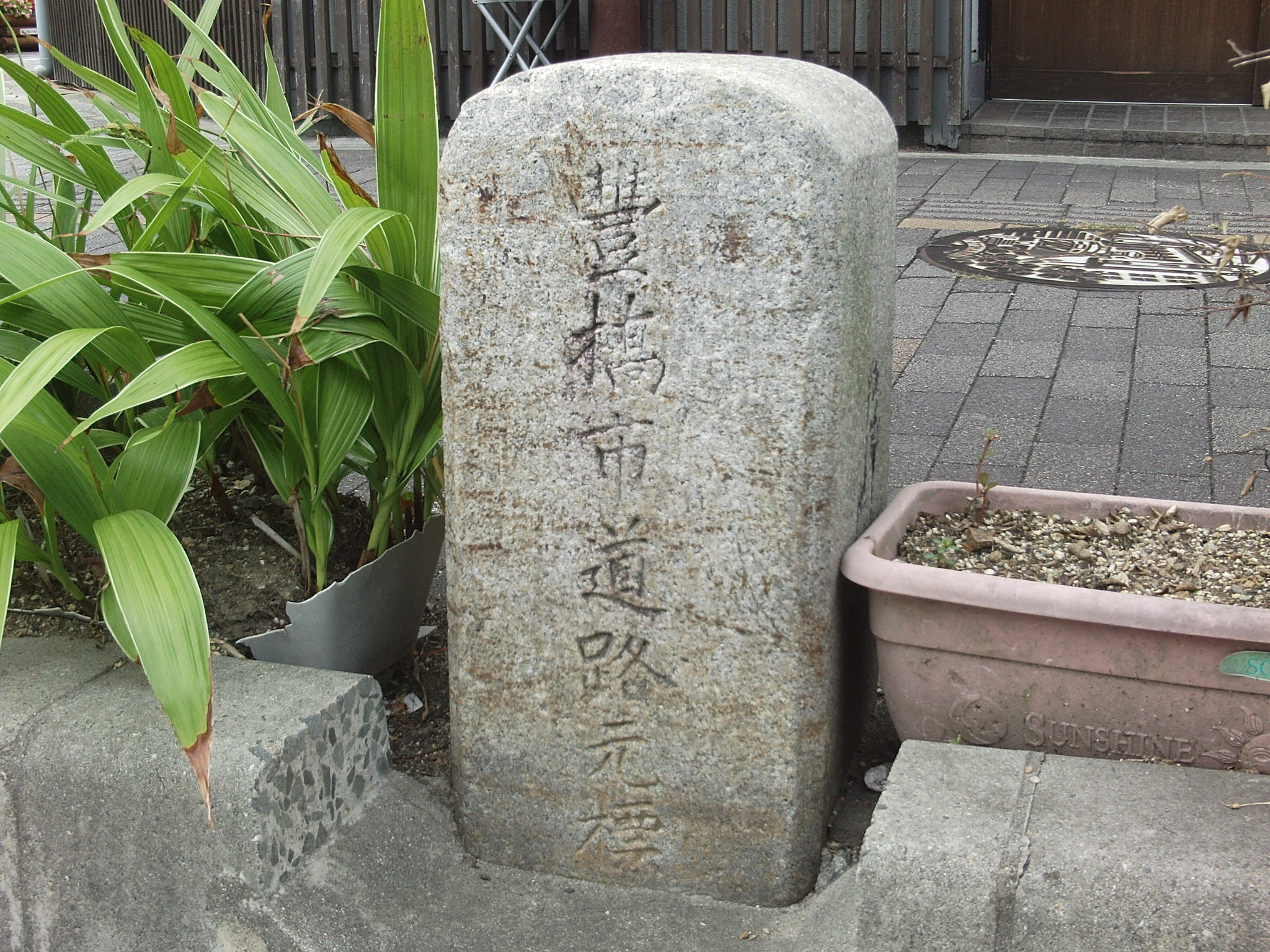
豊橋市道路元標

市街地を縦断する国道1号、市街地を避けて通る地域高規格道路の国道23号名豊道路の一部である豊橋バイパス・豊橋東バイパスが、自動車交通の中心となっている。
バイパス開通前までは、中心部では交通量が多く全て平面交差であるため、慢性的な渋滞が発生していた。特に、西八町交差点では国道1号、国道23号（蒲郡街道）、国道259号（田原街道）が交わるため渋滞が発生しやすく、周辺道路にも影響を与えていた。
バイパスは田園地帯を貫くように建設され、豊橋東バイパス・豊橋東IC - 豊橋バイパス・豊川為当IC（豊川市）は2013年6月に暫定2車線で全線開通（一部区間は4車線）し、市街地の渋滞緩和へ大きく寄与した。
一部区間を構成する豊川橋はかつて有料道路であったが2005年に無料化された。
田原市緑ヶ浜、明海町方面の交通分散化のため、国道259号バイパスの建設が進められている。
環状線では豊橋環状線および東三河環状線が、ゆっくりではあるが着実に整備が進められている。また、豊橋・豊橋東バイパスの開通に合わせ、各インターチェンジと市街地を結ぶ都市計画道路の建設・拡幅工事も行われている。
東名高速道路は、市域の北端を通過しているが、市内にはインターチェンジは設置されていない。このため、豊川IC（豊川市）や音羽蒲郡IC（豊川市）、三ヶ日IC（浜松市浜名区）、浜名バイパスを経由して浜松IC（浜松市中央区）や、浜松浜北IC（浜松市浜名区）などを利用するしかない。このような状態を解消するため、豊橋北バスストップ付近に豊橋新城スマートインターチェンジが設置される予定であり、令和3年8月3日に事業化された。
市内を通る有料道路は、国道23号豊橋バイパスの一部である豊川橋が2005年に無料化されたのに続き、本坂トンネルが2008年に、小坂井バイパスが2016年にそれぞれ無料化され、現在は存在しない。また、市内東部の国道1号の県境付近の上り線では、静岡県警の電光掲示板が設置されている。交通情報・交通案内は静岡県の物に準ずる。

#### 高速道路
中日本高速道路（NEXCO中日本）
- 東名高速道路
  - （新城市）- 豊橋北BS/豊橋新城SIC（事業中） - 豊橋PA（下り名古屋方面行きのみ） -（豊川市）

車両の出入りは主として豊川ICを利用する。
高規格道路
- 浜松湖西豊橋道路（計画中）

#### 国道
- 国道1号
- 国道23号
  - 潮見バイパス：- 豊橋東IC -
  - 豊橋東バイパス（暫定2車線）：- 豊橋東IC - 細谷IC - 小松原IC - 七根IC - 野依IC
  - 豊橋バイパス（野依IC - 大崎ICは暫定2車線）：- 野依IC - 大清水IC - 大崎IC - 豊橋港IC - 神野新田IC - 豊川橋南IC - （豊川橋） - 前芝IC -
- 国道42号
- 国道247号
  - 小坂井バイパス
- 国道259号
  - 植田バイパス
- 国道362号
  - 本坂トンネル

#### 県道
主要地方道
- 愛知県道2号豊橋渥美線
- 愛知県道3号豊橋湖西線
- 愛知県道4号豊橋大知波線
- 愛知県道31号東三河環状線
- 愛知県道69号豊橋乗本線
- 愛知県道81号豊橋下吉田線

一般県道
| - 愛知県道143号豊橋停車場線 - 愛知県道173号湖西東細谷線 - 愛知県道375号前芝国府停車場線 - 愛知県道379号石巻山線 - 愛知県道380号豊橋一宮線 - 愛知県道381号豊津石巻萩平線 - 愛知県道385号前芝小坂井停車場線 - 愛知県道386号平井牟呂大岩線 - 愛知県道387号清須下地線 - 愛知県道388号大山豊橋停車場線 - 愛知県道393号豊橋港線 - 愛知県道394号中条豊橋線 - 愛知県道397号城下田原線 - 愛知県道400号豊橋豊川線 - 愛知県道401号太田中原線 | - 愛知県道402号中原東細谷線 - 愛知県道403号細谷二川線 - 愛知県道404号小松原二川停車場線 - 愛知県道405号小松原小池線 - 愛知県道406号東七根藤並線 - 愛知県道407号伊古部南栄線 - 愛知県道408号野依植田線 - 愛知県道409号東赤沢植田線 - 愛知県道410号伊古部老津線 - 愛知県道411号城下老津線 - 愛知県道496号白鳥豊橋線 - 愛知県道499号石巻萩平豊川線 - 愛知県道502号豊橋環状線 - 愛知県道503号六連杉山線 - 愛知県道528号豊橋幸田線 |

#### 市内主要道路
| - かもめ通り - 蒲郡街道（国道23号の一部） - 姫街道（国道362号） - みなと大通り（愛知県道393号豊橋港線の一部） - 南陽通り（愛知県道388号大山豊橋停車場線の一部） - 大崎街道（愛知県道2号豊橋渥美線の一部） - ベイブリッジウェイ（愛知県道2号豊橋渥美線の一部） - 田原街道（国道259号） - 豊橋環状線（愛知県道502号豊橋環状線） - 下条街道（愛知県道69号豊橋鳳来線の一部） - しょうぶ街道（愛知県道69号豊橋鳳来線の一部） - 柿の木街道（愛知県道81号豊橋新城鳳来線の一部） - 豊川街道（愛知県道400号豊橋豊川線の一部） - 大橋通り（愛知県道393号豊橋港線の一部） - 駅前大通り（愛知県道143号豊橋停車場線） - ミリオン通り - 桜通り - 松葉通り - ときわ通り - 上伝馬通り - 本町通り - 魚町通り | - 萱町通り - 札木通り - 花園通り - 広小路通り - 横町通り - 柳ケ瀬通り - 新銭通り - 白山通り - 西宿通り - 平和通り - 大手通り - くすの木通り - 東海道 - 八百間通り - 大池通り - 運動公園通り - 多米街道（愛知県道4号豊橋大知波線の一部） - 立岩街道（愛知県道3号豊橋湖西線の一部） - 小松原街道（愛知県道405号小松原小池線） - 野依街道（愛知県道407号伊古部南栄線） - 富士見街道（愛知県道409号東赤沢植田線） - 表浜街道（国道42号の一部） |

#### 道の駅

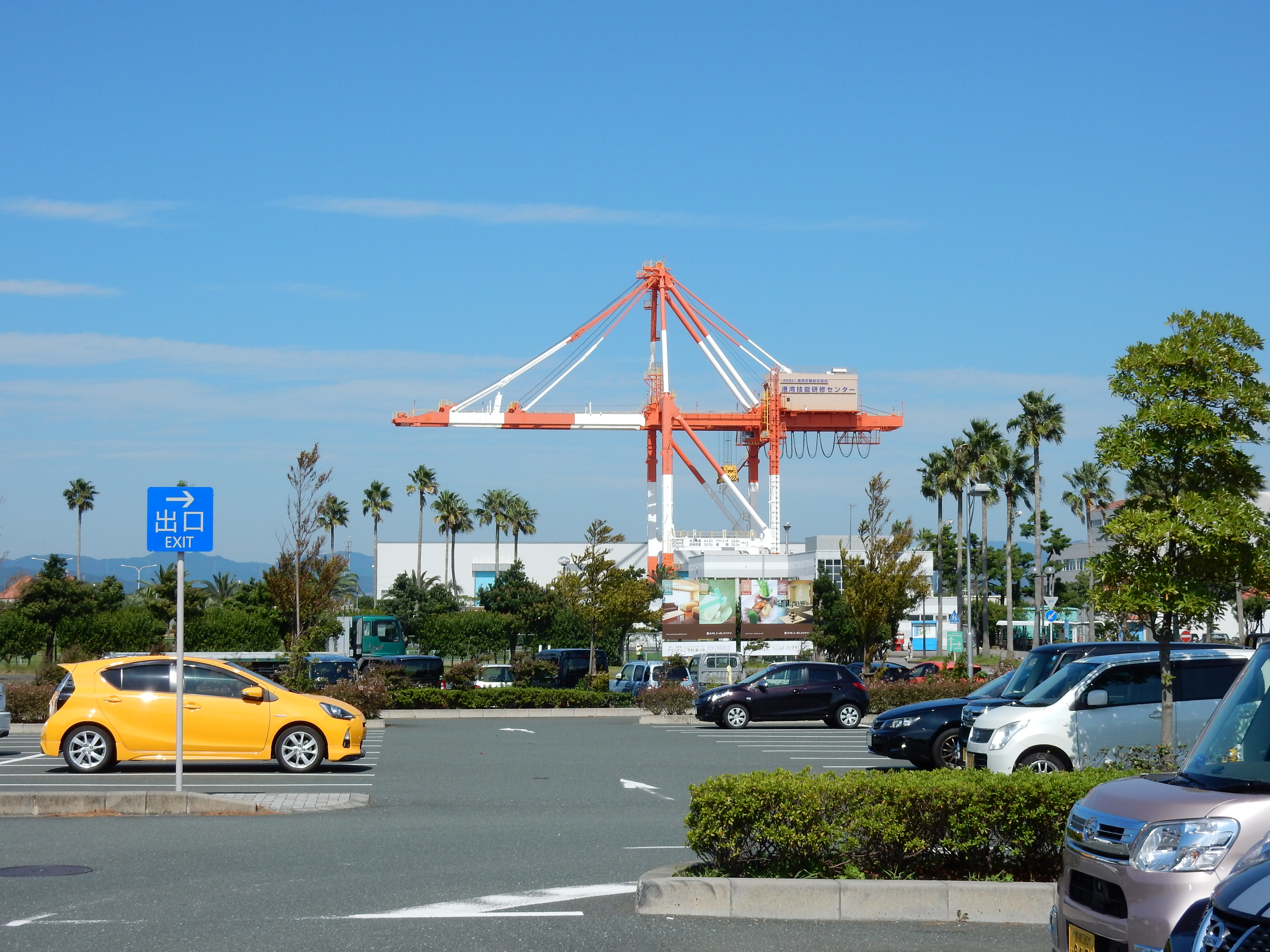
豊橋港（三河港）

- 道の駅とよはし

### ナンバープレート
「豊橋」ナンバー
従来、自動車のナンバープレートは、管轄する自動車検査登録事務所ごとに表示される地域名が決まり。
交付は愛知運輸支局豊橋自動車検査登録事務所で行われる。

### 航路

#### 港湾
- 三河港（豊橋港）

#### 水運
- 牛川の渡船

## 観光

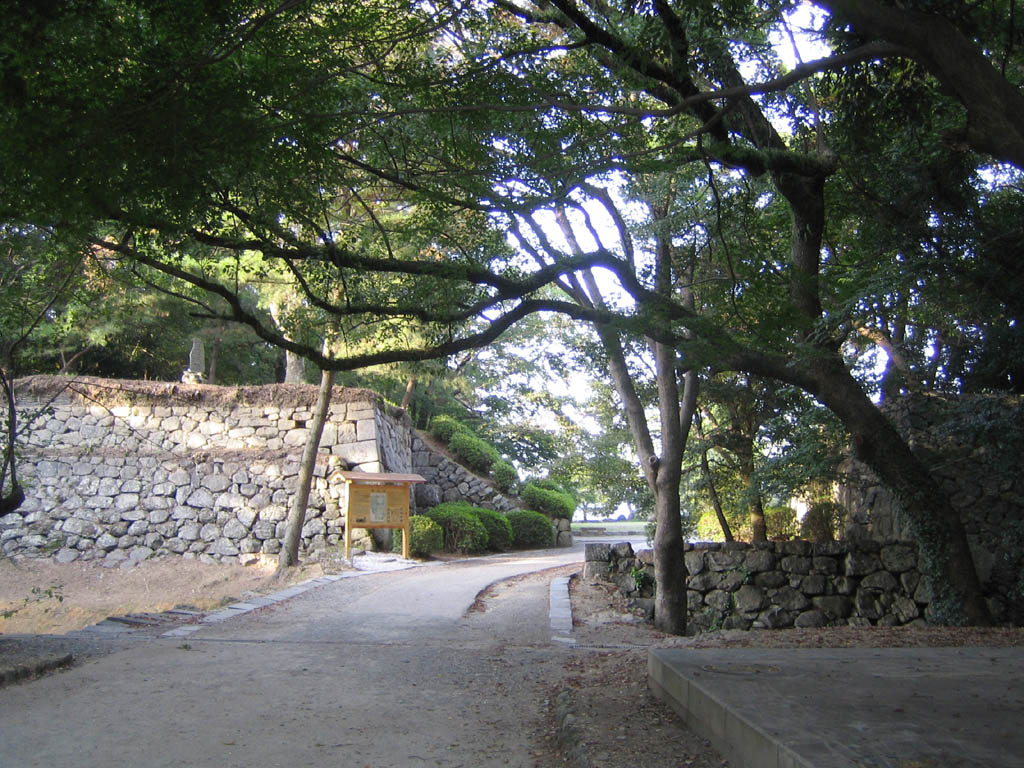
吉田城の石垣

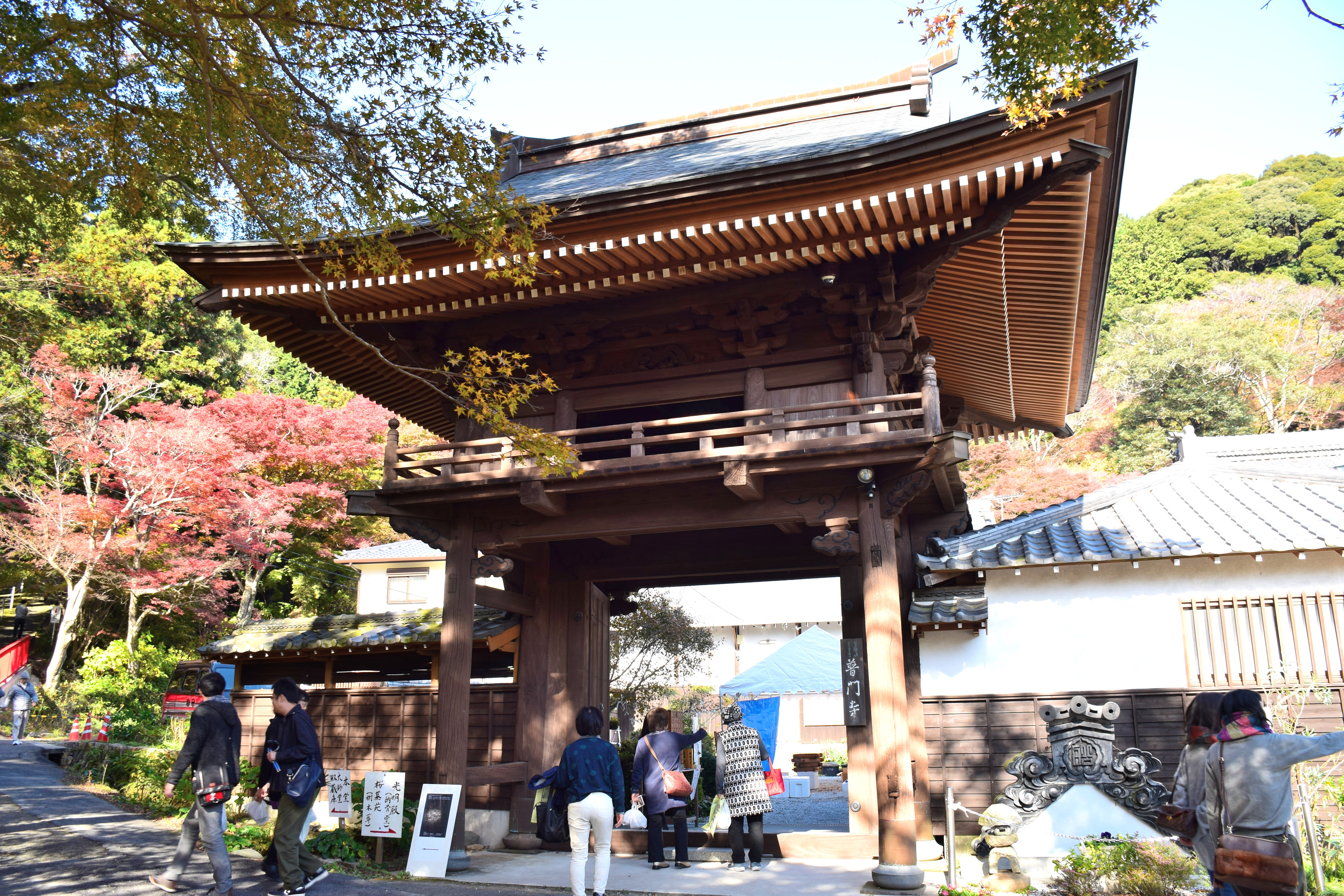
普門寺の山門

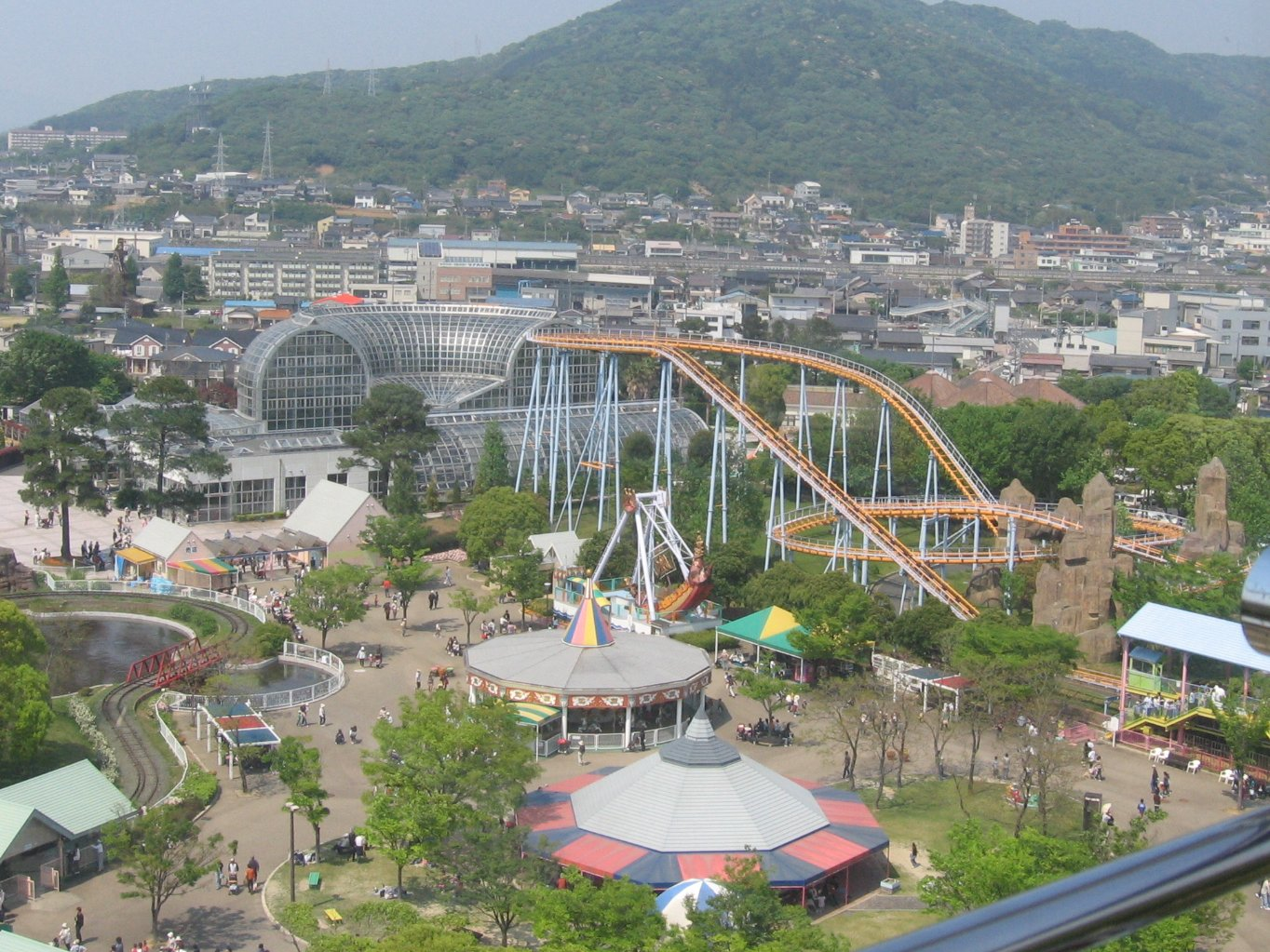
のんほいパーク

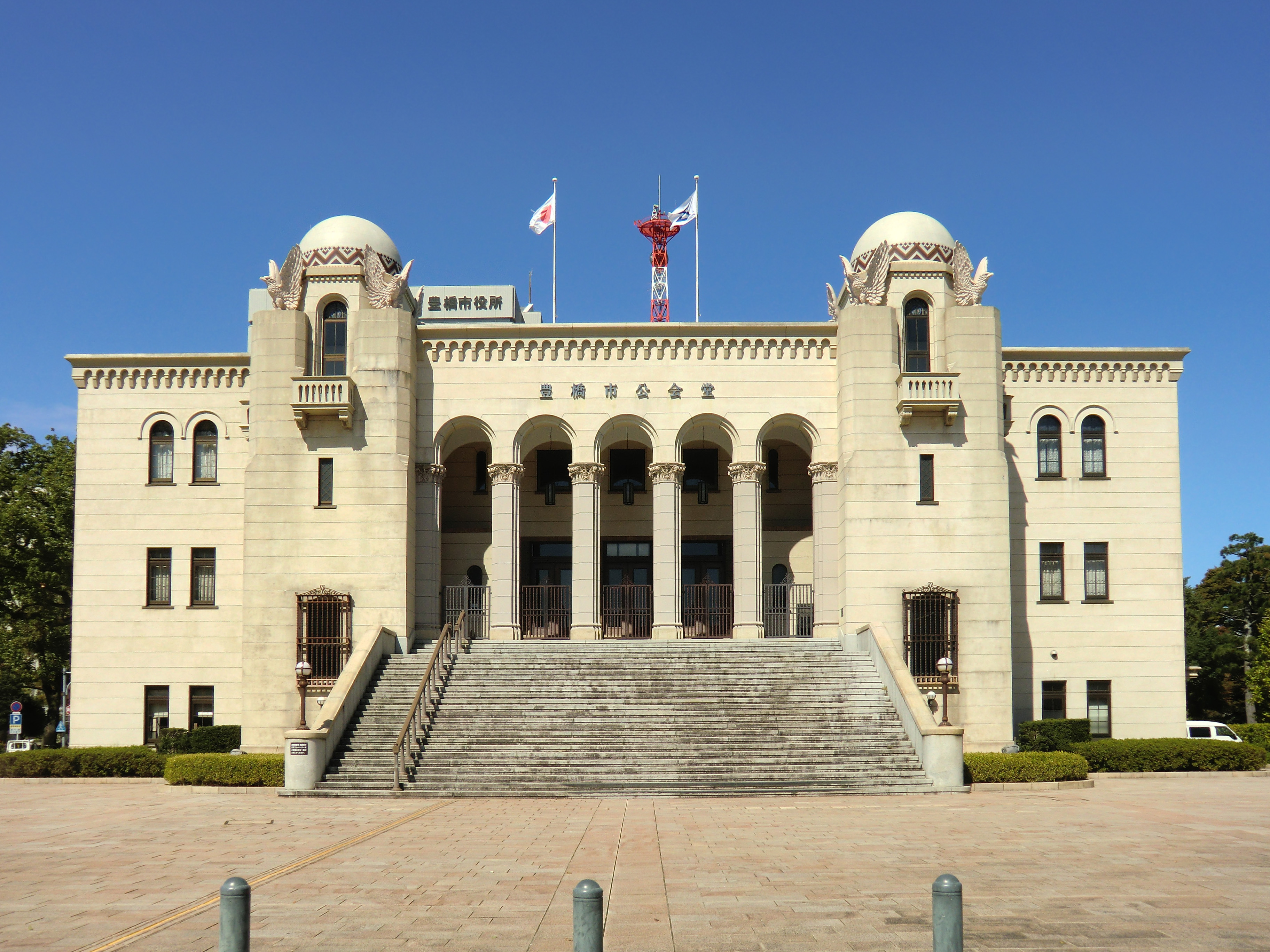
豊橋市公会堂

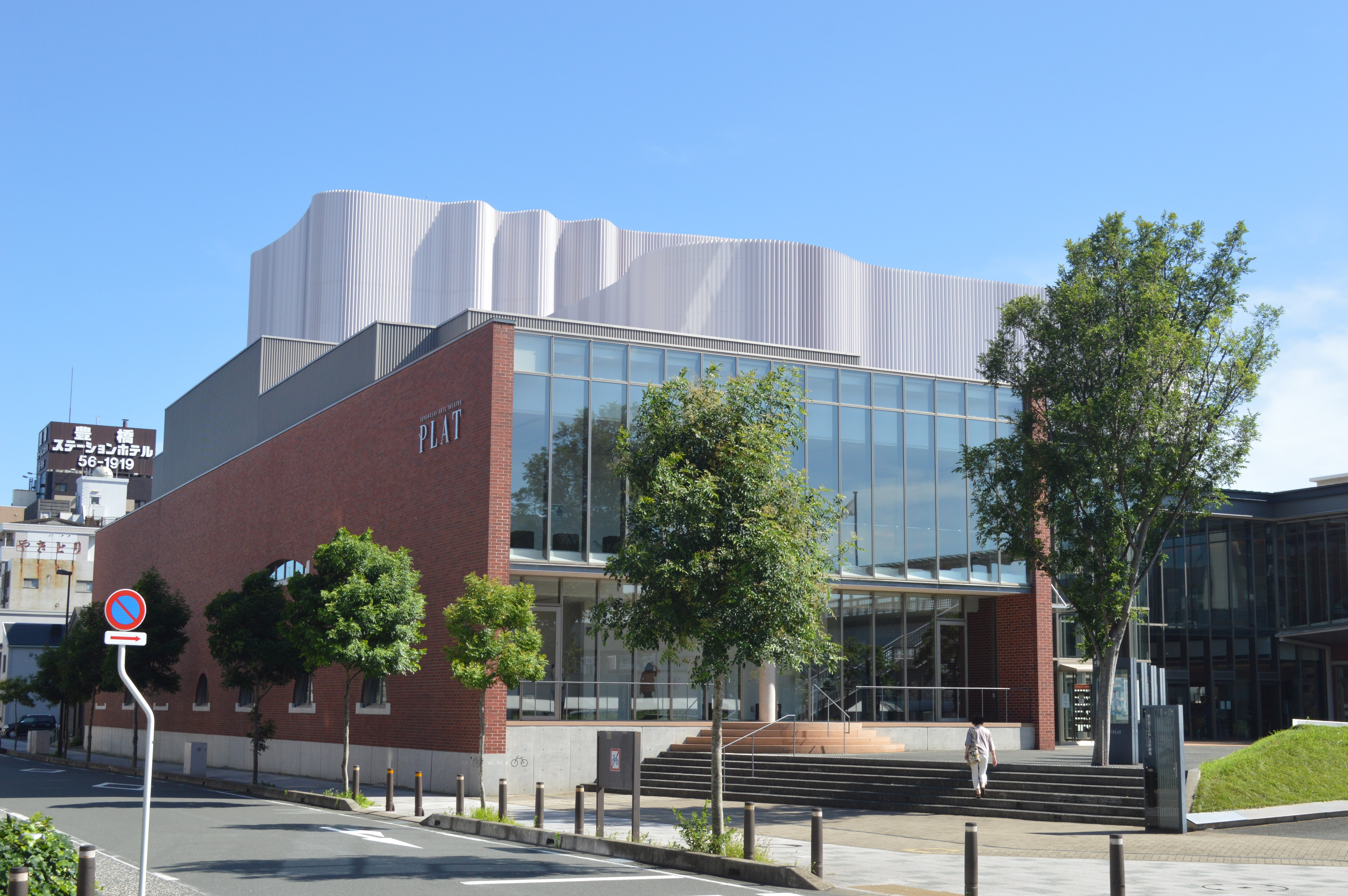
穂の国とよはし芸術劇場PLAT

### 名所・旧跡
主な城郭
- 豊橋公園
  - 吉田城跡
  - 豊橋市美術博物館
  - 三の丸会館
- 二連木城跡（大口公園）
- 大津城跡（高縄城）
- 月ヶ谷（わちがや）城跡

主な寺院
- 吉田三ヶ寺 龍拈寺、神宮寺、悟真寺
- 臨済寺（小笠原氏の菩提寺。茶道宗徧流ゆかりの寺。）
- 全久院（戦国武将戸田全久の菩提寺）
- 普門寺
- 赤岩寺
- 聖眼寺

主な神社
- 吉田神社
- 安久美神戸神明社（豊橋神明社）
- 賀茂神社
- 東田神明宮
- 二川伏見稲荷
- 牟呂八幡社（幕末の「ええじゃないか」発祥の地とされている。）
- 湊神明社

主な遺跡
- 瓜郷遺跡
- 馬越長火塚古墳（国史跡、県史跡）

その他の旧跡
- 豊橋市公会堂（登録有形文化財）
- 豊橋ハリストス正教会（重要文化財）
- 牛川の渡し
- 岩屋観音（大岩寺）
- 二川宿本陣資料館
- 前芝の燈明台
- 嵩山蛇穴 - 縄文時代の洞窟遺跡として国の史跡に指定されている鍾乳洞[50]（史跡指定日：1957年7月1日）[51]。ジャアナヒラタゴミムシなど全国的にも希少な洞穴生物が生息する[52]。

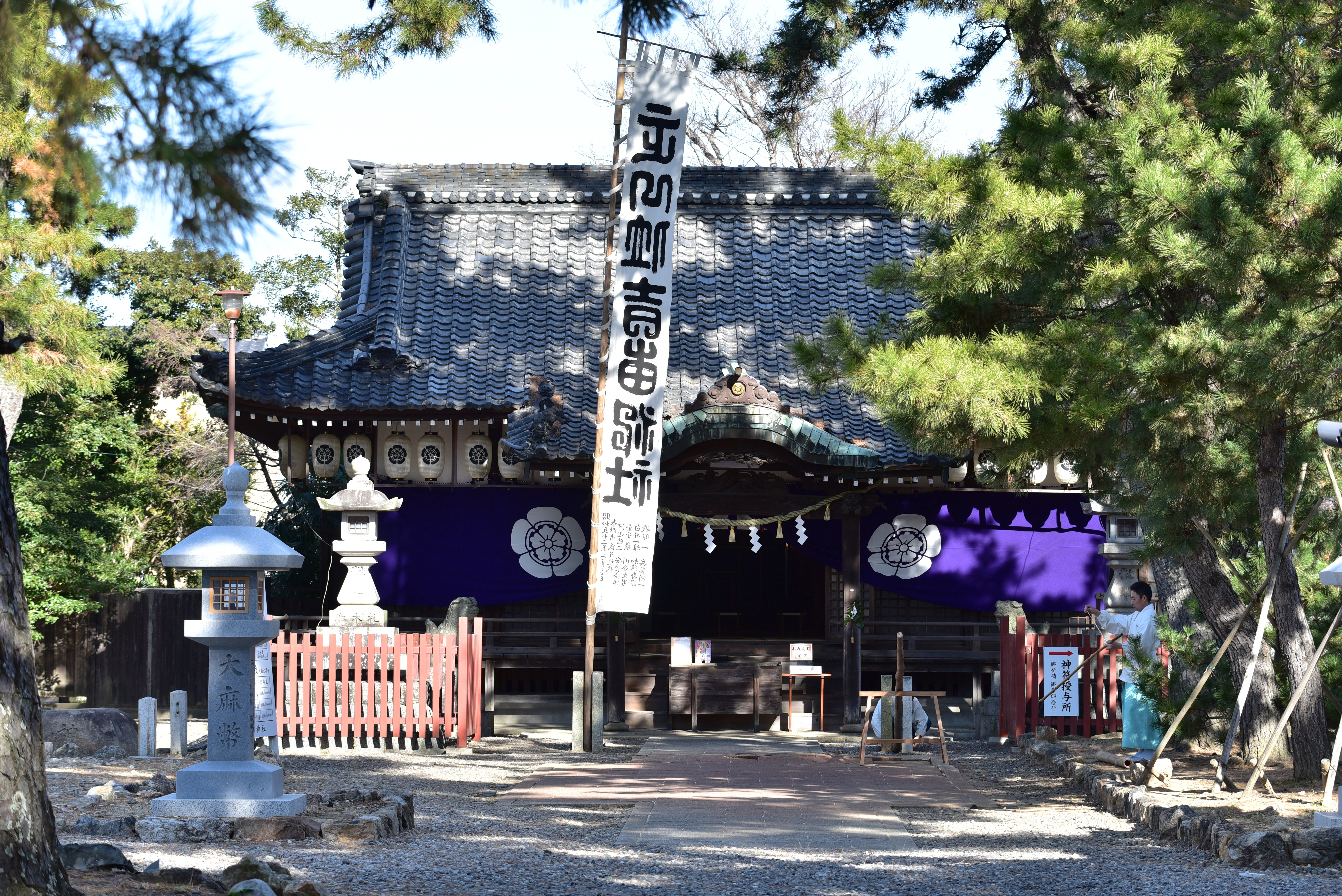
吉田神社
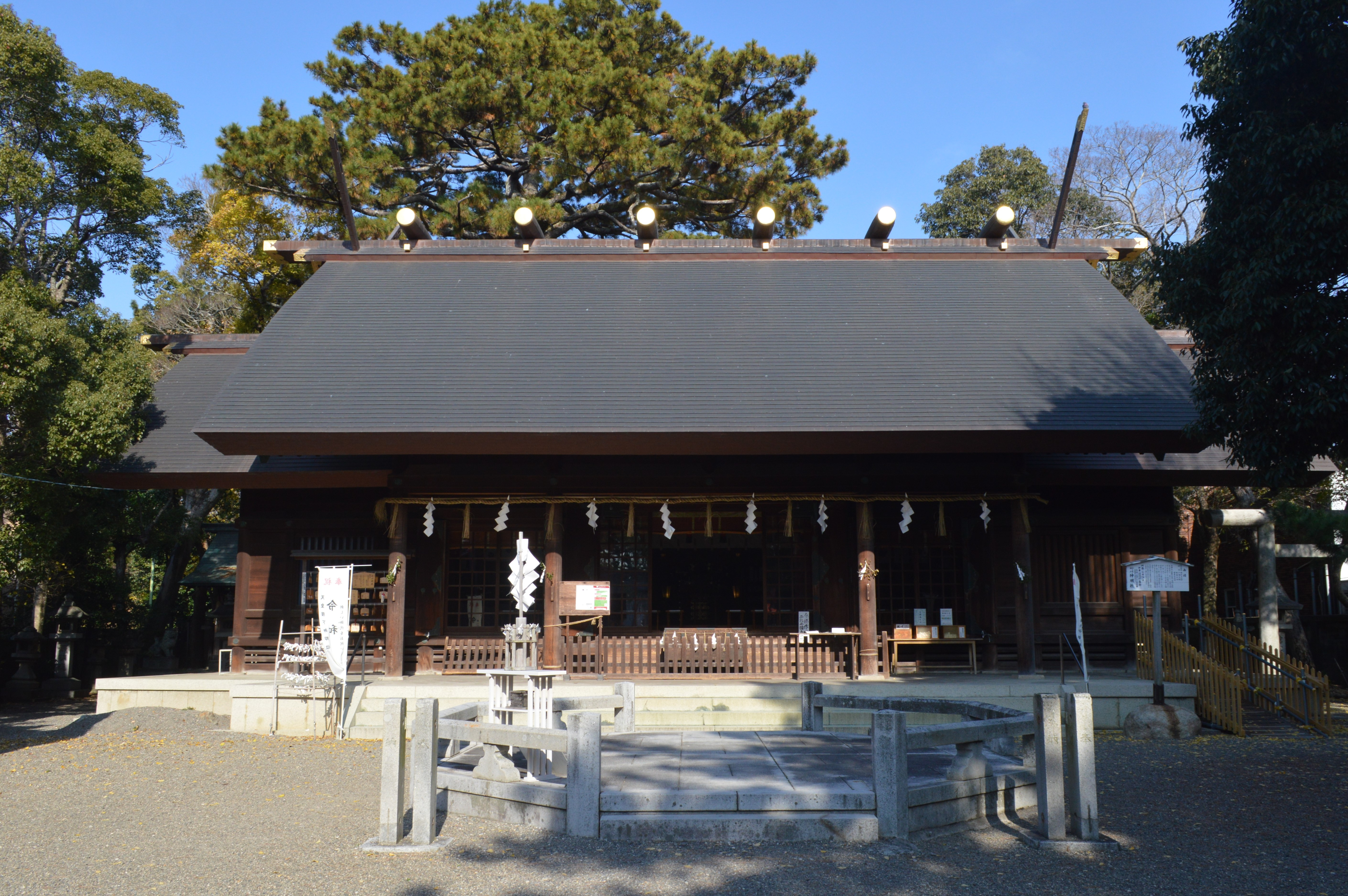
安久美神戸神明社
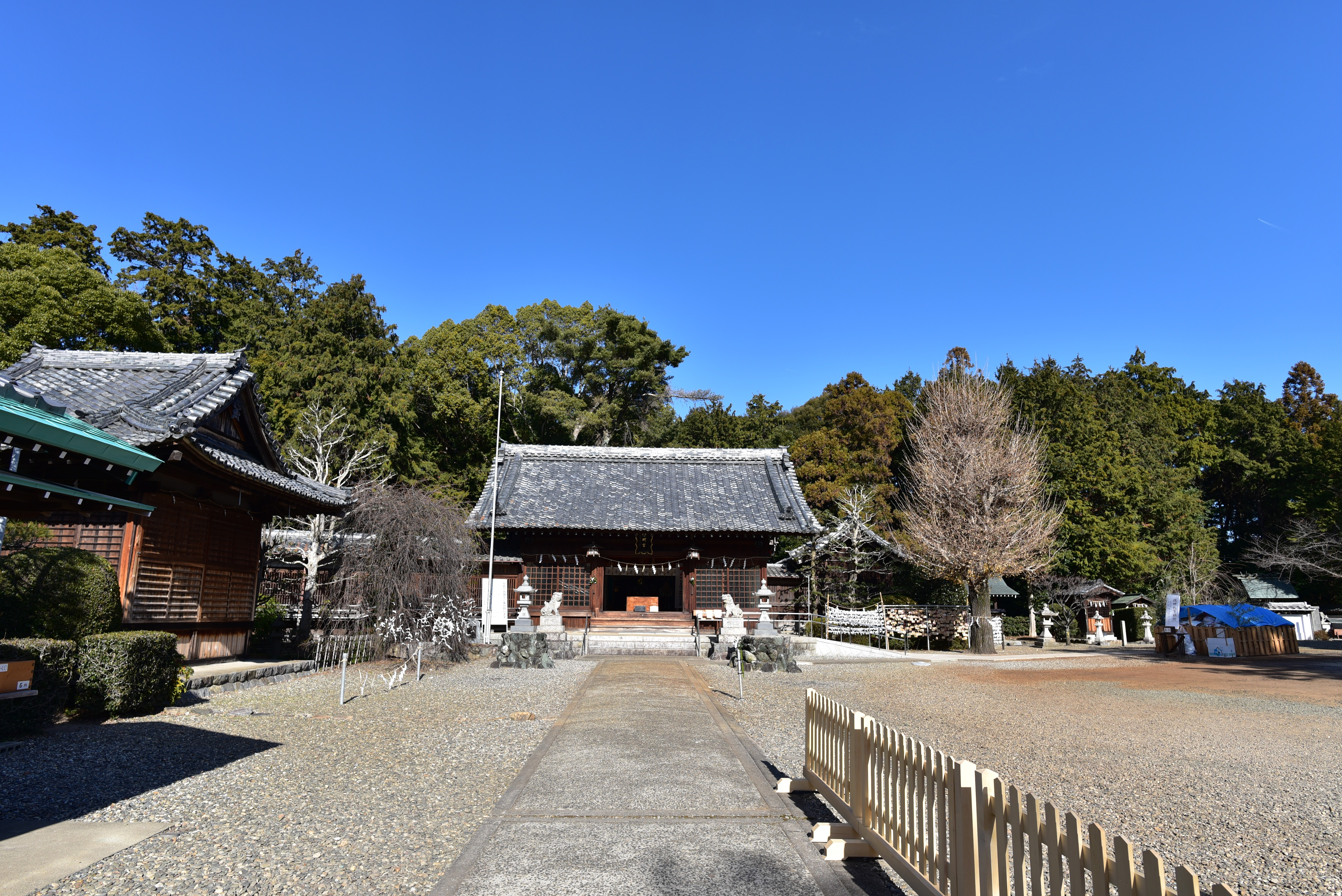
東田神明宮
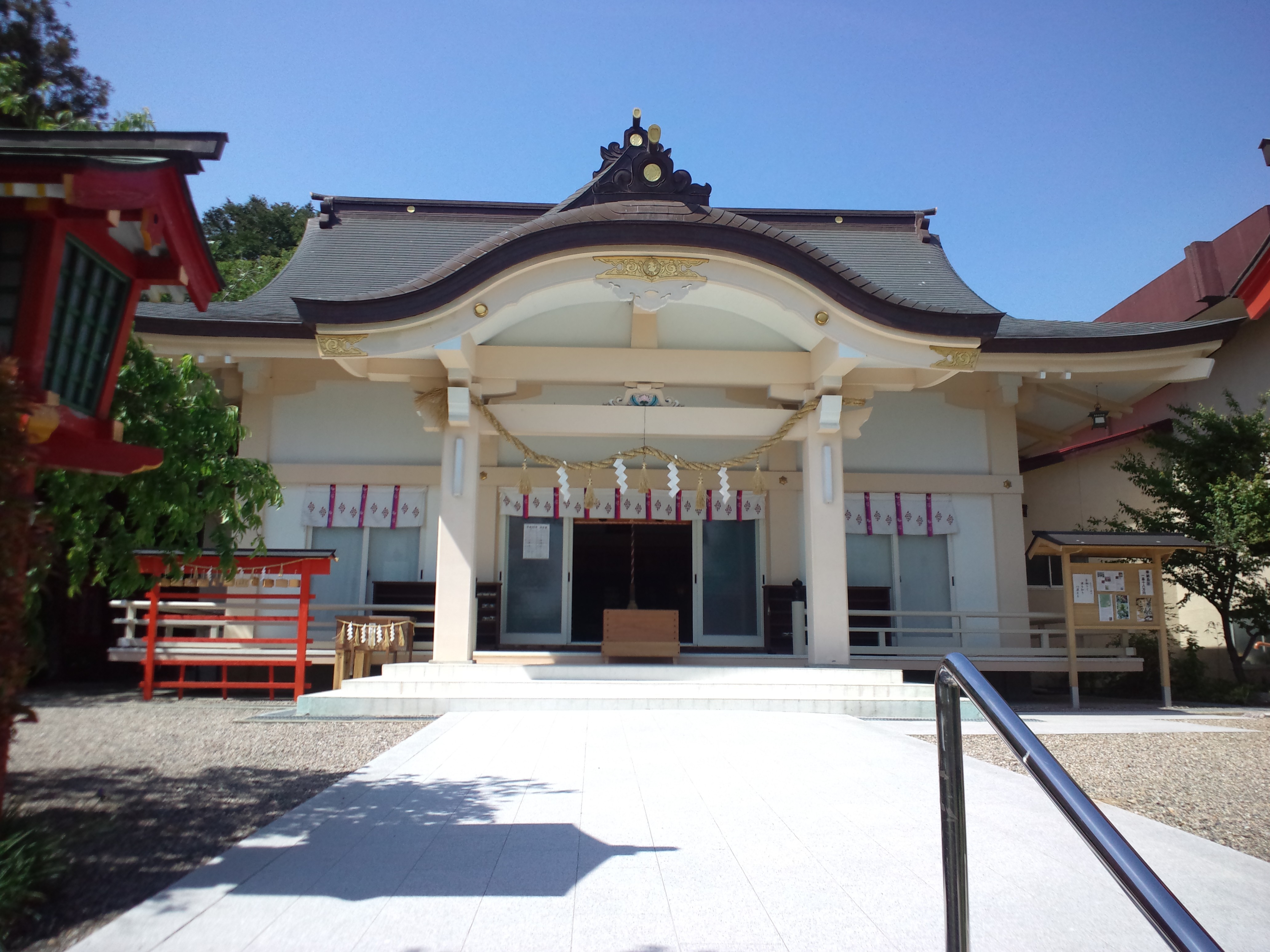
二川伏見稲荷
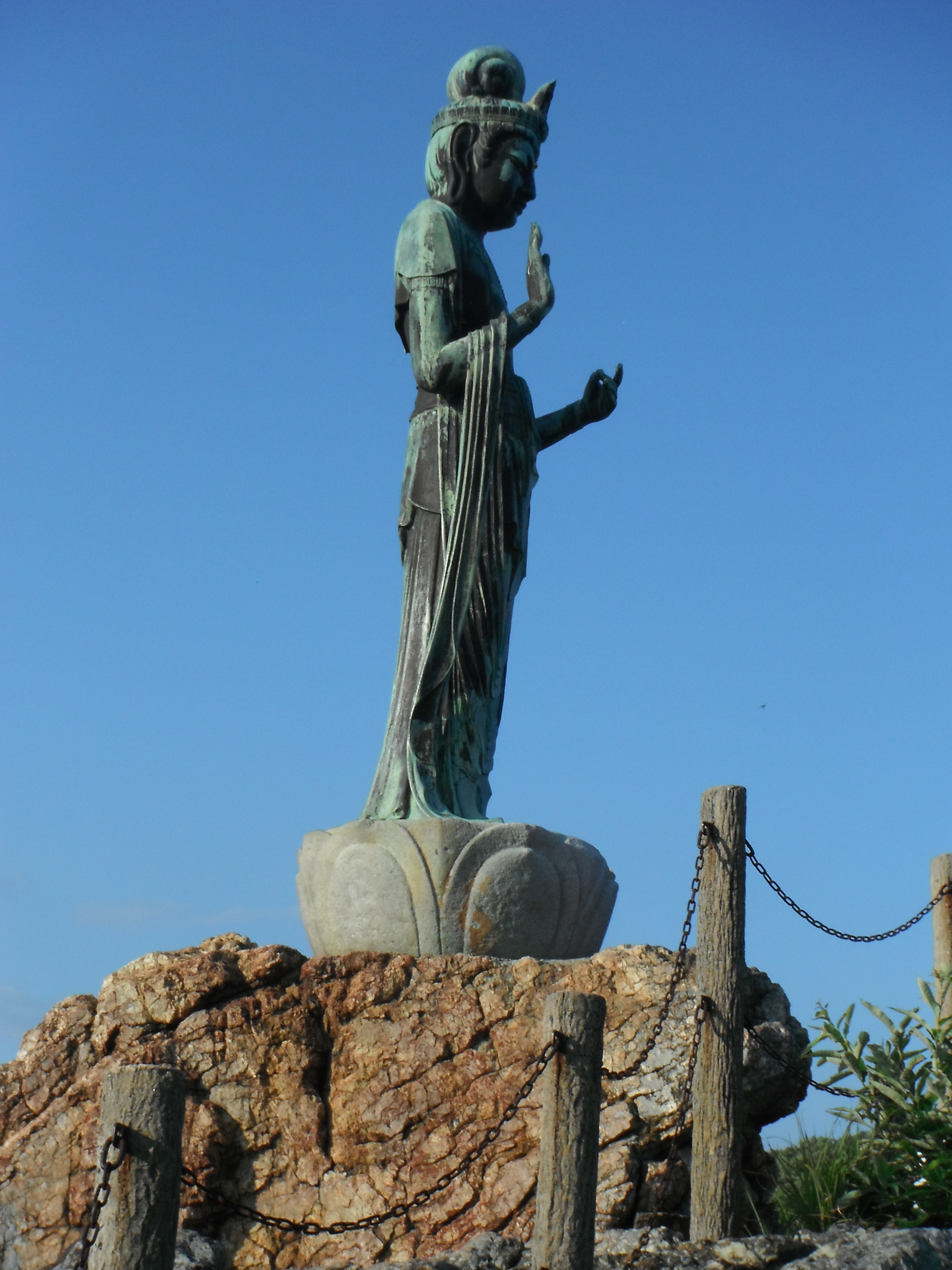
岩屋観音
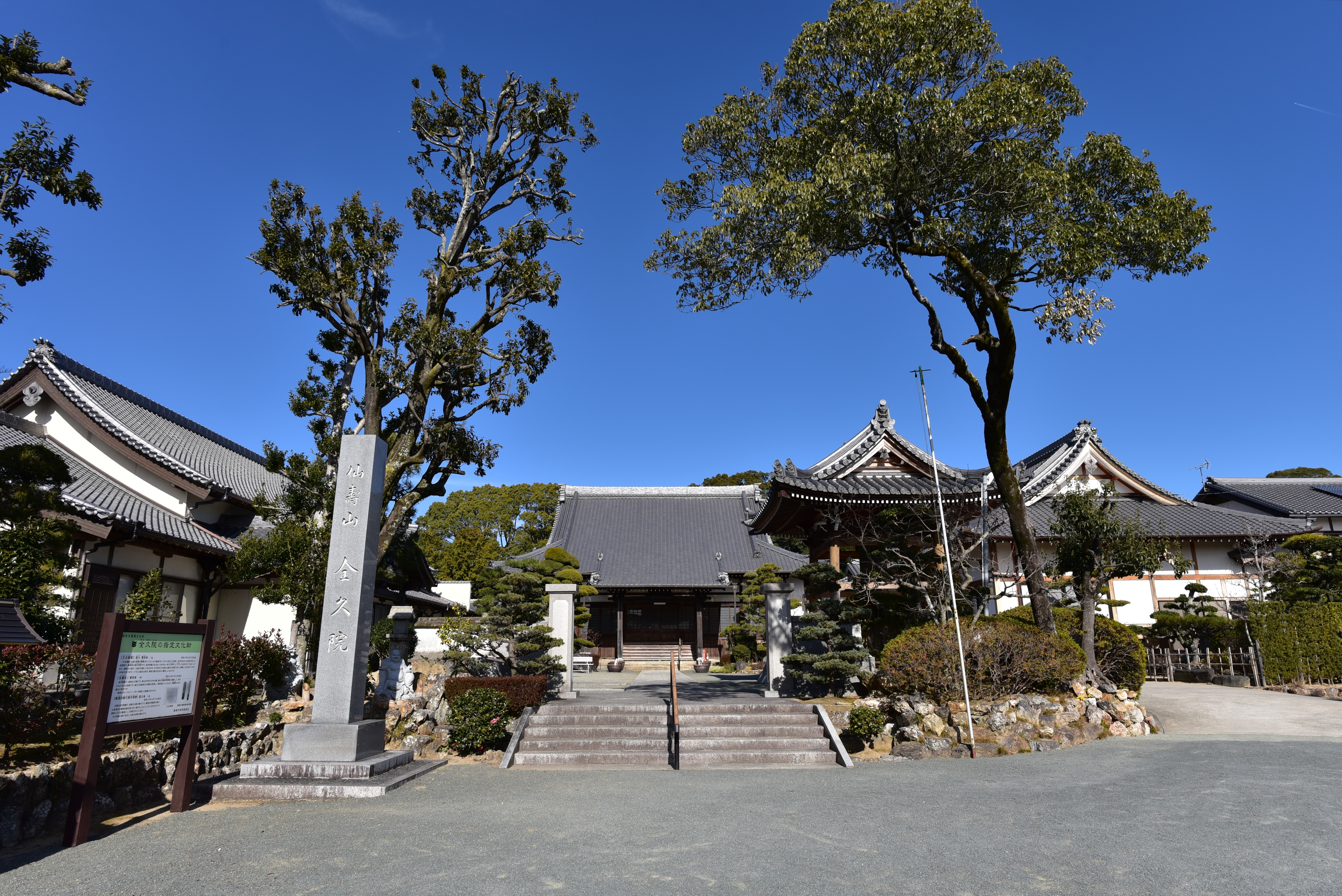
全久院
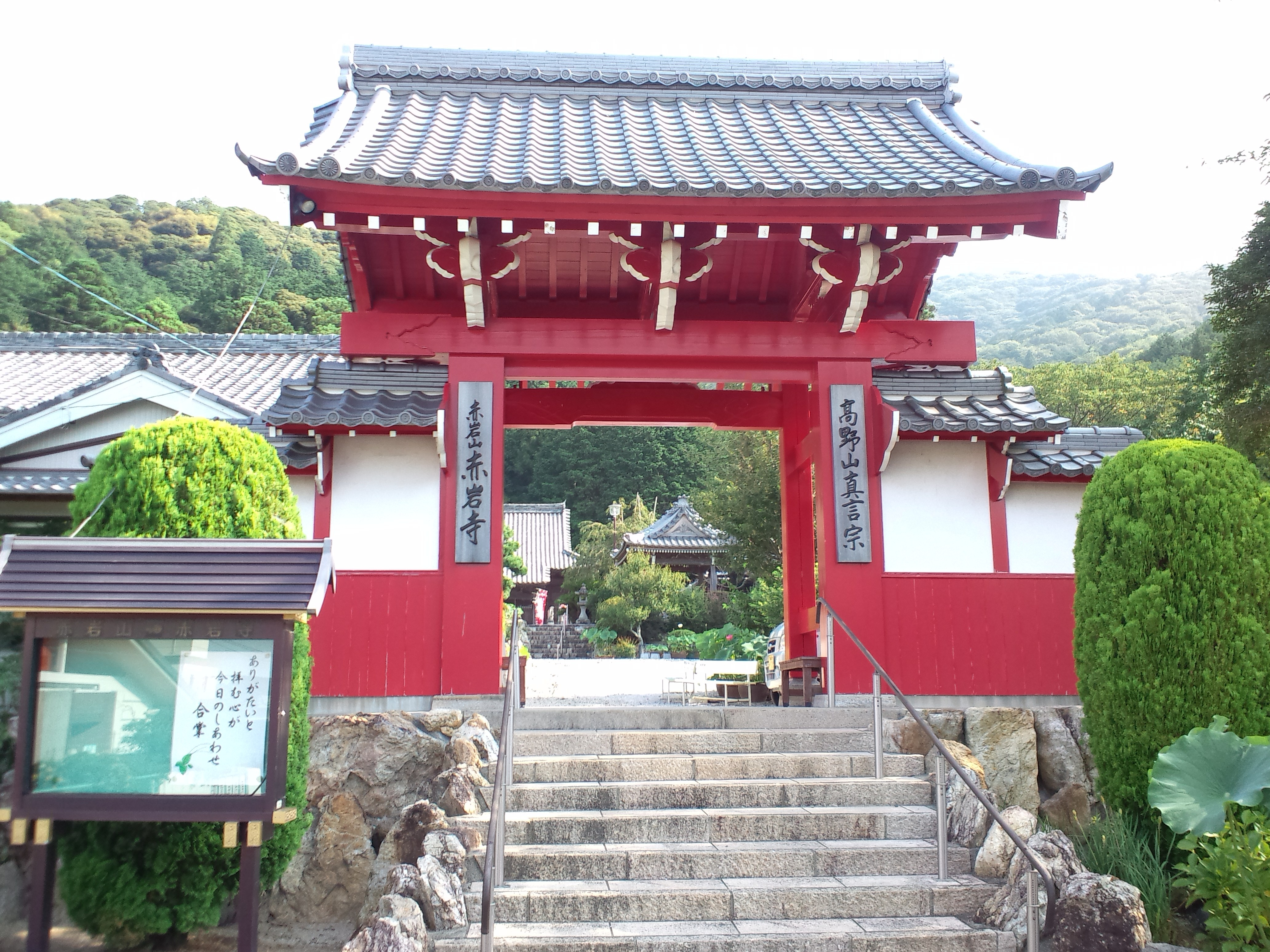
赤岩寺
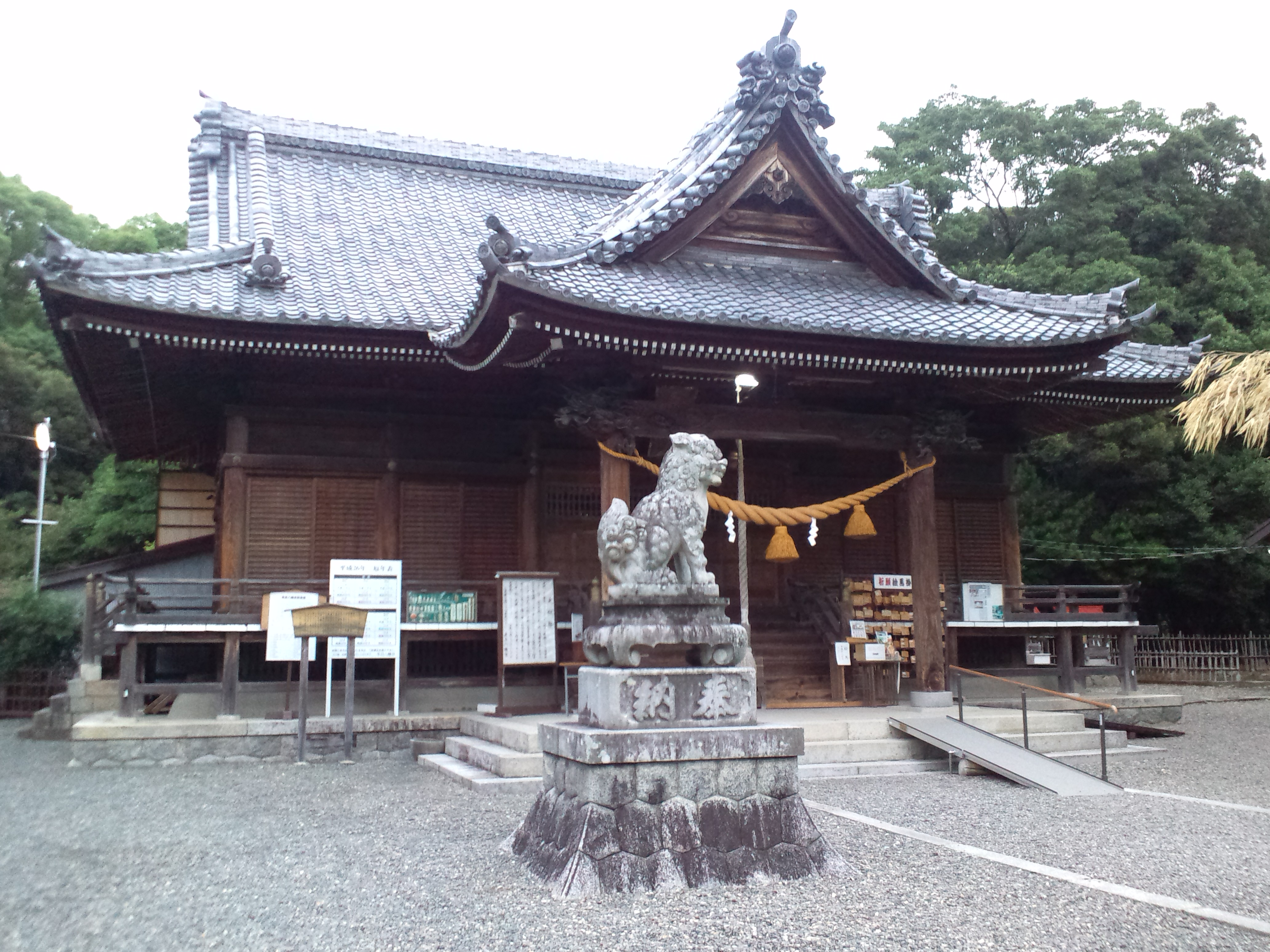
牟呂八幡社
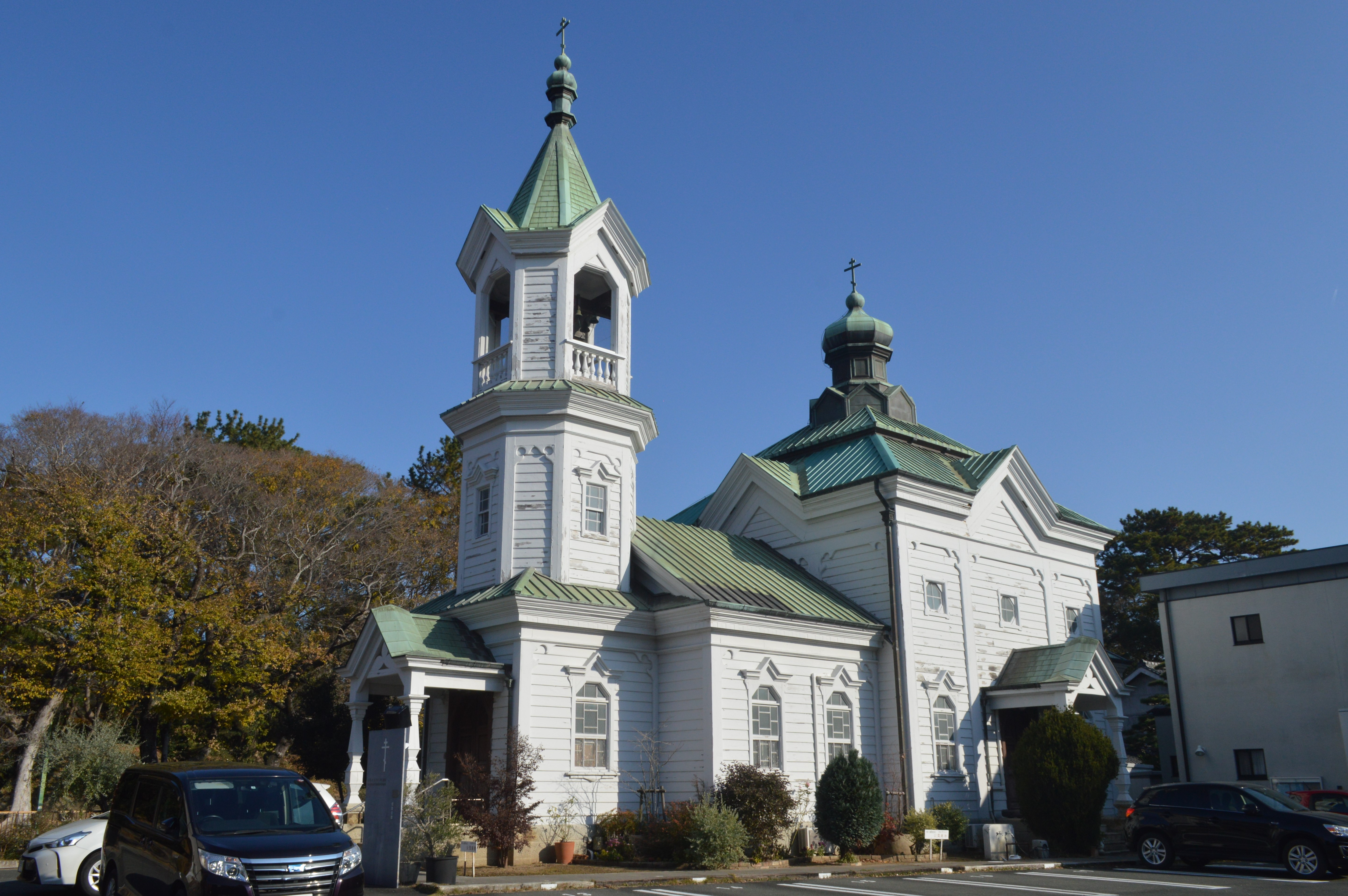
豊橋ハリストス正教会

### 観光スポット
自然

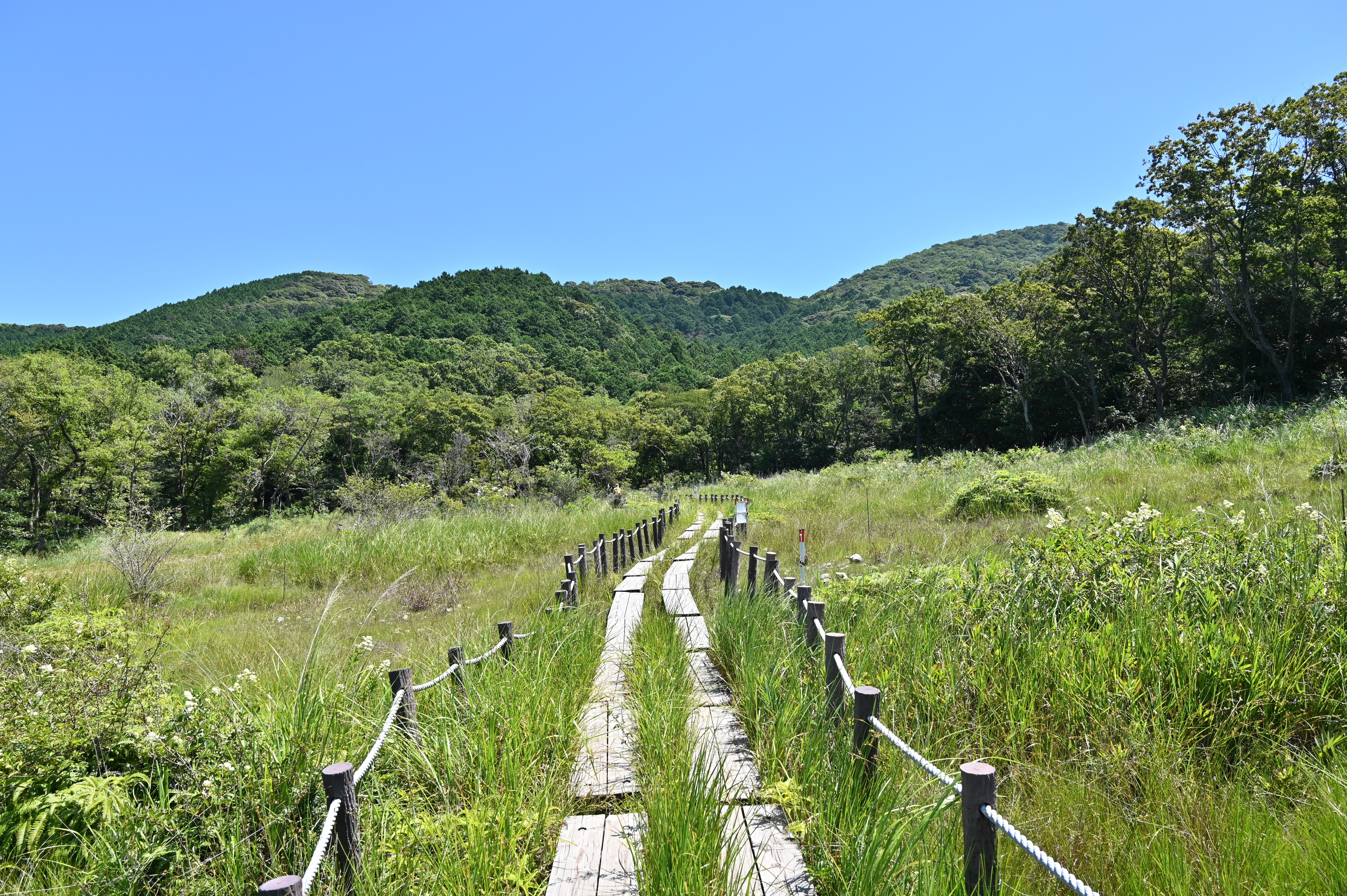
葦毛湿原
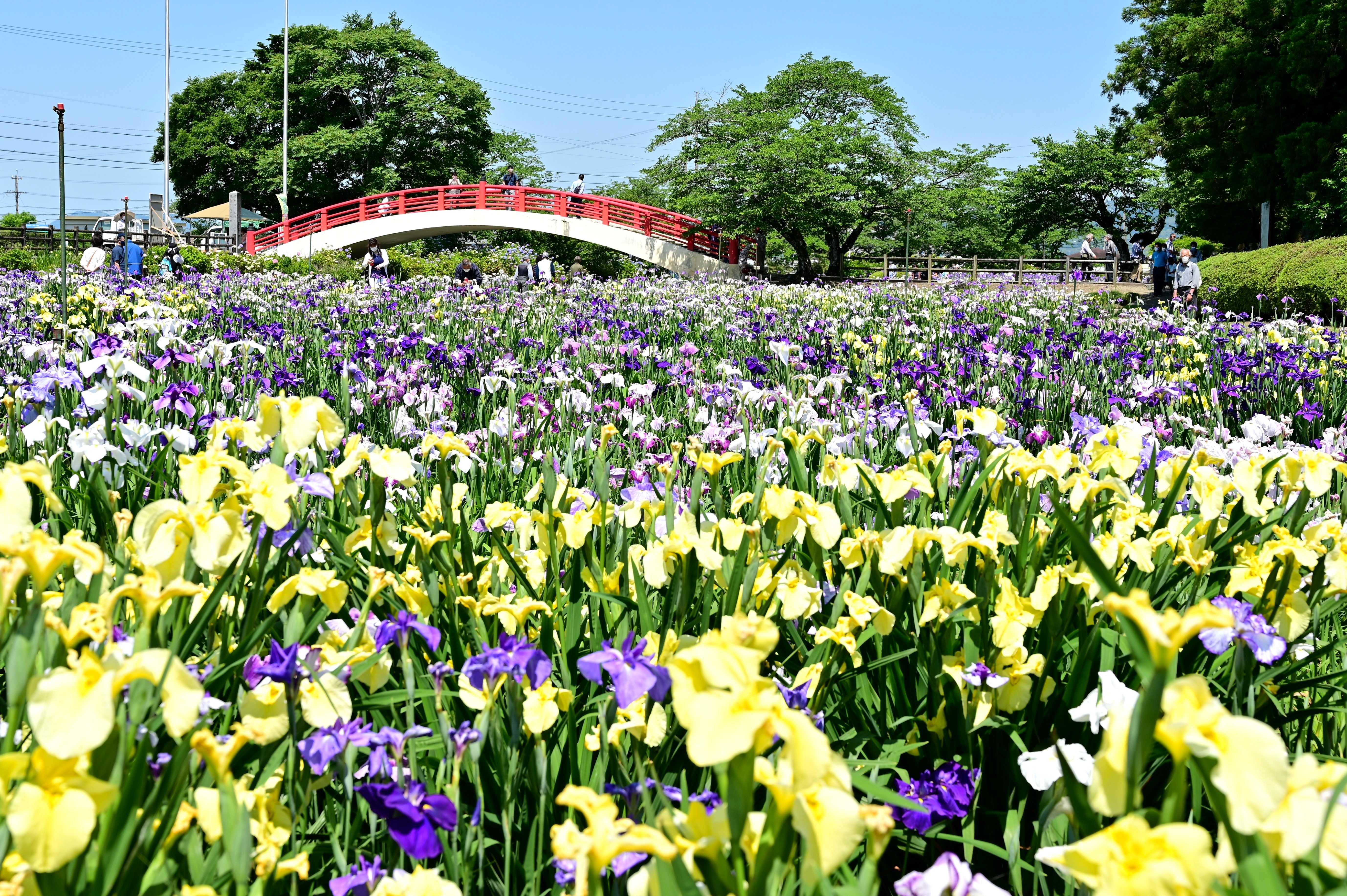
賀茂しょうぶ園
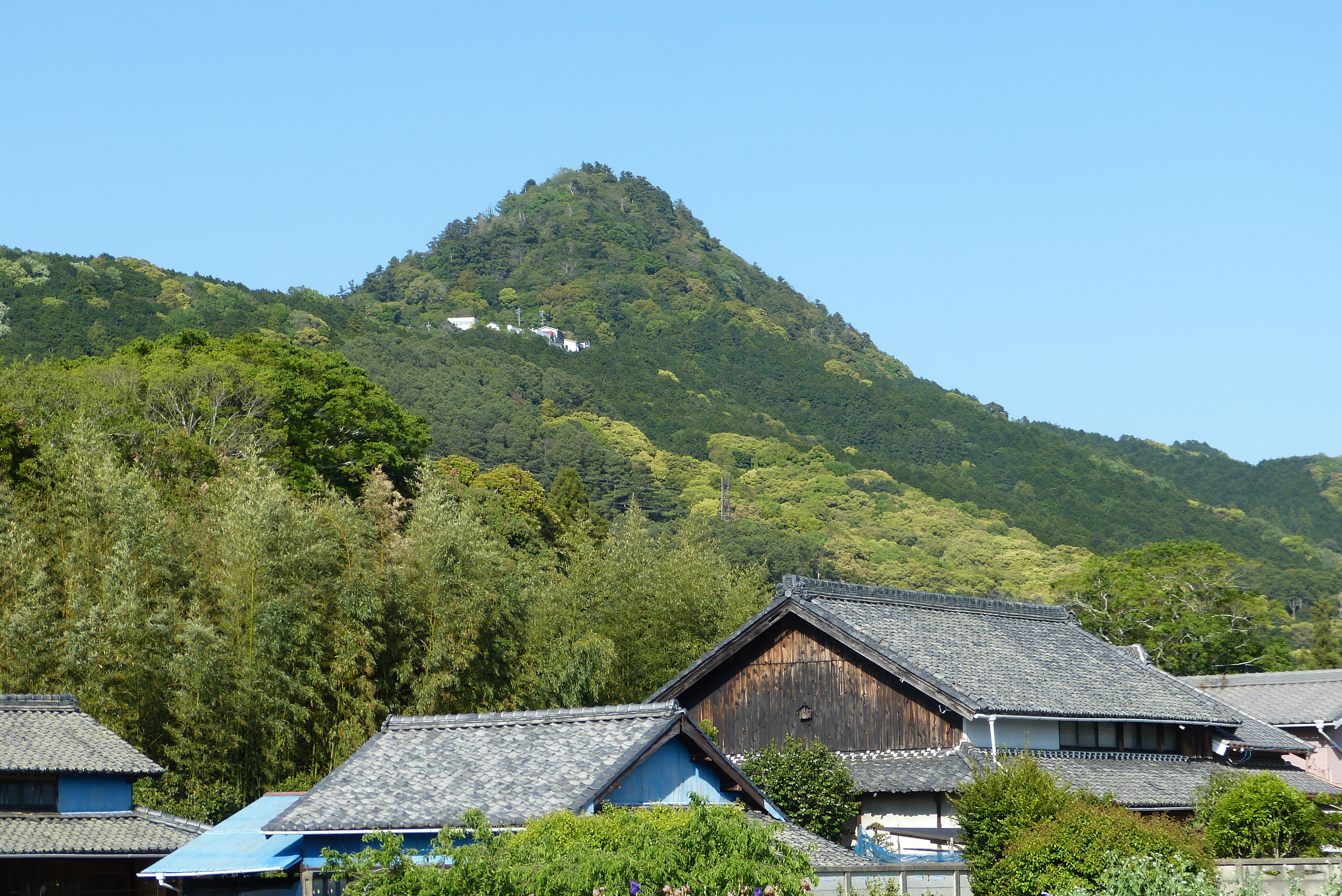
石巻山

- 葦毛湿原
- 賀茂しょうぶ園
- 石巻山

博物館

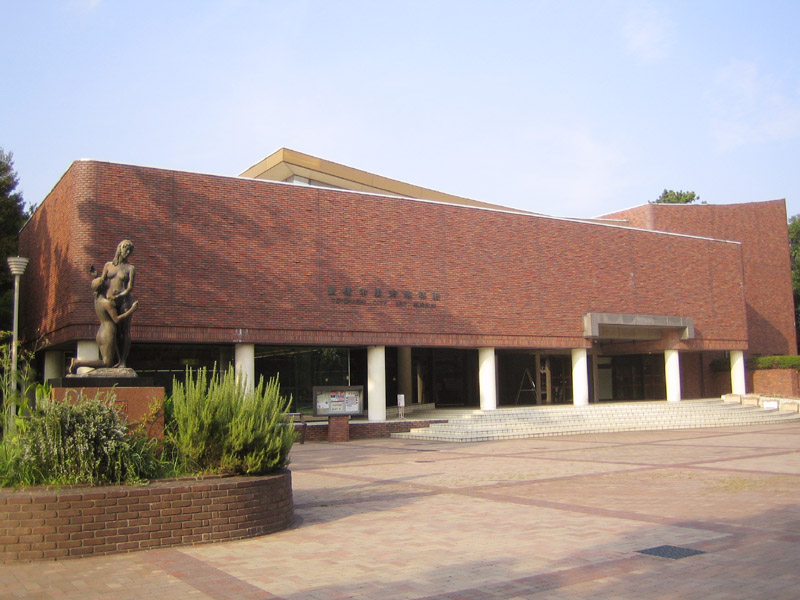
豊橋市美術博物館
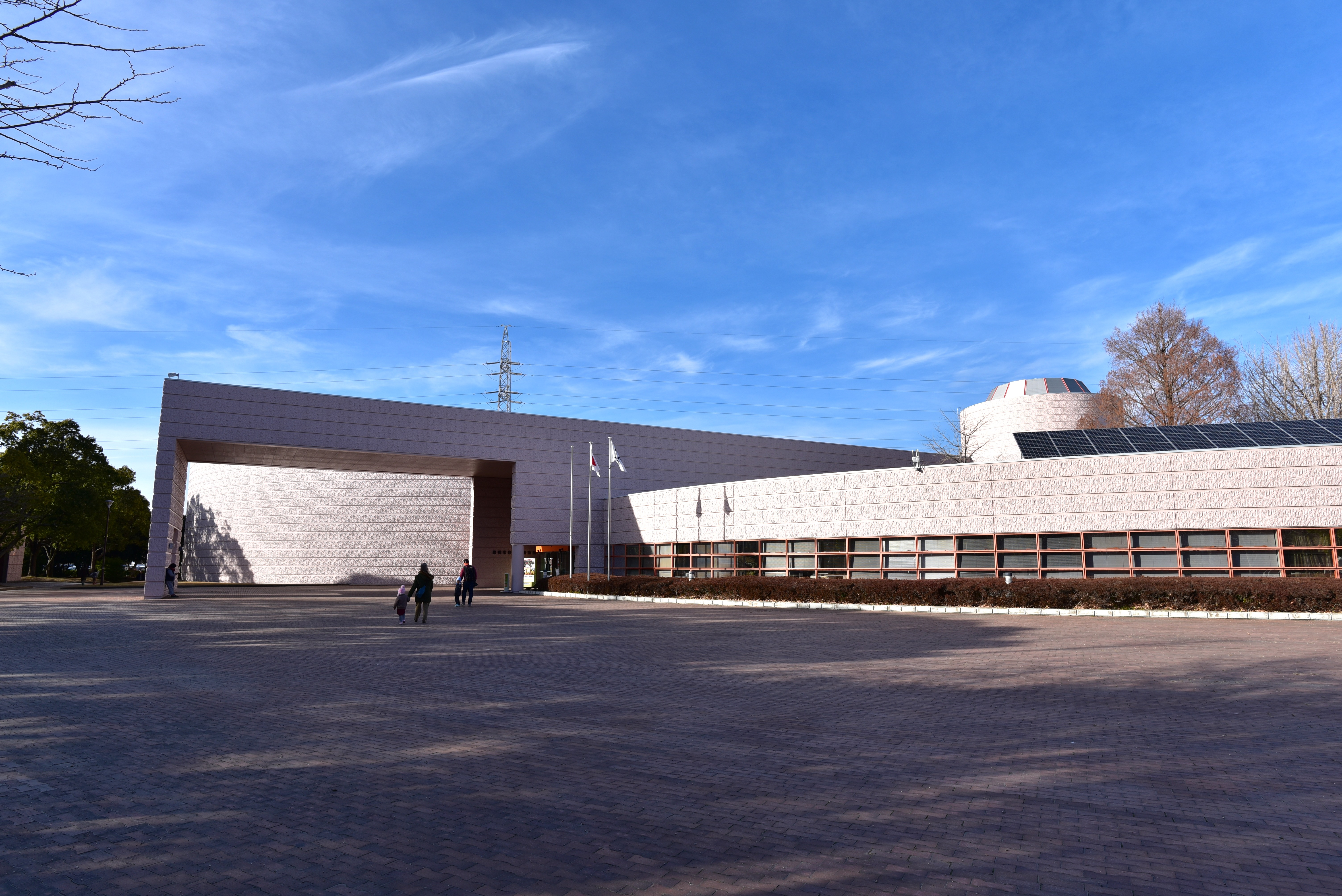
豊橋市自然史博物館
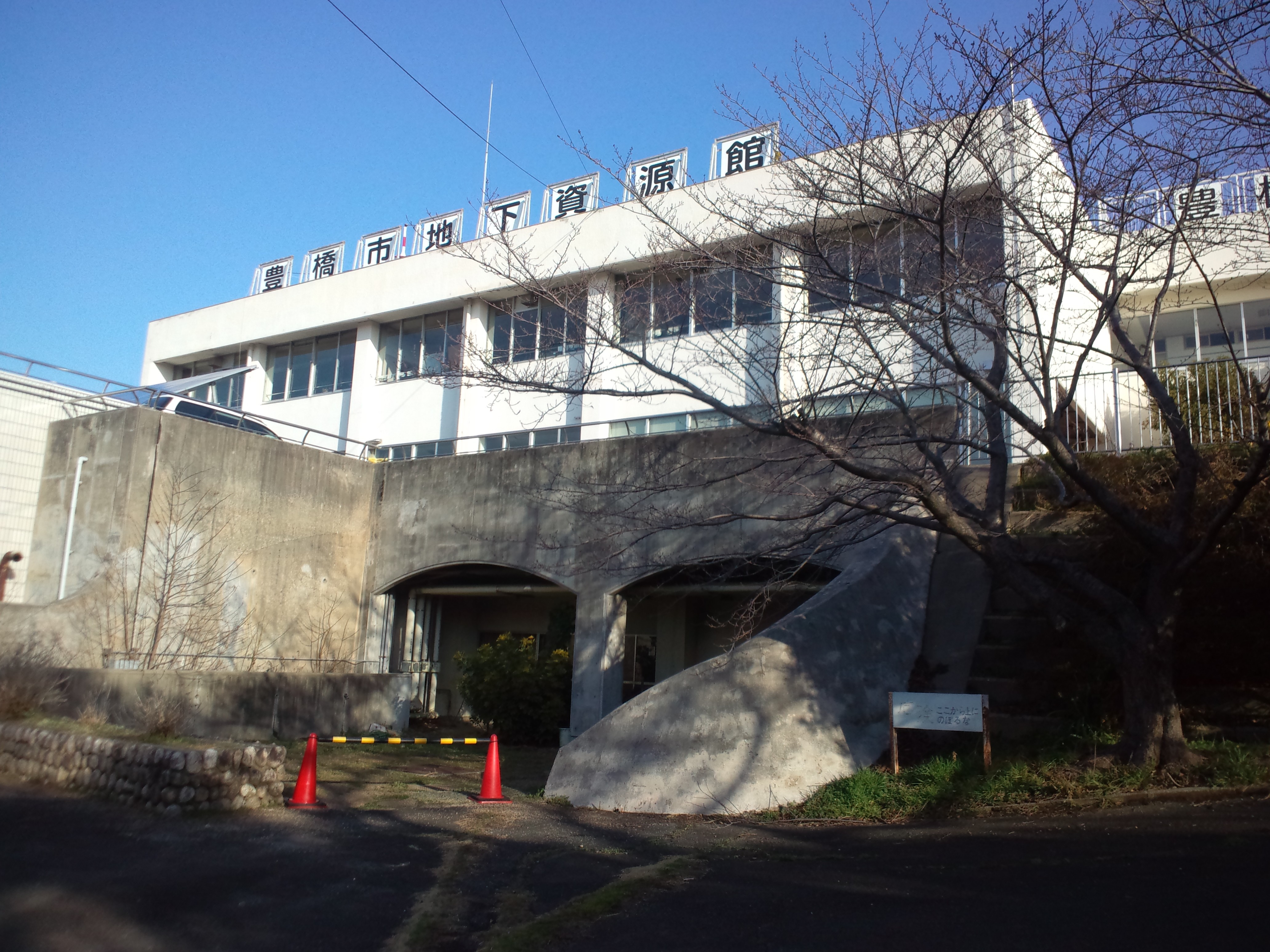
豊橋市地下資源館
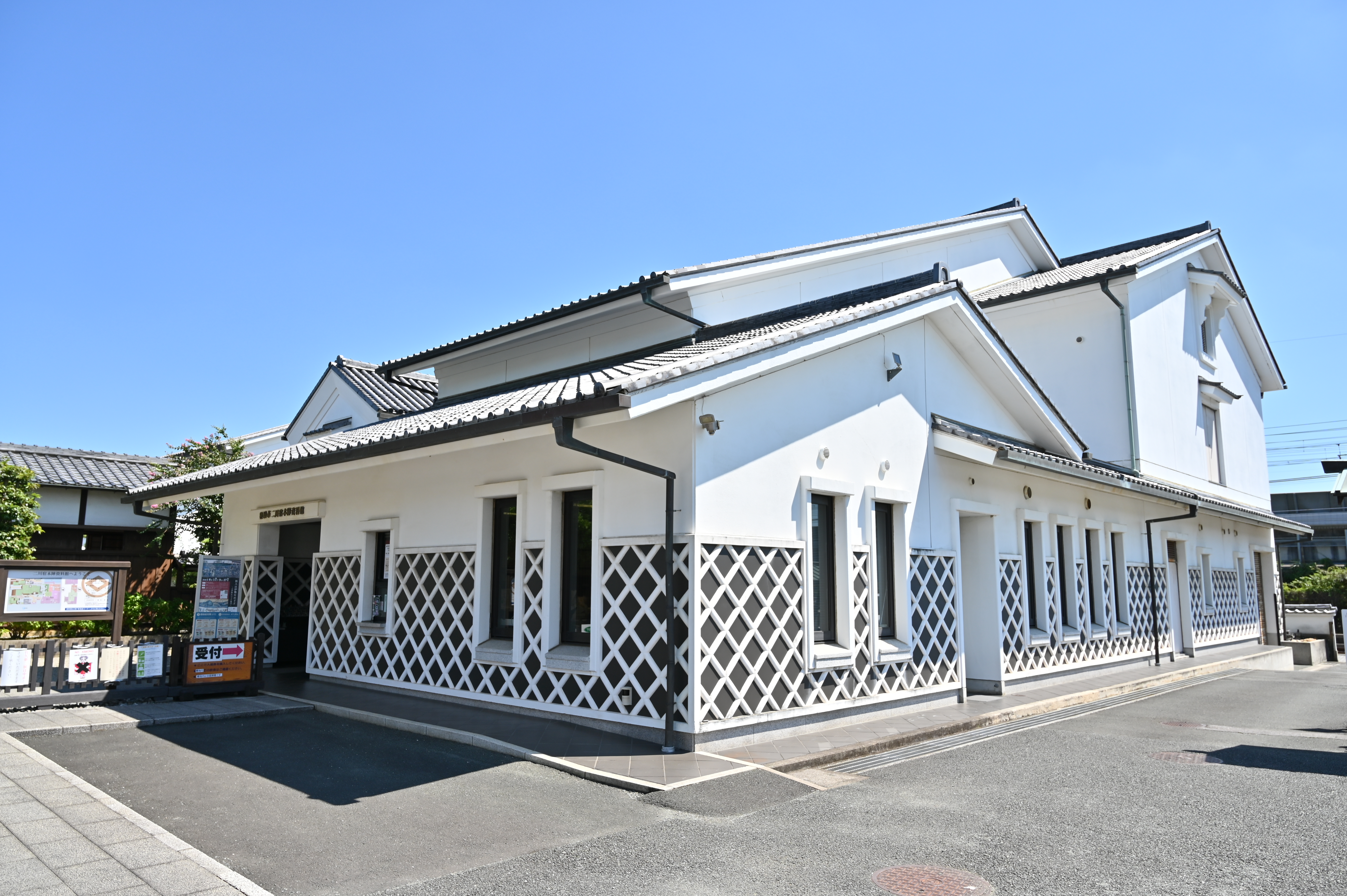
豊橋市二川宿本陣資料館
- 嵩山蛇穴

- 豊橋市美術博物館
- 豊橋市自然史博物館
- 豊橋市地下資源館
- 豊橋市二川宿本陣資料館

主な公園
- 岩田運動公園
- 牛川遊歩公園
- 豊橋公園
- 豊橋総合スポーツ公園
- 豊橋総合動植物公園（のんほいパーク）
- 向山緑地

## 文化・名物

### 祭事・催事
主な祭事・催事

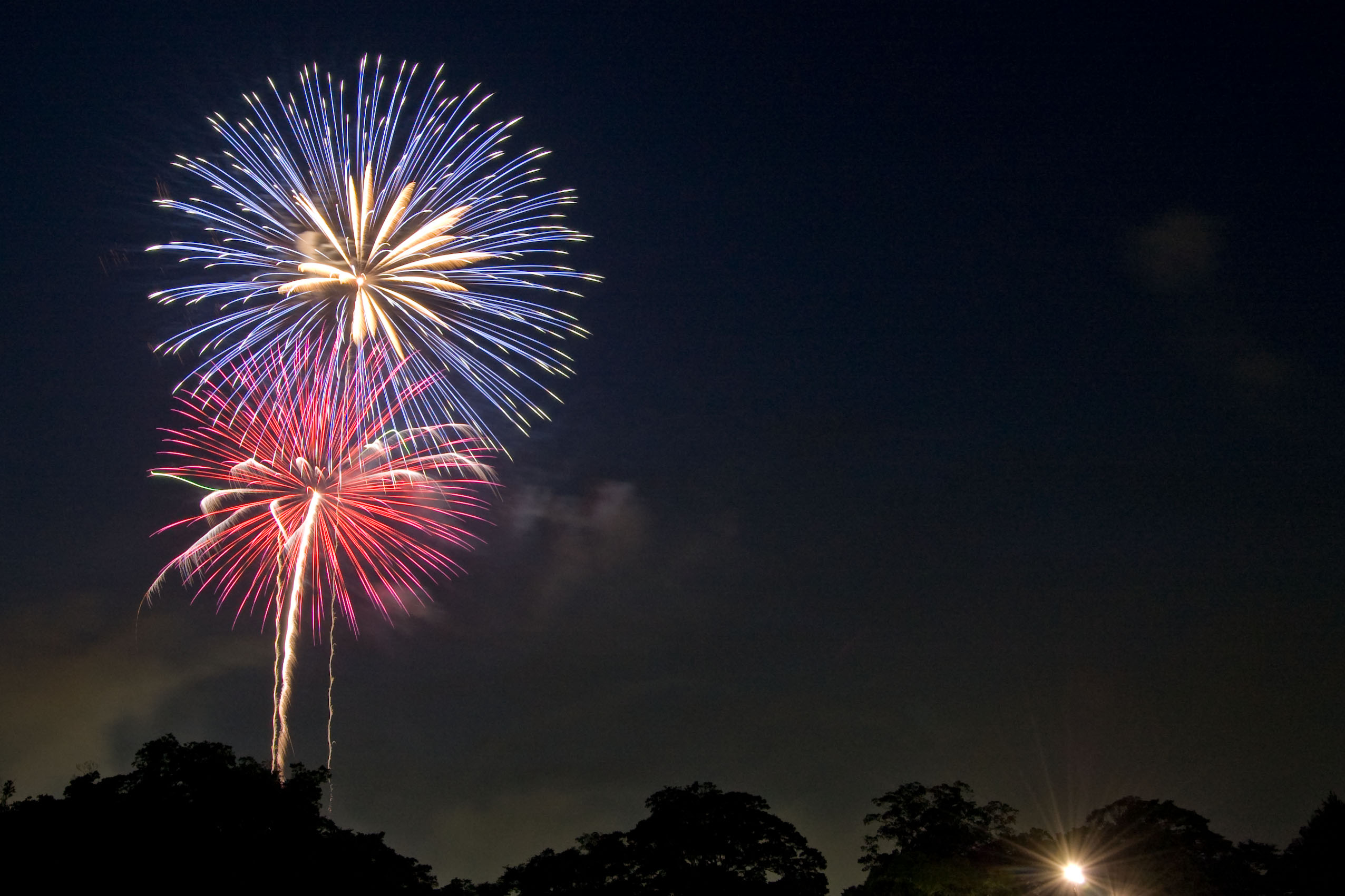
豊橋祇園祭・打ち上げ花火

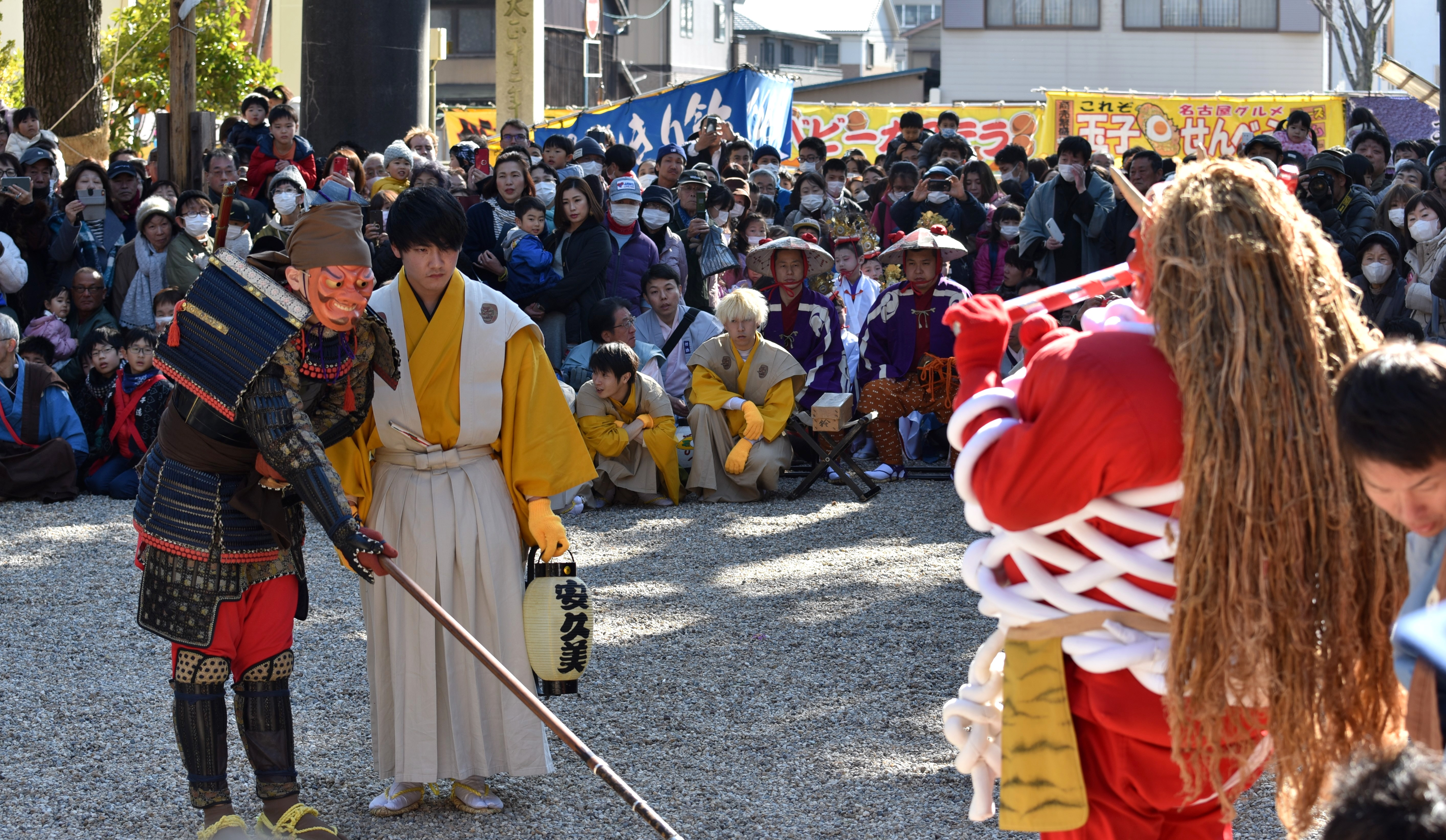
豊橋鬼祭

- 春祭り（1月下旬 - 5月上旬、豊橋公園のさくら、向山緑地内梅林園の梅[53]）
- 豊橋神明社の鬼祭（重要無形民俗文化財）（2月10日・2月11日）
- ええじゃないかとよはし映画祭（3月上旬）
- 穂の国豊橋ハーフマラソン（3月下旬）
- 花しょうぶまつり（5月下旬 - 6月中旬）
- 納涼まつり「夜店」（6月毎週金・土・日）
- 豊橋祇園祭（7月第3金・土・日曜日）
- みなとフェスティバル（7月第3月曜日）
- 炎の祭典（9月第2土曜日）
- 羽田祭（10月第1土・日曜）
- 二川八幡神社例大祭（10月第2土・日曜日）
- 豊橋まつり（10月第3土・日曜日）
- 飽海人形浄瑠璃（11月第3日曜日）
- とよはしまちなかスロータウン映画祭
- ものづくりフェアin東三河
- 豊橋花祭り
- アートイベント「sebone」（水上ビル）

### 名産・特産

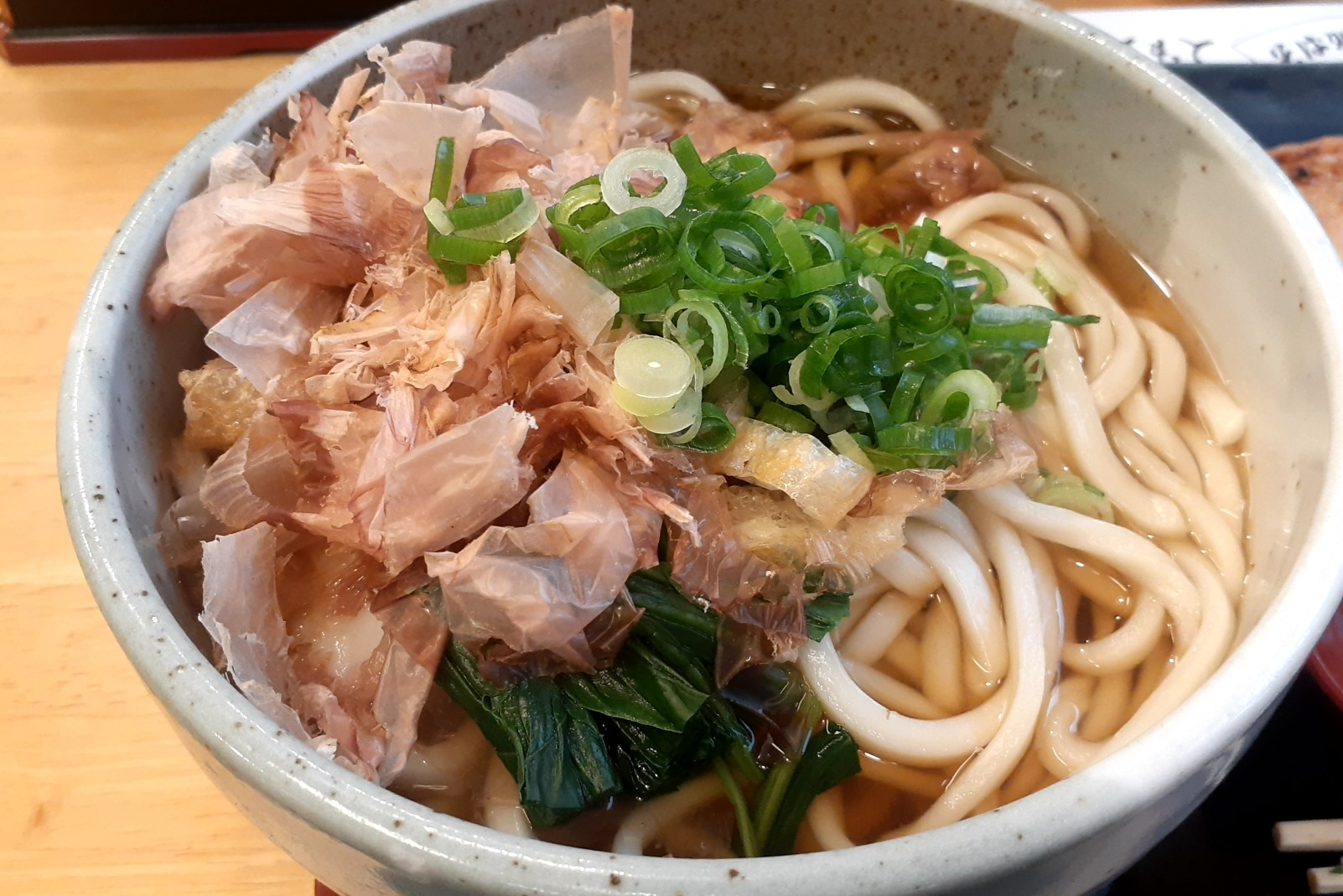
にかけうどん

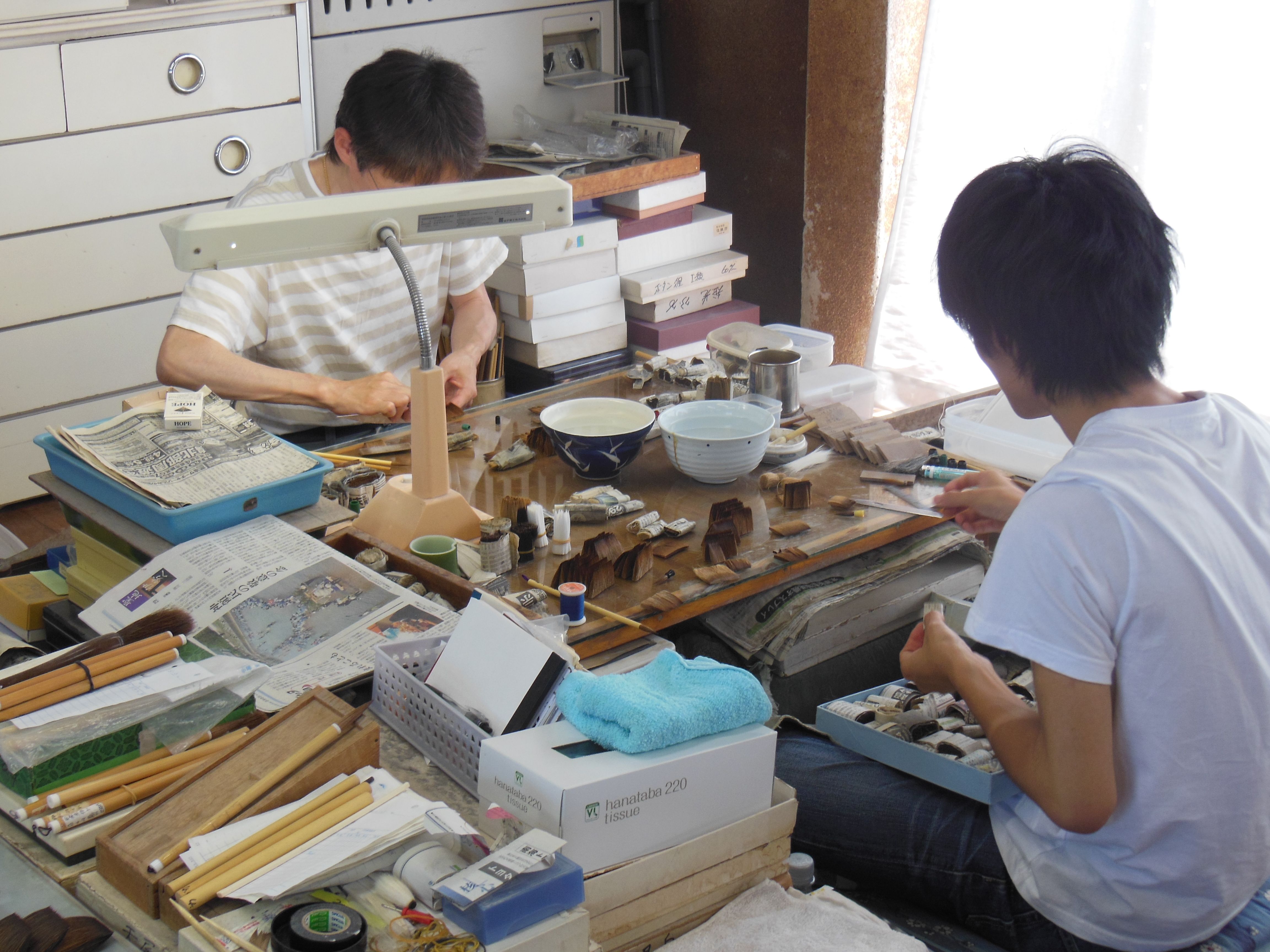
豊橋筆の製作風景

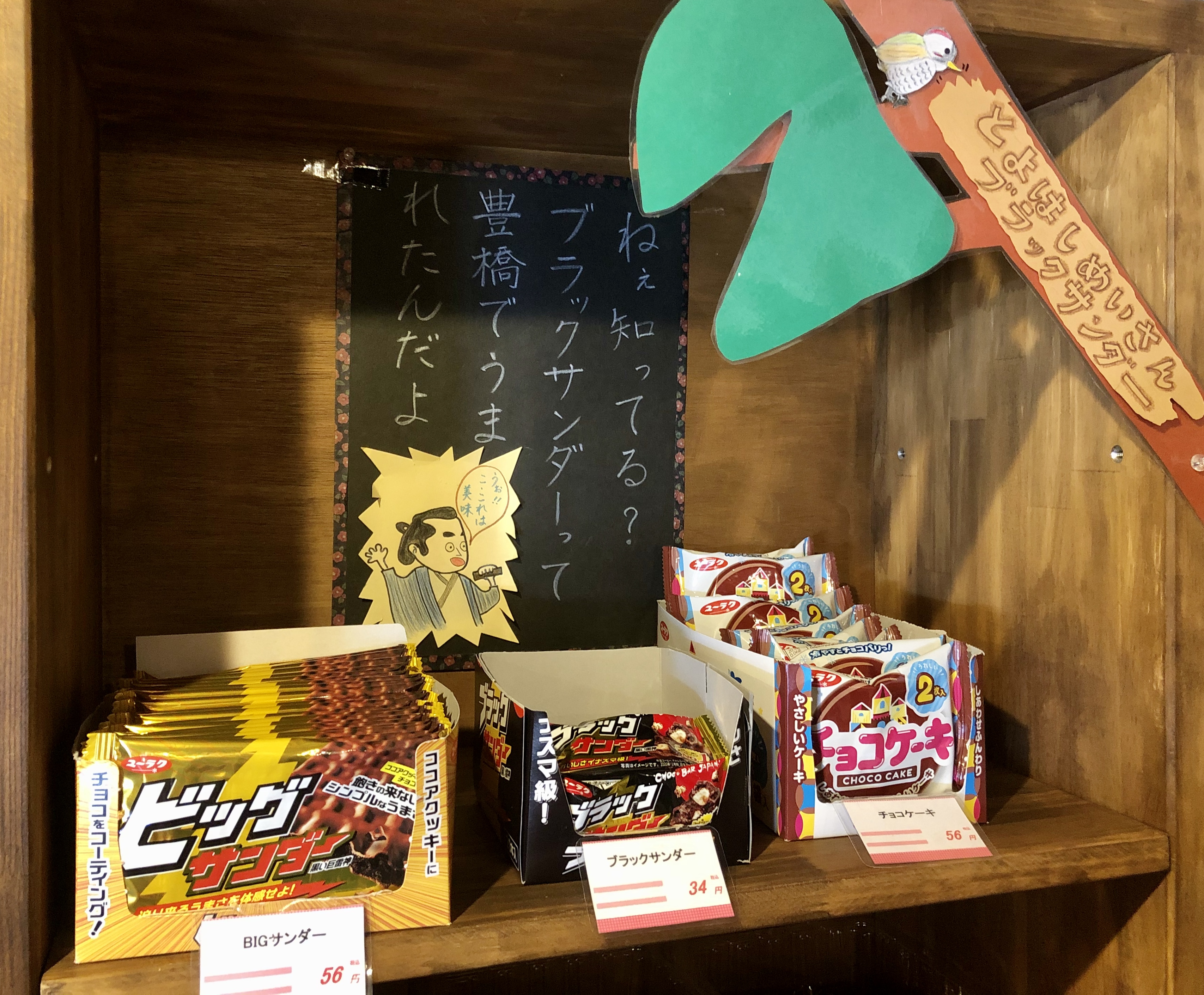
ブラックサンダーなどの有楽製菓の商品

- にかけうどん - 温かいうどんの上に、かまぼこ、刻み揚げ、茹でた青菜、花かつおが乗っているシンプルなうどん。味は濃いめ。「豊橋市のソウルフード」とも呼ばれる[54]。三河地方全般で親しまれている料理であるが[55]、他地域との違いは、豊橋市のにかけうどんは、普通の醤油を使う「赤つゆ」と白醤油を使う「白つゆ」の2種類ある点[54]。また、市の広報によれば、豊橋市のうどん屋はすべて自家製麺という[56]。
- ちくわ
- ゆたかおこし - 若松園
- 菜飯田楽
- 五平餅
- ハゼの佃煮
- 豊橋筆（生産量日本第2位）
- 手筒花火
- ブラックサンダー
- 豊橋カレーうどん

### 民話
- ごひんさま

### 団体
- ええじゃないか豊橋伝播隊DOEE
- 豊橋日独協会
- ほの国東三河ロケ応援団

### 音楽
日本アマチュアオーケストラ連盟の本部が置かれている。
- 豊橋交響楽団

### スポーツ

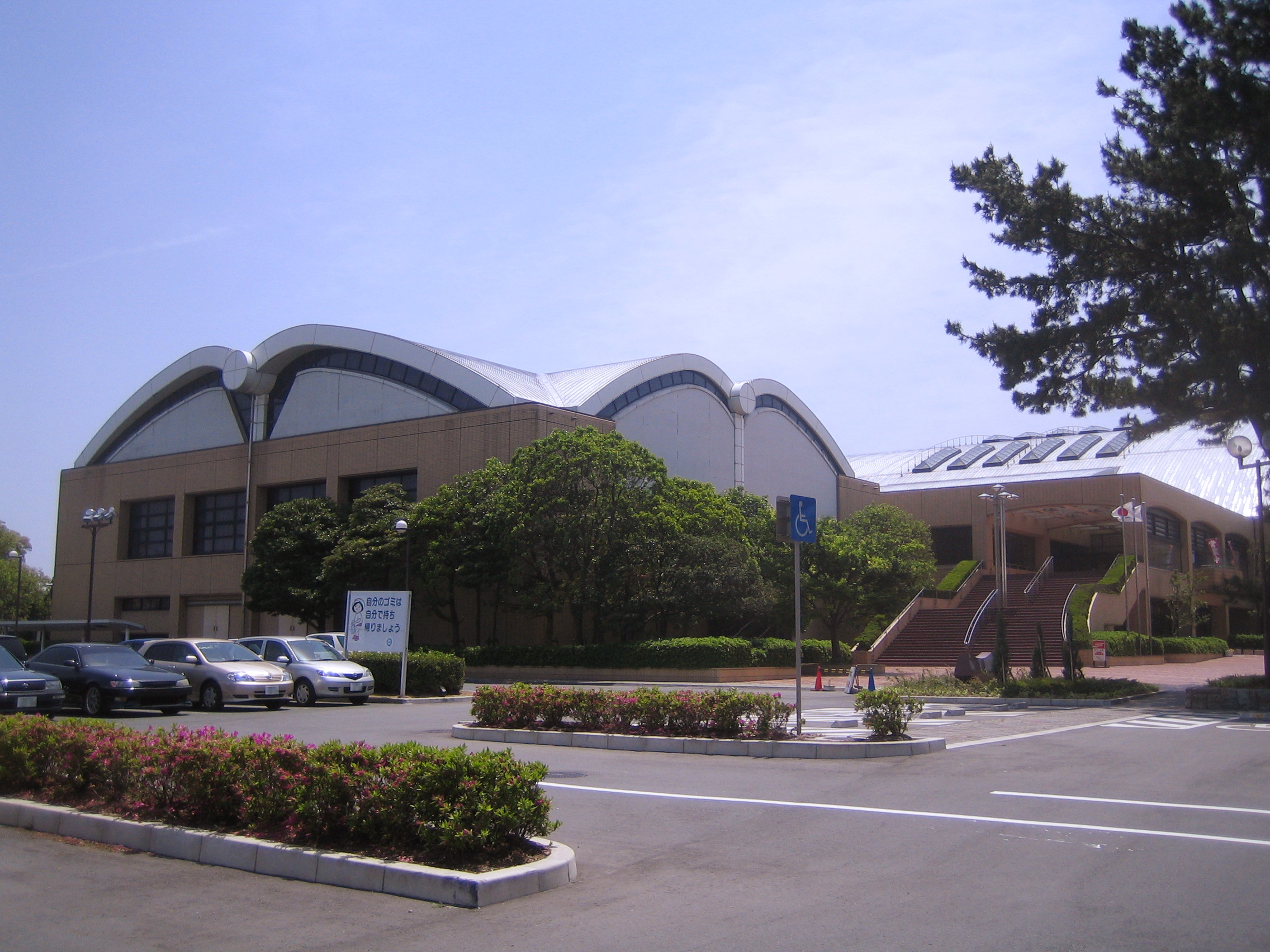
豊橋市総合体育館

- 三遠地域（東三河と遠州）で活動しているB.LEAGUE・B1リーグの三遠ネオフェニックスが豊橋市をホームタウンとしており、ホームアリーナの豊橋市総合体育館でホームゲームの8割が開催されている。
- プロ野球の中日ドラゴンズが1軍公式戦を2002年より豊橋市民球場で年1試合開催している。

| 名称                   | 競技種目         | 所属リーグ                 | 本拠地           | 運営会社・団体 | 設立   |
| ---------------------- | ---------------- | -------------------------- | ---------------- | -------------- | ------ |
| 三遠ネオフェニックス   | バスケットボール | B.LEAGUE                   | 豊橋市総合体育館 | フェニックス   | 1965年 |
| ラジルFC東三河         | サッカー         | 愛知県社会人サッカーリーグ | 豊橋市民球技場   |                | 2002年 |
| 愛知ベースボール倶楽部 | 野球             | JABA（社会人野球）         | 豊橋市民球場     |                | 2003年 |

## 出身関連著名人

### 出身著名人
武家・大名
- 牧野古白（牧野古伯とも。元は牧野成時（まきのしげとき）。初代今橋城（後の吉田城）主。菩提寺は吉田山龍拈寺。）
- 戸田宗光（戸田全久（法名）。初代二連木城城主。戸田松平家ほか、大名、高家、旗本を出した戸田氏中興の祖。菩提寺は全久院。）
- 牧野信成（まきののぶしげ。今橋（吉田）城主。今橋城を吉田城に改名。）
- 酒井忠次（吉田城主。徳川四天王筆頭。東三河の旗頭）
- 西郷清員（西川城主。2代征夷大将軍徳川秀忠の生母西郷局（お愛）の養父。）
- 山本勘助（武田家家臣。生誕地として諸説ある内の1つが豊橋市賀茂とされる。）
- 松平康長（最後の二連木城主。戸田松平家の祖。後に松本城主）
- 池田輝政（吉田城主。吉田時代は照政。徳川家康の娘の婿。西国将軍）
- 小笠原忠知（吉田城主。向山大池を造り、大池より水をひき、吉田城外濠に水を入れた。菩提寺は臨済寺。宗徧流茶道の祖、山田宗徧を迎える。）
- 松平信明（まつだいらのぶあきら。吉田城主。老中首座。小知恵伊豆）
- 大河内信古（おおこうちのぶひさ。寺社奉行、大坂城代歴任。最後の吉田城主）

文化・芸術
- 山田宗徧（茶道宗徧流の創始者。千家の宗旦四天王の一人。藩主小笠原忠知により吉田藩に招かれる。）
- 菅江真澄（『菅江真澄遊覧記』江戸後期の旅行家、博物学者）
- 井上靖（芥川賞作家。北海道旭川市出身。一時、豊橋に住む。また、自伝的作品しろばんばに若松園が登場。）
- 村井弦斎（作家、『食道楽』の著者）
- 林織江 (江戸時代の歌人)
- 富安風生（俳人）
- 丸山薫（詩人）
- 鈴木悦（著作家・記者）
- 木藤亜也（作家、『1リットルの涙』の著者）
- 池永陽（小説家）
- 宮城谷昌光（小説家）
- 新藤悦子（小説家、ノンフィクション作家、豊橋ふるさと大使）
- 河野義行（ノンフィクション作家）
- 藤白圭（作家）
- 今泉健司（将棋棋士）
- 福田正義（囲碁棋士）
- 榊原章二（囲碁棋士）
- 鈴木優（プロ雀士、U-NEXT Pirates所属）
- 石川慶（映画監督）
- 杉田成道（演出家、映画監督、豊橋ふるさと大使）
- 森谷雄（テレビ・映画プロデューサー、映画監督）
- 古関金子（詩人、声楽家）
- 中村正義（画家）
- 星野眞吾（画家）
- 松井守男（画家・レジオンドヌール勲章受章者、豊橋特別ふるさと大使）
- 荒木淳一（画家）
- ダニイル主代郁夫（キリスト教聖職者 日本ハリストス正教会首座主教、東京の大主教及び全日本の府主教）
- 東直輝（漫画家）
- 澤井啓夫（漫画家）
- 西修（漫画家）
- 牧野圭一（漫画家、豊橋ふるさと大使）
- 牧野和子（漫画家）
- 東里桐子（漫画家）
- 河惣益巳（漫画家）
- 斉藤倫（漫画家）
- 佐野妙（漫画家）
- 中村かなこ（漫画家）
- 中村直吉（明治時代の冒険旅行家）
- 安藤政次郎（「安藤動物園」の創設者）

芸能・風俗
- 松平健（俳優、歌手、豊橋ふるさと大使）
- 足木俊介（俳優）
- 内田喜郎（俳優、歌手）
- 川合伸旺（俳優）
- 平田満（俳優、豊橋ふるさと大使）
- 村上大樹（俳優）
- 真魚（女優）
- 三ツ矢雄二（声優）
- 夏目桂輔（声優）
- 野川さくら（声優、歌手）
- 佐々木舞香（=LOVE、声優）
- 福井仁美 （タレント、スポーツキャスター）
- 宮野久美子（タレント、元おニャン子クラブ会員番号51）
- 松井玲奈（女優、元SKE48・乃木坂46、豊橋ふるさと大使）[57]
- 佐藤佳穂（SKE48）
- 岡本姫奈（乃木坂46）[58]
- 金松季歩（グラビアアイドル、元AKB48研究生）
- 犬塚志乃（タレント、リポーター、元dela「キャプテン」）
- LOOSELY（ロックバンド）
- ジェイル大橋（聖飢魔IIの元ギタリスト）
- 大津美子（歌手、豊橋ふるさと大使）
- ハンサム判治（歌手）
- ピンキー青木（歌手）
- カゲユトモミ（シンガーソングライター）
- 大野雄大（歌手、Da-iCE）
- GEN（04 Limited Sazabysのボーカル）
- 岩瀬立飛（ジャズドラマー）
- 片岡祐介（打楽器奏者、マリンバ奏者、作曲家）
- 喜多郎（シンセサイザー奏者、豊橋特別ふるさと大使）
- 伊藤雪彦（作曲家、豊橋ふるさと大使）
- 馬飼野俊一（作曲家、編曲家、豊橋ふるさと大使）
- 馬飼野康二（作曲家、編曲家）
- 杉田成道（フジテレビプロデューサー、『北の国から』演出家）
- 蝶々（エッセイスト）
- GENKING（タレント、メイクアップアーティスト）
- 桃月なしこ（タレント、モデル）
- 城所あゆね（タレント、モデル）
- あいだゆあ（AV女優）
- 七海ティナ（AV女優、タレント）
- 八木栞　　（アイドル、つばきファクトリー）
- 100円娯楽（税抜）（ユーチューバー）[59]

アナウンサー
- 大蔵哲士（NHKアナウンサー）
- 黒田信哉（NHKアナウンサー）
- 坂部友宏（新潟放送アナウンサー）
- 島田彩夏（フジテレビアナウンサー）
- 原田修佑（テレビ東京アナウンサー）
- 大木香乃（フリーアナウンサー）
- 金井憧れ（フリーアナウンサー）
- 鈴木理香子（フリーアナウンサー）
- 横田光幸（フリーアナウンサー）
- 夏目浩光（元青森放送アナウンサー、ラジオパーソナリティ、ラジオディレクター）
- 福井弓子（元NHKアナウンサー）
- 光部杏里（元NHK静岡放送アナウンサー、キャスター）
- 柳川薫（元CBCアナウンサー）

学術
- 伊丹敬之（経営学者、一橋大学名誉教授、文化功労者受章者）
- 小柴昌俊（ノーベル物理学賞学者、東京大学特別栄誉教授）
- 塩野谷祐一（経済学者、一橋大学名誉教授、名古屋大学特別教授、文化功労者受章者）
- 新堂幸司（民事訴訟法学者、東京大学名誉教授）
- 戸川敬一（ドイツ文学者、上智大学名誉教授）
- 荻野久作（医学者、竹山病院産婦人科部長、荻野式）
- 彦坂忠義（物理学者、新潟大学名誉教授）
- 山田鋭夫（経済学者、名古屋大学名誉教授）
- 藤井淑禎（日本近代文学研究者、立教大学名誉教授）

政財界・軍事・メディア
- 上村千一郎（衆議院議員、環境庁長官）
- 村田敬次郎（衆議院議員、通商産業大臣、自治大臣・国家公安委員会委員長）
- 太田昭宏（衆議院議員、元公明党代表、国土交通大臣、新城市生まれ、小学校から高校まで豊橋市）
- 根本幸典（衆議院議員）
- 浅野勝人（元参議院議員、元衆議院議員、元内閣官房副長官）
- 木俣佳丈（元参議院議員）
- 早川勝（元衆議院議員、元豊橋市長）
- 三浦碧水（衆議院議員、初代豊橋町長）
- 高橋アキラ（元豊橋市長）
- 佐原光一（元豊橋市長）
- 浅井由崇（前豊橋市長、元愛知県議会議員）
- 中村寿一（豊田市長、挙母町長）
- 白井捷一（北海道長万部町長）
- 朝田又七（貴族院多額納税者議員、実業家として横浜で活躍）
- 依田花蓮（新宿区議会議員）
- 池田末男（陸軍少将、通称「戦車隊の神様」）
- 田嶋栄次郎（陸軍中将）
- 宮川美津子（弁護士）
- 後藤達郎（元ホテルオークラ社長、元日本ホテル協会会長）
- 中川彰（元日本車輌製造社長、元JR東海副社長）
- 萩本和男（元NTTエレクトロニクス社長、紫綬褒章、産学官連携功労者表彰内閣総理大臣賞）
- 青木康晋（元朝日新聞出版社長・会長、元週刊朝日編集長、東日本国際大学副学長）
- 山口拓己（PR TIMES創業者・社長）
- 堀田伸一（元豊橋市議会議員、元競輪選手）
- 山本左近（元衆議院議員、レーサー、元F1ドライバー）

スポーツ選手
- 平江巌（元野球選手）
- 星山晋徳（元野球選手）
- 森福允彦（元野球選手、2013 ワールド・ベースボール・クラシック日本代表選手）
- 谷川原健太（野球選手 福岡ソフトバンクホークス）
- 中川拓真（野球選手 東京ヤクルトスワローズ）
- 藤井淳志（元野球選手 中日ドラゴンズ）
- 藤嶋健人（野球選手 中日ドラゴンズ）
- 中川大志（元野球選手、現・横浜DeNAベイスターズスカウト）
- 仲井洋平（社会人野球選手 三菱自動車岡崎）
- 永田昌弘（元社会人野球選手、国士舘高校野球部監督）
- 鈴木明子（フィギュアスケート選手、豊橋ふるさと大使）
- 清川正二（水泳選手 1932年ロサンゼルスオリンピック金メダリスト、国際オリンピック委員会（IOC）副委員長）
- 鈴木亜由子（陸上競技選手 2016年リオデジャネイロオリンピック・5000m 10000ｍ、2020年東京オリンピック・マラソン代表）
- 小野田勇次（陸上競技選手 箱根駅伝競走6区・山下り区間記録保持者）
- 岩水嘉孝 （陸上競技選手3000m障害）
- 山本修平 （陸上競技選手）
- 富永益生（競輪選手）
- 金子貴志（競輪選手）
- 岡田由佳子（元女子自転車競技選手、取材記者）
- 西山昇一（競艇選手）
- 武雄山喬義（大相撲力士、豊橋ふるさと大使）
- 尾川堅一（プロボクサー、第46代日本スーパーフェザー級チャンピオン）
- 阪下優友（プロボクサー）
- 朝倉未来（総合格闘家）
- 朝倉海（総合格闘家）
- 白井祐矢（総合格闘家）
- 魅津希（総合格闘家）
- 芳賀ビラル海(総合格闘家)
- 井上直樹（総合格闘家）
- 鈴木博昭 (シュートボクサー、総合格闘家)
- MISAKI (シュートボクサー、キックボクサー)
- 玖麗さやか（プロレスラー）
- 米山みどり（元ゴルフ選手）
- 高須英暢（元サッカー選手）
- 久保田和音（サッカー選手 松本山雅FC）
- 白井康介（サッカー選手 京都サンガF.C.）
- 三浦弦太（サッカー選手 ガンバ大阪）
- 松下浩二（元卓球選手、日本初のプロ卓球選手、2000年シドニーオリンピック卓球男子シングル代表選手）
- 高田真希（バスケットボール選手 デンソーアイリス所属、2020年東京オリンピック・バスケットボール代表キャプテン）
- 馬瓜エブリン（バスケットボール選手 トヨタ自動車アンテロープス所属、2020年東京オリンピック・バスケットボール 代表選手）
- 馬瓜ステファニー（バスケットボール選手 トヨタ自動車アンテロープス所属、2020年東京オリンピック・3人制バスケットボール 代表選手）
- 河合竜児（元バスケットボール選手、指導者）
- 原田砂代子（元バレーボール選手）
- 彦坂匡克（ラグビー選手、2016年リオデジャネイロオリンピック男子7人制ラグビー代表選手）

その他
- 白井永二（神社本庁総長）

### ゆかりの人物
- 小渕志ち（三河地方の絹製糸工業に貢献した人）
- 神野金之助（神野新田の開発者）
- 近藤寿市郎（豊川用水の構想発案者）

## テレビアニメの聖地
人気テレビアニメ「負けヒロインが多すぎる!」の舞台になったことでアニメファンから聖地として注目され人気を博している。 
- 観光プロモーション課によるアニメ化にちなんだ連携イベントで豊橋の魅力を全国に発信[60]。
- 市民への負けヒロインが多すぎる!認知向上のため市の広報誌「広報とよはし」2024年8月号の表紙に登場[61]。
- 総合動植物公園「のんほいパーク」にてコラボイベント開催[62]。
- 豊橋駅東口ペデストリアンデッキに灯籠設置[63]。

一般社団法人アニメツーリズム協会が毎年発表する『訪れてみたい日本のアニメ聖地88』の2025年版にも選ばれた。
市中心部の展示物設置が２０２５年３月末まで延長され、豊橋公園では灯篭が２０２５年３月26日～４月６日まで点灯された。

## 作品

### 映画
- 1957年 続二等兵物語 決戦体制の巻
- 1958年 二等兵物語 あゝ戦友の巻
- 1961年 風に逆らう流れ者[66]
- 1968年 だれの椅子？
- 1993年 REX 恐竜物語
- 1999年 菊次郎の夏[67]
- 2004年 1リットルの涙[68]
- 2006年 陽気なギャングが地球を回す[69]
- 2006年 早咲きの花
- 2009年 旭山動物園物語 ペンギンが空をとぶ
- 2009年 ヘブンズ・ドア
- 2009年 ちゃんと伝える
- 2015年 みんな!エスパーだよ![70] [注釈 6]
- 2015年 グラスホッパー[71]
- 2016年 少女[72]
- 2017年 新宿スワンII
- 2018年 クソ野郎と美しき世界 EPISODE.01「ピアニストを撃つな！」
- 2019年 家族マニュアル[73]

### ドラマ
- 1970年 ぼくたちの青春[74]
- 1986年『松本清張サスペンス 隠花の飾り』（第7話「再春」） ‐ 関西テレビ･フジテレビ系列。主演：檀ふみ、加藤治子、脚本：田中晶子、監督：小田切成明
- 2013年 みんな!エスパーだよ! - テレビ東京系深夜ドラマ [注釈 6]
- 2017年 LEADERS2[75]
- 2017年 東京ヴァンパイアホテル[75]
- 2017年 陸王- 原作小説及びTBS系日曜劇場ドラマ[76]
- 2018年 ただいま大須商店街[77]
- 2020年 エール - NHKドラマ・連続テレビ小説[78]
- 2021年 TOKYO MER～走る緊急救命室～ - TBS系日曜劇場ドラマ[79]
- 2023年 VIVANT

### CM
- 2014年 大塚製薬『ビタミン炭酸　MATCH』 - 「青春と数学」篇、「青春と英語」篇の2種 があり、広瀬アリスと広瀬すずが出演。前畑駅や豊小学校の屋上、豊岡中学校の校庭とプールで撮影。
- 2021年 ヤクルト『タフマン』- 「手筒花火」篇（15秒/30秒）、亀梨和也が出演。豊橋の三河伝統手筒花火連合会による手筒花火が使われている[80][81]。

### 漫画・アニメ・ライトノベル
- 忍者ハットリくん - ちくわが大好物な忍者犬「獅子丸」が、新幹線で移動中に豊橋名産のちくわの匂いに誘われ、豊橋駅で降りてしまったというエピソードがある。
- 豊橋天狗 - ハリー・ポッターシリーズを含むウィザーディング・ワールド内に登場するクィディッチチーム。豊橋市を拠点とする。日本一の座を維持し続け、世界大会にも出場する強豪。マホウトコロ出身者が多数を占める。
- 1990年 こちら葛飾区亀有公園前派出所 - 第66巻第6話。両津勘吉が上空からお下劣写真を落としたのは豊橋市内ということになっている。アニメ版には豊橋という描写はない。
- 1991年 究極超人あ～る（OVA） - 飯田線の話を中心に、当時の豊橋駅前や船町駅が登場する。
- 1998年 新世紀エヴァンゲリオン - VHS/LD版 第21話「ネルフ、誕生」。冬月がセカンドインパクト後もぐりの医者をしていたのは豊橋市跡である。
- 2000年 フリクリ - 豊川（とよがわ）と豊川用水路がイメージになっている川が流れている街が舞台。
- 2016年 ゆるキャン△ - 第2巻表紙裏「イヌイヌイヌ子さん」のコーナー。各務原なでしこの祖父母とともに豊橋市が登場している。アニメ版1期10話にも登場する。
- 2019年 とんずらごはん - 第3巻22話「カレーとろろライスうどん」。豊橋市に主人公が、逃亡先として来ている。
- 2020年 だもんで豊橋が好きって言っとるじゃん! - 地元出身の漫画家、佐野妙による豊橋市を題材にした漫画作品。まんがライフ（竹書房）にて連載中[82]。
- 2021年 ゴルゴ13 - 第201巻 ｢受難の帰日」(2015年4月掲載作品)。記者が目をつけた外国人は豊橋にある自動車輸出入の関係者だった。そこにゴルゴが絡んでくる内容。
- 2021年 戦争めし - 第7巻「桜丘の想い灯」の全5話。豊橋市の桜丘高校の生徒が戦争時の食事を調査した時に、担当教師が作者に手紙を書いた事で企画が始まった[83][84]。
- 2021年 負けヒロインが多すぎる！ - 地元出身のライトノベル作家、雨森たきびによるラブコメ作品。作品舞台が豊橋市となっている[85]。